# 2012 a jogalkotásban
2012-ben az alábbi fontosabb jogszabályokat alkották meg:

## Magyarország

### Alaptörvény-módosítások
- Magyarország Alaptörvényének első módosítása (2012. június 18.) [halott link]
- Magyarország Alaptörvényének második módosítása (2012. november 9.) [halott link]
- Magyarország Alaptörvényének harmadik módosítása (2012. december 21.) [halott link]

### Törvények
- 2012. évi I. törvény A munka törvénykönyve
- 2012. évi II. törvény a szabálysértésekről, a szabálysértési eljárásról és a szabálysértési nyilvántartási rendszerről
- 2012. évi III. törvény a Belga Királyság, a Bolgár Köztársaság, a Cseh Köztársaság, a Dán Királyság, a Németországi Szövetségi Köztársaság, az Észt Köztársaság, Írország, a Görög Köztársaság, a Spanyol Királyság, a Francia Köztársaság, az Olasz Köztársaság, a Ciprusi Köztársaság, a Lett Köztársaság, a Litván Köztársaság, a Luxemburgi Nagyhercegség, a Magyar Köztársaság, a Máltai Köztársaság, a Holland Királyság, az Osztrák Köztársaság, a Lengyel Köztársaság, a Portugál Köztársaság, Románia, a Szlovén Köztársaság, a Szlovák Köztársaság, a Finn Köztársaság, a Svéd Királyság, Nagy-Britannia és Észak-Írország Egyesült Királysága (az Európai Unió tagállamai) és a Horvát Köztársaság között, a Horvát Köztársaságnak az Európai Unióhoz történő csatlakozásáról szóló szerződés kihirdetéséről
- 2012. évi IV. törvény Magyarország Kormánya és a Szerb Köztársaság Kormánya között a közúti, a vasúti és a vízi határforgalom ellenőrzéséről szóló Megállapodás kihirdetéséről
- 2012. évi V. törvény A közszolgálati tisztviselőkről szóló törvénnyel összefüggő átmeneti, módosuló és hatályát vesztő szabályokról, valamint egyes kapcsolódó törvények módosításáról
- 2012. évi VI. törvény a gyümölcsös ültetvények, valamint a gyümölcsös ültetvény méretet el nem érő, gyümölcsfával betelepített területek összeírásáról szóló 2006. évi XLVIII. törvény módosításáról
- 2012. évi VII. törvény a lelkiismereti és vallásszabadság jogáról, valamint az egyházak, vallásfelekezetek és vallási közösségek jogállásáról szóló 2011. évi CCVI. törvény módosításáról
- 2012. évi VIII. törvény az államháztartás egyensúlyát javító különadóról és járadékról szóló 2006. évi LIX. törvény módosításáról
- 2012. évi IX. törvény Az Európai Unió működéséről szóló szerződés 136. cikkének módosításáról szóló európai tanácsi határozat (2011/199/EU) kihirdetéséről
- 2012. évi X. törvény A Nemzetközi Távközlési Egyesület 1992. évi genfi Meghatalmazottak Rendkívüli Értekezletén aláírt Alapokmányának és Egyezményének a 2010. évi guadalajarai Meghatalmazotti Értekezletén aláírt módosításának kihirdetéséről
- 2012. évi XI. törvény A Kazettás Lőszerekről szóló Egyezmény kihirdetéséről
- 2012. évi XII. törvény A közkegyelem gyakorlásáról
- 2012. évi XIII. törvény A lőfegyverekről és lőszerekről szóló 2004. évi XXIV. törvény módosításáról
- 2012. évi XIV. törvény Magyarország Kormánya és Georgia Kormánya között a jövedelem és a vagyonadók területén a kettős adóztatás elkerüléséről és az adóztatás kijátszásának megakadályozásáról szóló, Budapesten, 2012. február 16. napján aláírt Egyezmény kihirdetéséről
- 2012. évi XV. törvény Magyarország Kormánya és Katar Állam Kormánya között a jövedelemadók területén a kettős adóztatás elkerüléséről és az adóztatás kijátszásának megakadályozásáról szóló, Budapesten, 2012. január 18. napján aláírt Egyezmény kihirdetéséről
- 2012. évi XVI. törvény a devizakölcsönök törlesztési árfolyamának rögzítéséről és a lakóingatlanok kényszerértékesítésének rendjéről szóló 2011. évi LXXV. törvény módosításáról
- 2012. évi XVII. törvény egyes közpénzügyi tárgyú törvényeknek az államháztartás önkormányzati alrendszerét érintő módosításáról, és azok más törvénnyel való összhangjának biztosításáról
- 2012. évi XVIII. törvény az élelmiszerláncról és hatósági felügyeletéről szóló 2008. évi XLVI. törvény módosításáról
- 2012. évi XIX. törvény a tengerészek képzéséről, képesítéséről és az őrszolgálat ellátásáról szóló 1978. évi nemzetközi egyezmény 2010. évi manilai módosításaival egységes szerkezetbe foglalt szövegének kihirdetéséről
- 2012. évi XX. törvény a Magyarország 2012. évi központi költségvetéséről szóló 2011. évi CLXXXVIII. törvény módosításáról
- 2012. évi XXI. törvény az elvárt béremelés végrehajtásával és a foglalkoztatással összefüggő egyes törvények módosításáról
- 2012. évi XXII. törvény a Magyarország Kormánya és a Szlovák Köztársaság Kormánya között a két ország közös államhatárán, Vámosmikola és Ipolypásztó (Pastovce) települések közötti közúti Ipoly-híd és a kapcsolódó létesítmények megépítéséről szóló Megállapodás kihirdetéséről
- 2012. évi XXIII. törvény a Magyarország Kormánya és a Szlovák Köztársaság Kormánya között a két ország közös államhatárán, Ipolydamásd és Helemba (Chl’aba) települések közötti közúti Ipoly-híd és a kapcsolódó létesítmények megépítéséről szóló Megállapodás kihirdetéséről
- 2012. évi XXIV. törvény a Magyarország Kormánya és a Szlovák Köztársaság Kormánya között, a közös államhatáron átvezető közutak forgalmi jellegéről szóló Megállapodás kihirdetéséről
- 2012. évi XXV. törvény az információs önrendelkezési jogról és az információszabadságról szóló 2011. évi CXII. törvény módosításáról
- 2012. évi XXVI. törvény a nemdohányzók védelméről és a dohánytermékek fogyasztásának, forgalmazásának egyes szabályairól szóló 1999. évi XLII. törvény módosításáról
- 2012. évi XXVII. törvény az egyes migrációs tárgyú törvények jogharmonizációs célú módosításáról
- 2012. évi XXVIII. törvény a hulladékgazdálkodásról szóló 2000. évi XLIII. törvény módosításáról
- 2012. évi XXIX. törvény a helyi adókról szóló 1990. évi C. törvény módosításáról
- 2012. évi XXX. törvény a magyar nemzeti értékekről és a hungarikumokról
- 2012. évi XXXI. törvény a szabálysértésekről, a szabálysértési eljárásról és a szabálysértési nyilvántartási rendszerről szóló 2012. évi II. törvény és az azzal összefüggő egyes törvények módosításáról, valamint a katasztrófavédelemmel kapcsolatos egyes törvényi rendelkezések módosításáról
- 2012. évi XXXII. törvény a polgári perrendtartásról szóló 1952. évi III. törvény módosításáról
- 2012. évi XXXIII. törvény a társasági adóról és az osztalékadóról szóló 1996. évi LXXXI. törvény módosításáról
- 2012. évi XXXIV. törvény a fogyatékos személyek jogairól és esélyegyenlőségük biztosításáról szóló 1998. évi XXVI. törvény, valamint a szociális igazgatásról és szociális ellátásokról szóló 1993. évi III. törvény módosításáról
- 2012. évi XXXV. törvény a nemzetgazdasági szempontból kiemelt jelentőségű beruházások megvalósításának gyorsításáról és egyszerűsítéséről szóló 2006. évi LIII. törvény módosításáról
- 2012. évi XXXVI. törvény az Országgyűlésről
- 2012. évi XXXVII. törvény A szövetkezetekről szóló 2006. évi X. törvény, az illetékekről szóló 1990. évi XCIII. törvény és a közfoglalkoztatásról és a közfoglalkoztatáshoz kapcsolódó, valamint egyéb törvények módosításáról szóló 2011. évi CVI. törvény módosításáról
- 2012. évi XXXVIII. törvény a települési önkormányzatok fekvőbeteg-szakellátó intézményeinek átvételéről és az átvételhez kapcsolódó egyes törvények módosításáról
- 2012. évi XXXIX. törvény a közoktatásról szóló 1993. évi LXXIX. törvény módosításáról
- 2012. évi XL. törvény A kulturális örökség védelméről szóló 2001. évi LXIV. törvény módosításáról
- 2012. évi XLI. törvény A személyszállítási szolgáltatásokról
- 2012. évi XLII. törvény A Magyar Köztársaság minisztériumainak felsorolásáról szóló 2010. évi XLII. törvény módosításáról
- 2012. évi XLIII. törvény Az Európai Újjáépítési és Fejlesztési Bank létrehozásáról szóló Megállapodás módosításának kihirdetéséről
- 2012. évi XLIV. törvény A Nemzetközi Beruházásbiztosítási Ügynökség létrehozásáról szóló Egyezmény módosításának kihirdetéséről
- 2012. évi XLV. törvény A Magyar Export-Import Bank Zrt. és a Magyar Exporthitel Biztosító Zrt. feletti tulajdonosi jogok gyakorlásával összefüggő egyes törvények módosításáról
- 2012. évi XLVI. törvény A földmérési és térképészeti tevékenységről
- 2012. évi XLVII. törvény A bányászatról szóló 1993. évi XLVIII. törvény és egyes energetikai tárgyú törvények módosításáról
- 2012. évi XLVIII. törvény A nemzeti vagyonról szóló 2011. évi CXCVI. törvény módosításáról
- 2012. évi XLIX. törvény A fordított adózás mezőgazdasági szektorra történő kiterjesztésével kapcsolatban egyes törvények módosításáról
- 2012. évi L. törvény Az Országos Tudományos Kutatási Alapprogramokról szóló 1997. évi CXXXVI. törvény módosításáról
- 2012. évi LI. törvény A polgári törvénykönyvről szóló 1959. évi IV. törvény módosításáról
- 2012. évi LII. törvény Az Egyesült Nemzetek kiváltságairól és mentességeiről New Yorkban, 1946. évi február hó 13. napján kelt nemzetközi egyezményben biztosított kiváltságoknak, mentességeknek és könnyítéseknek a Nemzetközi Vadászati és Vadvédelmi Tanács Magyarországon működő intézményeire és vezető tisztségviselőire való kiterjesztéséről
- 2012. évi LIII. törvény Az Egyesült Nemzetek Szervezete keretében New Yorkban, 1954. szeptember 28-án létrejött, a Hontalan Személyek Jogállásáról szóló Egyezmény 23. és 24. Cikkeihez tett nyilatkozat visszavonásáról
- 2012. évi LIV. törvény A Magyarország Kormánya és Új-Zéland Kormánya között az ideiglenesen munkát vállaló turisták programjáról szóló Megállapodás kihirdetéséről
- 2012. évi LV. törvény A fogyasztóvédelemről szóló 1997. évi CLV. törvény módosításáról
- 2012. évi LVI. törvény A távközlési adóról
- 2012. évi LVII. törvény Magyarország 2012. évi központi költségvetéséről szóló 2011. évi CLXXXVIII. törvény módosításáról
- 2012. évi LVIII. törvény A fővárosi önkormányzat és a kerületi önkormányzatok közötti forrásmegosztásról szóló 2006. évi CXXXIII. törvény módosításáról
- 2012. évi LIX. törvény A sportról szóló 2004. évi I. törvény módosításáról
- 2012. évi LX. törvény A polgárok személyi adatainak és lakcímének nyilvántartásáról szóló 1992. évi LXVI. törvény módosításáról
- 2012. évi LXI. törvény A köziratokról, a közlevéltárakról és a magánlevéltári anyag védelméről szóló 1995. évi LXVI. törvény és az elmúlt rendszer titkosszolgálati tevékenységének feltárásáról és az Állambiztonsági Szolgálatok Történeti Levéltára létrehozásáról szóló 2003. évi III. törvény módosításáról
- 2012. évi LXII. törvény A gyermekbarát igazságszolgáltatás megvalósulásához kapcsolódó egyes törvények módosításáról
- 2012. évi LXIII. törvény A közadatok újrahasznosításáról
- 2012. évi LXIV. törvény A magánnyugdíjról és a magánnyugdíjpénztárakról szóló 1997. évi LXXXII. törvény, valamint a Nyugdíjreform és Adósságcsökkentő Alapról, és a szabad nyugdíjpénztár-választás lebonyolításával összefüggő egyes törvénymódosításokról szóló 2010. évi CLIV. törvény módosításáról
- 2012. évi LXV. törvény A választottbíráskodásról szóló 1994. évi LXXI. törvény, valamint a polgári törvénykönyvről szóló 1959. évi IV. törvény módosításáról
- 2012. évi LXVI. törvény A médiaszolgáltatásokkal és a sajtótermékekkel összefüggő egyes törvények módosításáról
- 2012. évi LXVII. törvény A Magyarország 2012. évi központi költségvetéséről szóló 2011. évi CLXXXVIII. törvény módosításáról
- 2012. évi LXVIII. törvény A Magyarország Kormánya és Ukrajna Miniszteri Kabinetje között a közúti és vasúti határforgalomnak a határátkelőhelyeken történő ellenőrzéséről szóló Megállapodás kihirdetéséről
- 2012. évi LXIX. törvény Az adózást érintő egyes törvények módosításáról
- 2012. évi LXX. törvény A Nemzeti Eszközkezelő működésével kapcsolatos egyes törvények módosításáról
- 2012. évi LXXI. törvény A szakképzésről szóló 2011. évi CLXXXVII. törvény módosításáról
- 2012. évi LXXII. törvény A katasztrófavédelemről és a hozzá kapcsolódó egyes törvények módosításáról szóló 2011. évi CXXVIII. törvény módosításáról
- 2012. évi LXXIII. törvény A központi államigazgatási szervekről, valamint a Kormány tagjai és az államtitkárok jogállásáról szóló 2010. évi XLIII. törvény módosításáról
- 2012. évi LXXIV. törvény A géntechnológiai tevékenységről szóló 1998. évi XXVII. törvény módosításáról
- 2012. évi LXXV. törvény A budapesti Istvánmező rehabilitációs programjáról, kiemelten a Budapesti Olimpiai Központ integrált rekonstrukciójáról
- 2012. évi LXXVI. törvény Egyes törvényeknek és törvényi rendelkezéseknek a jogrendszer túlszabályozottságának megszüntetése érdekében szükséges technikai deregulációjáról
- 2012. évi LXXVII. törvény A tanúvédelem terén történő együttműködésről szóló multilaterális Megállapodás kihirdetéséről
- 2012. évi LXXVIII. törvény A Nemzetközi Valutaalap Alapokmánya módosításának kihirdetéséről és Magyarország kvótájának megemeléséről
- 2012. évi LXXIX. törvény Az egyes egészségügyi tárgyú törvények módosításáról
- 2012. évi LXXX. törvény Az egyes sportcélú ingatlanok tulajdoni helyzetének rendezéséről szóló 1996. évi LXV. törvény módosításáról
- 2012. évi LXXXI. törvény A sporthuliganizmus jelensége elleni fellépés érdekében szükséges egyes törvények módosításáról szóló 2011. évi CIV. törvény módosításáról
- 2012. évi LXXXII. törvény A kisajátításról szóló 2007. évi CXXIII. törvény módosításáról
- 2012. évi LXXXIII. törvény A Magyarország 2012. évi központi költségvetéséről szóló 2011. évi CLXXXVIII. törvény módosításáról
- 2012. évi LXXXIV. törvény A nemzeti vagyonról szóló 2011. évi CXCVI. törvény és a hozzá kapcsolódó egyes törvények módosításáról
- 2012. évi LXXXV. törvény Egyes családjogi és cégjogi eljárások egyszerűsítéséről
- 2012. évi LXXXVI. törvény A munka törvénykönyvéről szóló 2012. évi I. törvény hatálybalépésével összefüggő átmeneti rendelkezésekről és törvénymódosításokról
- 2012. évi LXXXVII. törvény A Magyarország Kormánya és a Koszovói Köztársaság Kormánya között az államaik területén jogellenesen tartózkodó személyek visszafogadásáról szóló Megállapodás kihirdetéséről
- 2012. évi LXXXVIII. törvény A termékek piacfelügyeletéről
- 2012. évi LXXXIX. törvény A mezőgazdasági és élelmiszeripari termékek vonatkozásában a beszállítókkal szemben alkalmazott tisztességtelen forgalmazói magatartás tilalmáról szóló 2009. évi XCV. törvény módosításáról
- 2012. évi XC. törvény A kéményseprő-ipari közszolgáltatásról
- 2012. évi XCI. törvény A Szlovák Köztársaság és Magyarország között a minősített adatok cseréjéről és kölcsönös védelméről szóló egyezmény kihirdetéséről
- 2012. évi XCII. törvény A Délkelet-európai Rendőri Együttműködési Egyezmény kihirdetéséről
- 2012. évi XCIII. törvény A járások kialakításáról, valamint egyes ezzel összefüggő törvények módosításáról
- 2012. évi XCIV. törvény A víziközlekedésről szóló 2000. évi XLII. törvény módosításáról, valamint egyes törvények ezzel összefüggő módosításáról
- 2012. évi XCV. törvény A kölcsönzött kulturális javak különleges védelméről
- 2012. évi XCVI. törvény Az egyes törvényeknek a polgári hírszerzési tevékenység irányításával kapcsolatos módosításáról
- 2012. évi XCVII. törvény A személyi jövedelemadóról szóló 1995. évi CXVII. törvény és a fiatalok életkezdési támogatásáról szóló 2005. évi CLXXIV. törvény módosításáról
- 2012. évi XCVIII. törvény A devizakölcsönök törlesztési árfolyamának rögzítéséről és a lakóingatlanok kényszerértékesítésének rendjéről szóló 2011. évi LXXV. törvény módosításáról
- 2012. évi XCIX. törvény A Magyar Nemzeti Bankról szóló 2011. évi CCVIII. törvény módosításáról
- 2012. évi C. törvény A Büntető Törvénykönyvről
- 2012. évi CI. törvény A Nemzeti Adó- és Vámhivatalról szóló 2010. évi CXXII. törvény módosításáról
- 2012. évi CII. törvény A biztosítási adóról
- 2012. évi CIII. törvény Az Erzsébet-programról
- 2012. évi CIV. törvény A cégnyilvánosságról, a bírósági cégeljárásról és a végelszámolásról szóló 2006. évi V. törvény és egyéb törvények módosításáról
- 2012. évi CV. törvény A vízgazdálkodásról szóló 1995. évi LVII. törvény módosításáról
- 2012. évi CVI. törvény Egyes víziközmű-szolgáltatással kapcsolatos törvények módosításáról
- 2012. évi CVII. törvény A Nemzeti Kulturális Alapról szóló 1993. évi XXIII. törvény és a központi államigazgatási szervekről, valamint a kormány tagjai és az államtitkárok jogállásáról szóló 2010. évi XLIII. törvény módosításáról
- 2012. évi CVIII. törvény A szőlőtermesztésről és a borgazdálkodásról szóló 2004. évi XVIII. törvény módosításáról
- 2012. évi CIX. törvény A Cseh Köztársaság és Magyarország között a minősített adatok cseréjéről és kölcsönös védelméről szóló egyezmény kihirdetéséről
- 2012. évi CX. törvény Az Európa Tanácsnak a kulturális örökség társadalmi értékéről szóló, Faróban, 2005. év október 27. napján elfogadott keretegyezményének kihirdetéséről
- 2012. évi CXI. törvény A bíróságok szervezetéről és igazgatásáról szóló 2011. évi CLXI. törvény, valamint a bírák jogállásáról és javadalmazásáról szóló 2011. évi CLXII. törvény módosításáról
- 2012. évi CXII. törvény Az Európai Unió tisztviselőinek és más alkalmazottainak nyugdíjbiztosítási átutalásáról és visszautalásáról, valamint egyes nyugdíjbiztosítási tárgyú és más kapcsolódó törvények módosításáról
- 2012. évi CXIII. törvény Az Egyetemes Postaegyesület Alapokmánya Hetedik és Nyolcadik Pótjegyzőkönyvének, az Egyetemes Postaegyesület Egyetemes Postaegyezményének a 2004. évi bukaresti kongresszuson és a 2008. évi genfi kongresszuson aláírt módosításokkal egységes szerkezetbe foglalt, az Egyetemes Postaegyezmény 2004. évi bukaresti és a 2008. évi genfi kongresszuson aláírt Zárójegyzőkönyvének, valamint a Postai Pénzforgalmi Megállapodásnak a 2004. évi bukaresti kongresszuson aláírt módosításokkal egységes szerkezetbe foglalt kihirdetéséről
- 2012. évi CXIV. törvény Az állami vagyonnal összefüggő egyes rendelkezésekről
- 2012. évi CXV. törvény A Magyarország 2012. évi központi költségvetéséről szóló 2011. évi CLXXXVIII. törvény módosításáról
- 2012. évi CXVI. törvény A pénzügyi tranzakciós illetékről
- 2012. évi CXVII. törvény Az igazságügyi és közigazgatási tárgyú törvények módosításáról
- 2012. évi CXVIII. törvény Egyes szociális tárgyú és egyéb kapcsolódó törvények módosításáról
- 2012. évi CXIX. törvény Az egyes közlekedési tárgyú törvények módosításáról
- 2012. évi CXX. törvény Az egyes rendészeti feladatokat ellátó személyek tevékenységéről, valamint egyes törvényeknek az iskolakerülés elleni fellépést biztosító módosításáról
- 2012. évi CXXI. törvény A világörökségről szóló 2011. évi LXXVII. törvény módosításáról
- 2012. évi CXXII. törvény A Magyar Köztársaság Kormánya és a Cseh Köztársaság Kormánya között a vízumeljárásban diplomáciai és konzuli képviseleteik útján történő kölcsönös képviseletről szóló Megállapodás kihirdetéséről
- 2012. évi CXXIII. törvény A nemzeti felsőoktatásról szóló 2011. évi CCIV. törvény módosításáról
- 2012. évi CXXIV. törvény A nemzeti köznevelésről szóló 2011. évi CXC. törvény módosításáról
- 2012. évi CXXV. törvény A tankönyvpiac rendjéről szóló 2001. évi XXXVII. törvény módosításáról
- 2012. évi CXXVI. törvény A Magyar Agrár-, Élelmiszergazdasági és Vidékfejlesztési Kamaráról
- 2012. évi CXXVII. törvény A Magyar Állatorvosi Kamaráról, valamint az állatorvosi szolgáltatói tevékenység végzéséről
- 2012. évi CXXVIII. törvény A szakmaközi szervezetekről és az agrárpiaci szabályozás egyes kérdéseiről
- 2012. évi CXXIX. törvény Az állattenyésztésről szóló 1993. évi CXIV. törvény módosításáról
- 2012. évi CXXX. törvény Az elektronikus hírközlést érintő egyes törvények módosításáról
- 2012. évi CXXXI. törvény A Nemzetközi Vasúti Árufuvarozásról szóló Megállapodás (SzMGSz) és Mellékletei 2011. évi módosításainak és kiegészítéseinek kihirdetéséről
- 2012. évi CXXXII. törvény A Magyar Agrár-, Élelmiszergazdasági és Vidékfejlesztési Kamaráról szóló 2012. évi CXXVI. törvény, valamint a földmérési és térképészeti tevékenységről szóló 2012. évi XLVI. törvény módosításáról
- 2012. évi CXXXIII. törvény A Magyarország 2012. évi központi költségvetéséről szóló 2011. évi CLXXXVIII. törvény módosításáról
- 2012. évi CXXXIV. törvény A fiatalkorúak dohányzásának visszaszorításáról és a dohánytermékek kiskereskedelméről
- 2012. évi CXXXV. törvény Az adózás rendjéről szóló 2003. évi XCII. törvény, valamint a köztulajdonban álló gazdasági társaságok takarékosabb működéséről szóló 2009. évi CXXII. törvény módosításáról
- 2012. évi CXXXVI. törvény A Hálózat a Globális Fejlődésért létrehozásáról szóló Megállapodás kihirdetéséről
- 2012. évi CXXXVII. törvény A Washingtonban, 1973. március 3. napján elfogadott, a veszélyeztetett vadon élő állat- és növényfajok nemzetközi kereskedelméről szóló egyezményhez fűzött fenntartásról és az egyezmény módosításának kihirdetéséről
- 2012. évi CXXXVIII. törvény A személyi jövedelemadó meghatározott részének az adózó rendelkezése szerinti felhasználásáról szóló 1996. évi CXXVI. törvény, valamint a magyar hősök emlékének megörökítéséről és a Magyar Hősök Emlékünnepéről szóló 2001. évi LXIII. törvény módosításáról
- 2012. évi CXXXIX. törvény Magyarország 2012. évi központi költségvetéséről szóló 2011. évi CLXXXVIII. törvény módosításáról
- 2012. évi CXL. törvény Egyes közjogi méltóságok halála esetén járó hozzátartozói nyugellátásokkal összefüggő törvényi rendelkezések módosításáról
- 2012. évi CXLI. törvény A Magyarország gazdasági stabilitásáról szóló 2011. évi CXCIV. törvény módosításáról
- 2012. évi CXLII. törvény A társadalombiztosítási nyugellátásról szóló 1997. évi LXXXI. törvény, valamint a megváltozott munkaképességű személyek ellátásairól és egyes törvények módosításáról szóló 2011. évi CXCI. törvény módosításáról
- 2012. évi CXLIII. törvény A környezet védelmének általános szabályairól szóló 1995. évi LIII. törvény és a kereskedelemről szóló 2005. évi CLXIV. törvény módosításáról
- 2012. évi CXLIV. törvény A szerencsejáték szervezéséről szóló 1991. évi XXXIV. törvénymódosításáról
- 2012. évi CXLV. törvény Egyes önkormányzati tárgyú törvények módosításáról
- 2012. évi CXLVI. törvény A munkahelyvédelmi akciótervben foglaltak megvalósítása érdekében szükséges egyes törvények módosításáról
- 2012. évi CXLVII. törvény A kisadózó vállalkozások tételes adójáról és a kisvállalati adóról
- 2012. évi CXLVIII. törvény A Magyar Export-Import Bank Részvénytársaságról és a Magyar Exporthitel Biztosító Részvénytársaságról szóló 1994. évi XLII. törvény módosításáról
- 2012. évi CXLIX. törvény A Nemzeti Akkreditáló Testület szervezetéről, feladat- és hatásköréről, valamint eljárásáról szóló 2005. évi LXXVIII. törvény módosításáról
- 2012. évi CL. törvény A Magyarország Kormánya és a Lett Köztársaság Kormánya között a minősített adatok cseréjéről és kölcsönös védelméről szóló egyezmény kihirdetéséről
- 2012. évi CLI. törvény Egyes pénzügyi tárgyú törvények módosításáról
- 2012. évi CLII. törvény A muzeális intézményekről, a nyilvános könyvtári ellátásról és a közművelődésről szóló 1997. évi CXL. törvény módosításáról
- 2012. évi CLIII. törvény Magyarország 2012. évi központi költségvetéséről szóló 2011. évi CLXXXVIII. törvény módosításáról
- 2012. évi CLIV. törvény Az egészségügy többletforráshoz juttatása érdekében szükséges törvénymódosításokról, valamint egyéb törvények módosításáról
- 2012. évi CLV. törvény A Magyar Köztársaság 2011. évi költségvetéséről szóló 2010. évi CLXIX. törvény végrehajtásáról
- 2012. évi CLVI. törvény A Nemzeti Média- és Hírközlési Hatóság, valamint a Nemzeti Média és Hírközlési Hatóság Médiatanácsa 2011. évi költségvetésének végrehajtásáról
- 2012. évi CLVII. törvény A településfejlesztéssel, a településrendezéssel és az építésüggyel összefüggő egyes törvények módosításáról
- 2012. évi CLVIII. törvény A Nyugdíjreform és Adósságcsökkentő Alapról, és a szabad nyugdíjpénztár-választás lebonyolításával összefüggő egyes törvénymódosításokról szóló 2010. évi CLIV. törvény módosításáról és az állami vagyonról szóló 2007. évi CVI. törvény módosításáról
- 2012. évi CLIX. törvény A postai szolgáltatásokról
- 2012. évi CLX. törvény Az államháztartásról szóló 2011. évi CXCV. törvény módosításáról
- 2012. évi CLXI. törvény Az elektronikus hírközléssel és a digitális átállással összefüggő egyes törvények módosításáról
- 2012. évi CLXII. törvény A MÁV Általános Biztosító Egyesülettel kötött kötelező gépjármű-felelősségbiztosítási szerződéseken alapuló kártérítési igények érvényesítésével kapcsolatos szabályokról
- 2012. évi CLXIII. törvény Magyarország helyi önkormányzatairól szóló 2011. évi CLXXXIX. törvény módosításáról
- 2012. évi CLXIV. törvény A nemzetgazdasági szempontból kiemelt jelentőségű beruházások megvalósításának gyorsításáról és egyszerűsítéséről szóló 2006. évi LIII. törvény módosításáról
- 2012. évi CLXV. törvény A Magyarország Kormánya és a Szlovák Köztársaság Kormánya között a két ország közös államhatárán, Komárom és Révkomárom (Komárno) városok közötti közúti híd Duna folyamon történő megépítéséről szóló Megállapodás kihirdetéséről
- 2012. évi CLXVI. törvény A létfontosságú rendszerek és létesítmények azonosításáról, kijelöléséről és védelméről
- 2012. évi CLXVII. törvény Egyes törvényeknek a 20. századi önkényuralmi rendszerekhez köthető elnevezések tilalmával összefüggő módosításáról
- 2012. évi CLXVIII. törvény A közművezetékek adójáról
- 2012. évi CLXIX. törvény A konzuli védelemről szóló 2001. évi XLVI. törvény módosításáról
- 2012. évi CLXX. törvény A Bolgár Köztársaság, a Horvát Köztársaság, Magyarország és az Osztrák Köztársaság között a közúti közlekedésbiztonságot veszélyeztető közlekedési jogsértések miatt alkalmazott jogkövetkezmények határon átnyúló végrehajtásának elősegítéséről szóló Megállapodás kihirdetéséről, valamint egyes törvényeknek a közlekedésbiztonságot elősegítő európai uniós és nemzetközi kötelezettségek végrehajtásához szükséges módosításáról
- 2012. évi CLXXI. törvény A Magyarország Kormánya és a Horvát Köztársaság Kormánya között a Dunai Rendészeti Koordinációs Központ működtetéséről szóló Megállapodás kihirdetéséről
- 2012. évi CLXXII. törvény A Magyar Export-Import Bank Részvénytársaságról és a Magyar Exporthitel Biztosító Részvénytársaságról szóló 1994. évi XLII. törvény és a Magyar Fejlesztési Bank Részvénytársaságról szóló 2001. évi XX. törvény módosításáról
- 2012. évi CLXXIII. törvény A Nemzetközi Pénzügyi Társaság alapokmánya módosításának kihirdetéséről
- 2012. évi CLXXIV. törvény A Nemzetközi Újjáépítési és Fejlesztési Bank alapokmánya módosításának kihirdetéséről
- 2012. évi CLXXV. törvény A Nemzeti Adó- és Vámhivatalról szóló 2010. évi CXXII. törvény módosításáról
- 2012. évi CLXXVI. törvény A szakmaközi szervezetekről és az agrárpiaci szabályozás egyes kérdéseiről szóló 2012. évi CXXVIII. törvény módosításáról
- 2012. évi CLXXVII. törvény Magyarország 2012. évi központi költségvetéséről szóló 2011. évi CLXXXVIII. törvény módosításáról
- 2012. évi CLXXVIII. törvény Egyes adótörvények és azzal összefüggő egyéb törvények módosításáról
- 2012. évi CLXXIX. törvény Egyes gazdasági és pénzügyi tárgyú törvények módosításáról
- 2012. évi CLXXX. törvény Az Európai Unió tagállamaival folytatott bűnügyi együttműködésről
- 2012. évi CLXXXI. törvény A Schengeni Információs Rendszer második generációja keretében történő információcseréről, továbbá egyes rendészeti tárgyú törvények ezzel, valamint a Magyary Egyszerűsítési Programmal összefüggő módosításáról
- 2012. évi CLXXXII. törvény A nemzetiségi jogokkal összefüggő egyes törvények módosításáról
- 2012. évi CLXXXIII. törvény A Költségvetési Tanács elnöke vagyonnyilatkozat-tételéről
- 2012. évi CLXXXIV. törvény A kisajátításról szóló 2007. évi CXXIII. törvény és egyes kapcsolódó törvények módosításáról
- 2012. évi CLXXXV. törvény A hulladékról
- 2012. évi CLXXXVI. törvény Egyes törvényeknek a pénzügyi jogok biztosával összefüggő módosításáról
- 2012. évi CLXXXVII. törvény A Magyarország 2012. évi központi költségvetéséről szóló 2011. évi CLXXXVIII. törvény módosításáról
- 2012. évi CLXXXVIII. törvény A köznevelési feladatot ellátó egyes önkormányzati fenntartású intézmények állami fenntartásba vételéről
- 2012. évi CLXXXIX. törvény Egyes törvényeknek a kormányzati ellenőrzéssel összefüggő módosításáról
- 2012. évi CXC. törvény Egyes ingatlanok fővárosi önkormányzat részére történő átadásáról, valamint önkormányzatokat érintő egyes törvények módosításáról
- 2012. évi CXCI. törvény A kulturális örökségvédelemmel kapcsolatos egyes törvények módosításáról
- 2012. évi CXCII. törvény Egyes szakosított szociális és gyermekvédelmi szakellátási intézmények állami átvételéről és egyes törvények módosításáról
- 2012. évi CXCIII. törvény Az Európai Unió és tagállamai, valamint a Moldovai Köztársaság között a közös légtér létrehozásáról szóló megállapodás kihirdetéséről
- 2012. évi CXCIV. törvény A Nemzeti Média- és Hírközlési Hatóság 2013. évi egységes költségvetéséről
- 2012. évi CXCV. törvény A Nemzetközi Vasúti Árufuvarozásról szóló Megállapodás (SzMGSz) és Mellékletei 2012. évi módosításának kihirdetéséről
- 2012. évi CXCVI. törvény A Magyarország 2013. évi központi költségvetését megalapozó egyes törvények módosításáról
- 2012. évi CXCVII. törvény A csődeljárásról és a felszámolási eljárásról szóló 1991. évi XLIX. törvény és a Bérgarancia Alapról szóló 1994. évi LXVI. törvény módosításáról
- 2012. évi CXCVIII. törvény A vízgazdálkodásról szóló 1995. évi LVII. törvény módosításáról
- 2012. évi CXCIX. törvény A mozgóképről szóló 2004. évi II. törvény módosításáról
- 2012. évi CC. törvény A Bethlen Gábor Alapról szóló 2010. évi CLXXXII. törvény és a hozzá kapcsolódó egyes törvények módosításáról
- 2012. évi CCI. törvény Az atomenergiáról szóló 1996. évi CXVI. törvény módosításáról
- 2012. évi CCII. törvény A budapesti Istvánmező rehabilitációs programja, kiemelten a Budapesti Olimpiai Központ integrált rekonstrukciója program megvalósításával összefüggő egyes törvények módosításáról
- 2012. évi CCIII. törvény A fiatalkorúak dohányzásának visszaszorításáról és a dohánytermékek kiskereskedelméről szóló 2012. évi CXXXIV. törvény módosításáról
- 2012. évi CCIV. törvény Magyarország 2013. évi központi költségvetéséről
- 2012. évi CCV. törvény A honvédek jogállásáról
- 2012. évi CCVI. törvény Magyarország Kormánya, Ukrajna Miniszteri Kabinetje és az Orosz Föderáció Kormánya között a Magyarország és az Orosz Föderáció között Ukrajna területén keresztül történő nukleárisanyag-szállításról szóló megállapodás kihirdetéséről
- 2012. évi CCVII. törvény Egyes törvényeknek a Magyary Egyszerűsítési Programmal és a területfejlesztéssel összefüggő módosításáról
- 2012. évi CCVIII. törvény Egyes törvényeknek a központi költségvetésről szóló törvény megalapozásával összefüggő, valamint egyéb célú módosításáról
- 2012. évi CCIX. törvény Egyes törvényeknek az Országgyűléssel, valamint az önkormányzatokkal összefüggő módosításáról
- 2012. évi CCX. törvény A fővárosi és megyei kormányhivatalok működésével összefüggő törvények, valamint a közigazgatási hatósági eljárás és szolgáltatás általános szabályairól szóló 2004. évi CXL. törvény és egyes kapcsolódó törvények módosításáról
- 2012. évi CCXI. törvény Egyes igazságügyi tárgyú törvények módosításáról
- 2012. évi CCXII. törvény Az egyes egészségügyi tárgyú törvények módosításáról
- 2012. évi CCXIII. törvény Az egyes agrár tárgyú törvények módosításáról
- 2012. évi CCXIV. törvény Egyes szolgálati jogviszonnyal összefüggő törvények módosításáról
- 2012. évi CCXV. törvény Az egyes szakképzési és felnőttképzési tárgyú törvények módosításáról
- 2012. évi CCXVI. törvény Egyes foglalkoztatási tárgyú törvényeknek a Magyary Egyszerűsítési Programmal összefüggő, valamint egyéb célú módosításáról
- 2012. évi CCXVII. törvény Az üvegházhatású gázok közösségi kereskedelmi rendszerében és az erőfeszítés-megosztási határozat végrehajtásában történő részvételről
- 2012. évi CCXVIII. törvény A földgáz biztonsági készletezéssel összefüggésben egyes törvények módosításáról
- 2012. évi CCXIX. törvény A hegyközségekről
- 2012. évi CCXX. törvény A harmadik országbeli állampolgárok beutazásáról és tartózkodásáról szóló 2007. évi II. törvény módosításáról
- 2012. évi CCXXI. törvény A Magyar Művészeti Akadémia kultúrstratégiai szerepének megerősítése érdekében szükséges törvénymódosításokról, valamint egyéb kulturális tárgyú törvények módosításáról
- 2012. évi CCXXII. törvény Az Európai Uniónak a Tanács keretében ülésező tagállamai között az Európai Unió érdekében kicserélt minősített adatok védelméről szóló Megállapodás kihirdetéséről
- 2012. évi CCXXIII. törvény A Büntető Törvénykönyvről szóló 2012. évi C. törvény hatálybalépéséhez kapcsolódó átmeneti rendelkezésekről és egyes törvények módosításáról

### Országgyűlési határozatok (96)

#### 1 – 50
- 1/2012. (II. 21.) OGY határozat Az Országgyűlés bizottságainak létrehozásáról, tisztségviselőinek és tagjainak megválasztásáról szóló 23/2010. (V. 14.) OGY határozat módosításáról
- 2/2012. (II. 21.) OGY határozat Rogán Antal országgyűlési képviselő mentelmi ügyében
- 3/2012. (II. 21.) OGY határozat Tasó László országgyűlési képviselő mentelmi ügyében
- 4/2012. (II. 22.) OGY határozat a gazdasági és monetáris unióban megvalósuló stabilitásról, koordinációról és kormányzásról szóló szerződés Magyarország általi aláírásának támogatásáról
- 5/2012. (II. 22.)OGY határozat a Magyar Köztársaság és a Németországi Szövetségi Köztársaság közötti, a baráti együttműködésről és az európai partnerségről szóló Szerződés aláírásának 20. évfordulója alkalmából
- 6/2012. (II. 22.) OGY határozat a géntechnológiai tevékenységgel, annak mezőgazdasági és élelmiszer-előállítási alkalmazásával kapcsolatos egyes kérdésekről és az ezeket érintő magyar stratégiáról szóló 53/2006. (XI. 29.) OGY határozatban foglaltak 2009. és 2010. évi végrehajtásáról szóló jelentés elfogadásáról
- 7/2012. (II. 22.) OGY határozat az Országgyűlés bizottságainak létrehozásáról, tisztségviselőinek és tagjainak megválasztásáról szóló 23/2010. (V. 14.) OGY határozat módosításáról
- 8/2012. (II. 29.) OGY határozat egyházkénti elismerés elutasításáról
- 9/2012. (II. 29.) OGY határozat Az Országgyűlés bizottságainak létrehozásáról, tisztségviselőinek és tagjainak megválasztásáról szóló 23/2010. (V. 14.) OGY határozat módosításáról
- 10/2012. (II. 29.) OGY határozat Az Innovációs és fejlesztési eseti bizottság tisztségviselőinek és tagjainak megválasztásáról szóló 81/2011. (X. 28.) OGY határozat módosításáról
- 11/2012. (III. 7.) OGY határozat A lengyel civilek és politikusok, köztük Donald Tusk miniszterelnök állásfoglalásáról a magyarországi átalakulást érő nemzetközi bírálatokkal szemben
- 12/2012. (III. 7.) OGY határozat A litván civilek és parlamenti képviselők állásfoglalásáról a magyarországi átalakulást érő nemzetközi bírálatokkal szemben
- 13/2012. (III. 7.) OGY határozat Az Országgyűlés bizottságainak létrehozásáról, tisztségviselőinek és tagjainak megválasztásáról szóló 23/2010. (V. 14.) OGY határozat módosításáról
- 14/2012. (III. 7.) OGY határozat A Független Rendészeti Panasztestület Beszámolója a 2008–2010. évi tapasztalatairól szóló beszámoló elfogadásáról
- 15/2012. (III. 7.) OGY határozat Az Országos Rádió és Televízió Testület és az NMHH Médiatanácsa 2010. évi tevékenységéről szóló beszámoló elfogadásáról
- 16/2012. (III. 14.) OGY határozat A kommunista diktatúra által kitelepítettek, valamint az őket befogadók emlékének megörökítéséről
- 17/2012. (III. 14.) OGY határozat Dr. Balsai István, a 2006-os őszi erőszakos rendőri fellépést vizsgáló miniszterelnöki megbízott jelentése elfogadásáról
- 18/2012. (III. 14.) OGY határozat A Kolontár melletti vörösiszap-tározó átszakadása miatt bekövetkezett környezeti katasztrófával kapcsolatos felelősség feltárását és a hasonló katasztrófák jövőbeni megakadályozását célzó országgyűlési vizsgálóbizottság vizsgálatának eredményéről szóló jelentés elfogadásáról
- 19/2012. (III. 14.) OGY határozat a MALÉV Zrt. és a Budapest Airport Zrt. szocialisták és szabad demokraták általi privatizációjának körülményeit, továbbá a MALÉV Zrt. visszaállamosításának folyamatát, valamint jelenlegi fizetésképtelenségét és felszámolását előidéző, 2002-2010 között meghozott intézkedéseket, illetve az ebben az időszakban felmerülő döntéshozói felelősség kérdéskörét vizsgáló bizottság felállításáról
- 20/2012. (III. 14.) OGY határozat az Országgyűlés bizottságainak létrehozásáról, tisztség-viselőinek és tagjainak megválasztásáról szóló 23/2010. (V. 14.) OGY határozat módosításáról
- 21/2012. (III. 20.) OGY határozat a 2002-2010 közötti lakossági deviza-eladósodás okainak feltárásáról, valamint az esetleges kormányzati felelősség vizsgálatáról szóló jelentés elfogadásáról
- 22/2012. (III. 20.) OGY határozat a VOLÁNBUSZ Zrt. 2003-ban megalkotott reorganizációs programja végrehajtásának körülményeit vizsgáló bizottság felállításáról
- 23/2012. (III. 28.) OGY határozat „Megemlékezés napja a kuláküldözések idején tönkretett magyar gazdákról”
- 24/2012. (III. 28.) OGY határozat a MALÉV Zrt. és a Budapest Airport Zrt. szocialisták és szabad demokraták általi privatizációjának körülményeit, továbbá a MALÉV Zrt. visszaállamosításának folyamatát, valamint jelenlegi fizetésképtelenségét és felszámolását előidéző, 2002-2010 között meghozott intézkedéseket, illetve az ebben az időszakban felmerülő döntéshozói felelősség kérdéskörét vizsgáló bizottság tisztségviselőinek és tagjainak megválasztásáról
- 25/2012. (III. 28.) OGY határozat a cukorgyárak privatizációját, valamint Magyarország Európai Unióhoz történő csatlakozása óta a közösségi cukorreformok során képviselt magyar álláspontot értékelő, és annak itthoni következményeit feltáró vizsgálóbizottság vizsgálatának eredményéről szóló jelentés elfogadásáról
- 26/2012. (III. 28.) OGY határozat az Országgyűlés bizottságainak létrehozásáról, tisztségviselőinek és tagjainak megválasztásáról szóló 23/2010. (V. 14.) OGY határozat módosításáról
- 27/2012. (IV. 2.) OGY határozat a köztársasági elnök lemondásának elfogadásáról
- 28/2012. (IV. 2.) OGY határozat az Országgyűlés elnökének feladatait ellátó alelnök kijelöléséről
- 29/2012. (IV. 3.) OGY határozat a VOLÁNBUSZ Zrt. 2003-ban megalkotott reorganizációs programja végrehajtásának körülményeit vizsgáló bizottság tisztségviselőinek és tagjainak megválasztásáról
- 30/2012. (IV. 3.) OGY határozat a Máriapócsi Kegyhelyről és a magyar görögkatolikus közösség társadalomban betöltött szerepéről
- 31/2012. (IV. 3.) OGY határozat a lakossági deviza-eladósodás megakadályozásához szükséges kormányzati intézkedésekről
- 32/2012. (IV. 13.) OGY határozat a Nemzeti Média- és Hírközlési Hatóság elektronikus hírközléssel összefüggő 2010. évi tevékenységéről szóló beszámoló elfogadásáról
- 33/2012. (IV. 18.) OGY határozat a nemzeti örökségről
- 34/2012. (IV. 18.) OGY határozat a Nemzetiségek Napjáról
- 35/2012. (IV. 18.) OGY határozat a 2012. év világörökség éveként történő megünnepléséről
- 36/2012. (IV. 19.) OGY határozat a Magyar Köztársaság Országgyűlésének Házszabályáról szóló 46/1994. (IX. 30.) OGY határozat módosításáról
- 37/2012. (IV. 26.) OGY határozat az Országgyűlés bizottságainak létrehozásáról, tisztségviselőinek és tagjainak megválasztásáról szóló 23/2010. (V. 14.) OGY határozat módosításáról
- 38/2012. (V. 2.) OGY határozat köztársasági elnök választásáról
- 39/2012. (V. 18.) OGY határozat Az Országgyűlés bizottságainak létrehozásáról, tisztségviselőinek és tagjainak megválasztásáról szóló 23/2010. (V. 14.) OGY határozat módosításáról
- 40/2012. (V. 18.) OGY határozat Az egyenruhás bűnözés folyamatát, hátterét és a gyöngyöspatai eseményeket feltáró, valamint az egyenruhás bűnözés felszámolását elősegítő eseti bizottság jelentésének elfogadásáról
- 41/2012. (V. 25.) OGY határozat A Szovjetunióba hurcolt magyar politikai rabok és kényszermunkások emléknapjáról
- 42/2012. (V. 25.) OGY határozat Pócs János országgyűlési képviselő mentelmi ügyében
- 43/2012. (V. 25.) OGY határozat Dr. Staudt Gábor országgyűlési képviselő mentelmi ügyében
- 44/2012. (V. 25.) OGY határozat Dr. Szanyi Tibor országgyűlési képviselő mentelmi ügyében
- 45/2012. (V. 25.) OGY határozat Dr. Tilki Attila országgyűlési képviselő mentelmi ügyében
- 46/2012. (VI. 12.) OGY határozat A szélsőségesség, a rasszizmus és az idegengyűlölet egyes formái elleni határozott fellépésről
- 47/2012. (VI. 19.) OGY határozat Az afganisztáni Nemzetközi Biztonsági Közreműködő Erők (ISAF) műveleteiben történő további magyar katonai szerepvállalásról szóló 2186/2008. (XII. 29.) Korm. határozat módosításáról szóló 1126/2012. (IV. 25.) Korm. határozatban foglalt döntésről szóló beszámoló elfogadásáról
- 48/2012. (VI. 19.) OGY határozat A Roma Integráció Évtizede Program Stratégiai Terve és a Nemzeti Társadalmi Felzárkózási Stratégia – mélyszegénység, gyermekszegénység, romák – összhangjáról szóló jelentés elfogadásáról
- 49/2012. (VI. 19.) OGY határozat A Roma Integráció Évtizede Program Stratégiai Tervről szóló 68/2007. (VI. 28.) OGY határozat módosításáról
- 50/2012. (VI. 19.) OGY határozat Országos népszavazásról

#### 51 – 96
- 51/2012. (VI. 19.) OGY határozat Országos népszavazásról
- 52/2012. (VI. 19.) OGY határozat Országos népszavazásról
- 53/2012. (VI. 19.) OGY határozat Országos népszavazásról
- 54/2012. (VI. 21.) OGY határozat Az Országgyűlés bizottságainak létrehozásáról, tisztségviselőinek és tagjainak megválasztásáról szóló 23/2010. (V. 14.) OGY határozat módosításáról
- 55/2012. (VII. 5.) OGY határozat Dr. Budai Gyula országgyűlési képviselő mentelmi ügyében
- 56/2012. (VII. 5.) OGY határozat Dr. Lenhardt Balázs országgyűlési képviselő mentelmi ügyében
- 57/2012. (VII. 5.) OGY határozat Mirkóczki Ádám országgyűlési képviselő mentelmi ügyében
- 58/2012. (VII. 10. ) OGY határozat Az Emberi Jogok Európai Bíróságának a Fratanoló kontra Magyarország ügyben hozott ítélete végrehajtásával kapcsolatos kérdésekről szóló jelentés elfogadásáról
- 59/2012. (IX. 14.) OGY határozat az Országgyűlés bizottságainak létrehozásáról, tisztségviselőinek és tagjainak megválasztásáról szóló 23/2010. (V. 14.) OGY határozat módosításáról
- 60/2012. (IX. 18.) OGY határozat népi kezdeményezésről
- 61/2012. (IX. 18.) OGY határozat az Európai Uniónak a szomáliai biztonsági erők kiképzésére irányuló missziójához („EUTM Somalia”) történő további magyar katonai hozzájárulásról szóló 1227/2011. (VII. 4.) Korm. határozat módosításáról szóló 1192/2012. (VI. 15.) Korm. határozatban foglalt döntésről szóló beszámoló elfogadásáról
- 62/2012. (IX. 24.) OGY határozat a MALÉV Zrt. és a Budapest Airport Zrt. szocialisták és szabad demokraták általi privatizációjának körülményeit, továbbá a MALÉV Zrt. visszaállamosításának folyamatát, valamint jelenlegi fizetésképtelenségét és felszámolását előidéző, 2002-2010 között meghozott intézkedéseket, illetve az ebben az időszakban felmerülő döntéshozói felelősség kérdéskörét vizsgáló bizottság felállításáról szóló 19/2012. (III. 14.) OGY határozat módosításáról
- 63/2012. (IX. 28.) OGY határozat a Hungarikum Bizottság két tagjának delegálásáról
- 64/2012. (X. 4.) OGY határozat az Országgyűlés bizottságainak létrehozásáról, tisztségviselőinek és tagjainak megválasztásáról szóló 23/2010. (V. 14.) OGY határozat módosításáról
- 65/2012. (X. 9.) OGY határozat az alapvető jogok biztosának a jövő nemzedékek érdekeinek védelmét ellátó helyettese megválasztásáról
- 66/2012. (X. 9.) OGY határozat az Országgyűlés bizottságainak létrehozásáról, tisztségviselőinek és tagjainak megválasztásáról szóló 23/2010. (V. 14.) OGY határozat módosításáról
- 67/2012. (X. 9.) OGY határozat az MTA munkájáról és a magyar tudomány helyzetéről 2009-2010 szóló beszámoló elfogadásáról
- 68/2012. (X. 16.) OGY határozat az Állami Számvevőszék 2011. évi tevékenységéről szóló beszámoló tudomásulvételéről, valamint az Állami Számvevőszék tevékenységét érintő egyes országgyűlési határozatok deregulációs célú hatályon kívül helyezéséről és visszavonásáról
- 69/2012. (X. 16.) OGY határozat a Bethlen Gábor Alap 2011. évi tevékenységéről és működéséről szóló beszámoló elfogadásáról
- 70/2012. (X. 16.) OGY határozat az új Országos Fogyatékosügyi Program, valamint a végrehajtására vonatkozó középtávú intézkedési tervben foglalt feladatok megvalósításának időarányos teljesítéséről (2007-2010.) szóló jelentés elfogadásáról
- 71/2012. (XI. 6.) OGY határozat a privatizációs szerződések környezetvédelmi és természetvédelmi előírásainak a Kormány általi felülvizsgálatáról szóló 55/2011. (VI. 29.) OGY határozat módosításáról [1]
- 72/2012. (XI. 6.) OGY határozat az Országgyűlésnek a Volánbusz Zrt. 2003-ban megalkotott reorganizációs programja végrehajtásának körülményeit vizsgáló bizottsága vizsgálatának eredményéről szóló jelentés elfogadásáról [1]
- 73/2012. (XI. 7.) OGY határozat az egyes házszabályi rendelkezésekről szóló 46/1994. (IX. 30.) OGY határozat módosításáról
- 74/2012. (XI. 7.) OGY határozat az afganisztáni Nemzetközi Biztonsági Közreműködő Erők (ISAF) műveleteiben történő magyar katonai szerepvállalásról szóló egyes kormányhatározatok módosításáról szóló beszámoló elfogadásáról
- 75/2012. (XI. 7.) OGY határozat Balog Zoltán országgyűlési képviselő mentelmi ügyében
- 76/2012. (XI. 16.) OGY határozat a Gazdasági Versenyhivatal 2011. évi tevékenységéről és a Versenytörvény alkalmazása során szerzett, a verseny tisztaságának és szabadságának érvényesülésével kapcsolatos tapasztalatokról szóló beszámoló elfogadásáról
- 77/2012. (XI. 16.) OGY határozat az egy magyar vezetésű afganisztáni tartományi újjáépítési csoport létesítéséről és működésének előkészítéséről szóló 2115/2006. (VI. 29.) Korm. határozat módosításáról szóló 1406/2012. (IX. 28.) Korm. határozatról szóló beszámoló elfogadásáról
- 78/2012. (XI. 16.) OGY határozat az Országgyűlés bizottságainak létrehozásáról, tisztségviselőinek és tagjainak megválasztásáról szóló 23/2010. (V. 14.) OGY határozat módosításáról
- 79/2012. (XI. 16.) OGY határozat az Országgyűlés bizottságainak létrehozásáról, tisztségviselőinek és tagjainak megválasztásáról szóló 23/2010. (V. 14.) OGY határozat módosításáról
- 80/2012. (XI. 22.) OGY határozat a Nemzeti Média- és Hírközlési Hatóság Médiatanácsa 2011. évi tevékenységéről szóló beszámoló elfogadásáról
- 81/2012. (XI. 22.) OGY határozat a Nemzeti Média- és Hírközlési Hatóság elektronikus hírközléssel összefüggő 2011. évi tevékenységéről szóló beszámoló elfogadásáról
- 82/2012. (XI. 22.) OGY határozat az Országgyűlés tisztségviselőinek megválasztásáról szóló 22/2010. (V. 14.) OGY határozat módosításáról
- 83/2012. (XI. 22.) OGY határozat Balog Zoltán országgyűlési képviselő mentelmi ügyében
- 84/2012. (XI. 22.) OGY határozat Balog Zoltán országgyűlési képviselő mentelmi ügyében
- 85/2012. (XI. 22.) OGY határozat Balog Zoltán országgyűlési képviselő mentelmi ügyében
- 86/2012. (XII. 7.) OGY határozat a Felvidékről kitelepítettek emléknapjáról
- 87/2012. (XII. 12.) OGY határozat népi kezdeményezésről
- 88/2012. (XII. 12.) OGY határozat a magyarországi németek elhurcolásának emléknapjáról
- 89/2012. (XII. 12.) OGY határozat egyházkénti elismerés elutasításáról
- 90/2012. (XII. 12.) OGY határozat az agrárgazdaság 2011. évi helyzetéről szóló jelentés elfogadásáról
- 91/2012. (XII. 14.) OGY határozat Pócs János országgyűlési képviselő mentelmi ügyében
- 92/2012. (XII. 14.) OGY határozat dr. Simon Miklós országgyűlési képviselő mentelmi ügyében
- 93/2012. (XII. 18.) OGY határozat az Alkotmánybíróság tagjának megválasztásáról
- 94/2012. (XII. 18.) OGY határozat az Országgyűlés háznagyának megválasztásáról
- 95/2012. (XII. 18.) OGY határozat az Országgyűlés bizottságainak létrehozásáról, tisztségviselőinek és tagjainak megválasztásáról szóló 23/2010. (V. 14.) OGY határozat módosításáról
- 96/2012. (XII. 18.) OGY határozat Balatonvilágos község megyeváltási kezdeményezéséről

### Kormányrendeletek
2012-ben a Kormány 447 rendeletet alkotott:

#### Január (1−5)
- 1/2012. (I. 20.) Korm. rendelet A hallgatói hitelrendszerről
- 2/2012. (I. 20.) Korm. rendelet A magyar állami ösztöndíjas és magyar állami rész-ösztöndíjas hallgatókkal kötendő hallgatói szerződésről
- 3/2012. (I. 23.) Korm. rendelet A felsőoktatási intézmények képzési, tudományos célú és fenntartói normatíva alapján történő finanszírozásáról szóló 50/2008. (III. 14.) Korm. rendelet módosításáról
- 4/2012. (I. 30.) Korm. rendelet Stratégiailag kiemelt jelentőségű gazdálkodó szervezet meghatározásáról
- 5/2012. (I. 31.) Korm. rendelet a Malév Magyar Légiközlekedési Zrt. menetrend szerinti járatainak leállása miatt beálló válsághelyzet kezeléséhez szükséges rendkívüli intézkedésekről

#### Február (6−25)
- 6/2012. (II. 1.) Korm. rendelet a terhességi-gyermekágyi segélyben és gyermekgondozási díjban részesülők számára nyújtott jövedelempótlékról
- 7/2012. (II. 1.) Korm. rendelet A Folyó kiadások és jövedelem-támogatások fejezeti kezelésű előirányzat 2012. évi felhasználásának szabályairól
- 8/2012. (II. 1.) Korm. rendelet A fegyveres szervek hivatásos állományú tagjainak szolgálati viszonyáról szóló 1996. évi XLIII. törvény végrehajtásáról szóló 140/1996. (VIII. 31.) Korm. rendelet és a Rendőrség szerveiről és a Rendőrség szerveinek feladat- és hatásköréről szóló 329/2007. (XII. 13.) Korm. rendelet módosításáról
- 9/2012. (II. 1.) Korm. rendelet Az egyes tevékenységek kutatás-fejlesztési szempontú minősítése iránti eljárás részletes szabályairól
- 10/2012. (II. 10.) Korm. rendelet a Malév Magyar Légiközlekedési Zrt. menetrend szerinti járatainak leállása miatt beálló válsághelyzet kezeléséhez szükséges rendkívüli intézkedésekről szóló 5/2012. (I. 31.) Korm. rendelet módosításáról
- 11/2012. (II. 14.) Korm. rendelet A Svájci–Magyar Együttműködési Program végrehajtási rendjéről szóló 237/2008. (IX. 26.) Korm. rendelet módosításáról
- 12/2012. (II. 14.) Korm. rendelet A felsőoktatási intézmények felvételi eljárásairól szóló 237/2006. (XI. 27.) Korm. rendelet, valamint az érettségi vizsga vizsgaszabályzatának kiadásáról szóló 100/1997. (VI. 13.) Korm. rendelet módosításáról
- 13/2012. (II. 12.) Korm. rendelet Egyes egészségügyi és egészségbiztosítási tárgyú kormány-rendeletek módosításáról
- 14/2012. (II. 16.) Korm. rendelet A trópusi faanyagokról szóló 2006. évi nemzetközi megállapodás kihirdetéséről
- 15/2012. (II. 16.) Korm. rendelet Az egyes gazdálkodó szervezetek részére nyújtott 2012. évi egyedi támogatásokról, költségtérítésekről, valamint az egyéb vállalati támogatások mértékéről és felhasználási szabályairól
- 16/2012. (II. 16.) Korm. rendelet A gyógyszerek és orvostechnikai eszközök közbeszerzésének sajátos szabályairól
- 17/2012. (II. 16.) Korm. rendelet Az UNESCO Magyar Nemzeti Bizottságáról
- 18/2012. (II. 16.) Korm. rendelet A budapesti Kossuth Lajos téri beruházáshoz kapcsolódó egyes beszerzéseknek a minősített adatot, az ország alapvető biztonsági, nemzetbiztonsági érdekeit érintő vagy a különleges biztonsági intézkedést igénylő beszerzések sajátos szabályairól szóló 218/2011. (X. 19.) Korm. rendelet 7. § (5) bekezdés a) pontja szerinti minősítéséről
- 19/2012. (II. 22.) Korm. rendelet A felsőoktatási minőségértékelés és -fejlesztés egyes kérdéseiről
- 20/2012. (II. 22.) Korm. rendelet A költségvetési szerveknél és az egyházak közcélú tevékenységet folytató intézményeinél foglalkoztatottak 2012. évi kompenzációjáról szóló 371/2011. (XII. 31.) Korm. rendelet módosításáról
- 21/2012. (II. 29.) Korm. rendelet Egyes gyermekvédelmi és családtámogatási tárgyú kormányrendeletek módosításáról
- 22/2012. (II. 29.) Korm. rendelet A Nemzeti Élelmiszerlánc-biztonsági Hivatalról
- 23/2012. (II. 29.) Korm. rendelet A Nemzeti Élelmiszerlánc-biztonsági Hivatal feladatkörét érintő kormányrendeletek és a földhasználati nyilvántartás részletes szabályairól szóló 356/2007. (XII. 23.) Korm. rendelet módosításáról
- 24/2012. (II. 29.) Korm. rendelet A fővárosi és megyei kormányhivatalok mezőgazdasági szakigazgatási szerveinek kijelöléséről szóló 328/2010. (XII. 27.) Korm. rendelet módosításáról
- 25/2012. (II. 29.) Korm. rendelet A 2007–2013 programozási időszakban az Európai Regionális Fejlesztési Alapból, az Európai Szociális Alapból és a Kohéziós Alapból származó támogatások felhasználásának rendjéről szóló kormányrendelet módosításáról

#### Március (26−61)
- 26/2012. (III. 6.) Korm. rendelet Az otthonteremtési kamattámogatásról szóló 341/2011. (XII. 29.) Korm. rendelet módosításáról
- 27/2012. (III. 6.) Korm. rendelet Az Erkel Színház előadás tartására alkalmas állapotra történő felújításával összefüggő közigazgatási hatósági ügyek kiemelt jelentőségű üggyé nyilvánításáról
- 28/2012. (III. 6.) Korm. rendelet A nemzetiségi célú előirányzatokból nyújtott támogatások felté-telrendszeréről és elszámolásának rendjéről
- 29/2012. (III. 7.) Korm. rendelet A közszolgálati tisztviselők képesítési előírásairól
- 30/2012. (III. 7.) Korm. rendelet A közszolgálati tisztviselők munka- és pihenőidejéről, az igazgatási szünetről, a közszolgálati tisztviselőt és a munkáltatót terhelő egyes kötelezettségekről, valamint a távmunkavégzésről
- 31/2012. (III. 7.) Korm. rendelet A közszolgálati tisztviselőkkel szembeni fegyelmi eljárásról
- 32/2012. (III. 7.) Korm. rendelet A budapesti Tüskecsarnok beruházási programmal összefüggő közigazgatási hatósági ügyek kiemelt jelentőségű üggyé nyilvánításáról és az eljáró hatóságok kijelöléséről
- 33/2012. (III. 7.) Korm. rendelet A központosított közbeszerzési rendszerről, valamint a központi beszerző szervezet feladat- és hatásköréről szóló 168/2004. (V. 25.) Korm. rendelet módosításáról
- 34/2012. (III. 9.) Korm. rendelet Az Európai Unió intézményeiben nemzeti szakértőként foglalkoztatott köztisztviselőkről, kormánytisztviselőkről és a fegyveres szervek hivatásos állományú tagjairól
- 35/2012. (III. 9.) Korm. rendelet egyes területfejlesztési és önkormányzati fejlesztési célokat szolgáló hazai támogatási előirányzatokról szóló kormányrendeletek módosításáról
- 36/2012. (III. 9.) Korm. rendelet  a budapesti Istvánmező rehabilitációs programjával, kiemelten a Budapesti Olimpiai Központ integrált rekonstrukciójával összefüggő közigazgatási hatósági ügyek kiemelt jelentőségű üggyé nyilvánításáról és az eljáró hatóságok kijelöléséről szóló 364/2011. (XII. 30.) Korm. rendelet módosításáról
- 37/2012. (III. 9.) Korm. rendelet az atomenergiával kapcsolatos egyes kormányrendeletek módosításáról
- 38/2012. (III. 12.) Korm. rendelet A kormányzati stratégiai irányításról
- 39/2012. (III. 12.) Korm. rendelet a fegyverekről és lőszerekről szóló 253/2004. (VIII. 31.) Korm. rendelet, valamint a biztonsági okmányok védelmének rendjéről szóló 86/1996. (VI. 14.) Korm. rendelet módosításáról
- 40/2012. (III. 14.) Korm. rendelet A felszámolási eljárásban az adós vagyontárgyainak nyilvános értékesítésére vonatkozó részletes szabályokról, továbbá a felszámolás számviteli feladatairól szóló 225/2000. (XII. 19.) Korm. rendelet módosításáról szóló 237/2009. (X. 20.) Korm. rendelet módosításáról
- 41/2012. (III. 14.) Korm. rendelet A 2011. évi népszámlálás végrehajtásával kapcsolatos egyes feladatokról szóló 305/2010. (XII. 23.) Korm. rendelet módosításáról
- 42/2012. (III. 20.) Korm. rendelet a szabálysértési elzárás végrehajtását foganatosító intézetek kijelöléséről
- 43/2012. (III. 20.) Korm. rendelet A hivatásos katasztrófavédelmi szerv szervezeti változásával és a határátkelőhelyek működtetésével összefüggésben egyes kormányrendeletek módosításáról
- 44/2012. (III. 20.) Korm. rendelet A közforgalmú személyszállítási utazási kedvezményekről szóló 85/2007. (IV. 25.) Korm. rendelet módosításáról
- 45/2012. (III. 20.) Korm. rendelet A közszolgálati tisztviselők személyi irataira, a közigazgatási szerveknél foglalkoztatott munkavállalók személyi irataira és a munkaügyi nyilvántartásra, a közszolgálati alapnyilvántartásra és közszolgálati statisztikai adatgyűjtésre, valamint a tartalék-állományra vonatkozó egyes szabályokról
- 46/2012. (III. 28.) Korm. rendelet A fekvőbeteg szakellátást nyújtó intézmények részére történő gyógyszer-, orvostechnikai eszköz és fertőtlenítőszer beszerzések országos központosított rendszeréről
- 47/2012. (III. 28.) Korm. rendelet Az egészségügyi szolgáltatások Egészségbiztosítási Alapból történő finanszírozásának részletes szabályairól szóló 43/1999. (III. 3.) Korm. rendelet módosításáról
- 48/2012. (III. 28.) Korm. rendelet A települési hulladékkezelési közszolgáltatási díj megállapításának részletes szakmai szabályairól szóló 64/2008. (III. 28.) Korm. rendelet módosításáról
- 49/2012. (III. 28.) Korm. rendelet Az épületek energetikai jellemzőinek tanúsításáról szóló 176/2008. (VI. 30.) Korm. rendelet és a Szociális Családiház-építési Program keretében az Ócsa területén megvalósuló építési beruházással összefüggő közigazgatási hatósági ügyek kiemelt jelentőségű üggyé nyilvánításáról és az eljáró hatóságok kijelöléséről szóló 156/2011. (VIII. 10.) Korm. rendelet módosításáról
- 50/2012. (III. 28.) Korm. rendelet A földhivatalokról, a Földmérési és Távérzékelési Intézetről, a Földrajzinév Bizottságról és az ingatlan-nyilvántartási eljárás részletes szabályairól szóló 338/2006. (XII. 23.) Korm. rendelet módosításáról
- 51/2012. (III. 28.) Korm. rendelet A Várbazár, valamint a budavári királyi kertek rekonstrukciójához kapcsolódó beruházások megvalósításával összefüggő közigazgatási hatósági ügyek nemzetgazdasági szempontból kiemelt jelentőségű üggyé nyilvánításáról szóló 311/2011. (XII. 23.) Korm. rendelet módosításáról
- 52/2012. (III. 28.) Korm. rendelet Az egyes áruk, szolgáltatások és anyagi értéket képviselő jogok vámhatárt vagy országhatárt átlépő kereskedelméről
- 53/2012. (III. 28.) Korm. rendelet A bányafelügyelet hatáskörébe tartozó egyes sajátos építményekre vonatkozó építésügyi hatósági eljárások szabályairól
- 54/2012. (III. 30.) Korm. rendelet A megyei intézményfenntartó központok és intézményeik működésével kapcsolatos egyes kormányrendeletek módosításáról
- 55/2012. (III. 30.) Korm. rendelet A közérdekű adatok elektronikus közzétételével kapcsolatos egyes kormányrendeletek módosításáról
- 56/2012. (III. 30.) Korm. rendelet Az egyes közpénzügyi tárgyú kormányrendeleteknek az államháztartás önkormányzati alrendszerét érintő módosításáról
- 57/2012. (III. 30.) Korm. rendelet A devizakölcsönök törlesztési árfolyamának rögzítését érintő megtérítésről és a közszférában dolgozók támogatásáról
- 58/2012. (III. 30.) Korm. rendelet A Kulturális Örökségvédelmi Hivatalról, a kulturális örökségvédelmi szakigazgatási szervekről, és eljárásaikra vonatkozó általános szabályokról szóló 324/2010. (XII. 27.) Korm. rendelet módosításáról
- 59/2012. (III. 30.) Korm. rendelet Az oktatási igazolványokról szóló 362/2011. (XII. 30.) Korm. rendelet módosításáról
- 60/2012. (III. 30.) Korm. rendelet Egyes nyugdíjbiztosítási és szociális tárgyú kormányrendeletek módosításáról
- 61/2012. (III. 30.) Korm. rendelet Egyes kormányrendeleteknek a súlyos mozgáskorlátozott személyek közlekedőképességének vizsgálatával összefüggő módosításáról

#### Április (62−92)
- 62/2012. (IV. 2.) Korm. rendelet Magyarország Kormánya és a Gazdasági Együttműködési és Fejlesztési Szervezet (OECD) közötti közigazgatás-fejlesztési keretmegállapodás kihirdetéséről
- 63/2012. (IV. 2.) Korm. rendelet Az egyes közlekedési szabálysértések miatt alkalmazandó szabálysértési pénzbírság, illetve helyszíni bírság kötelező mértékéről, valamint a szabálysértésekről, a szabálysértési eljárásról és a szabálysértési nyilvántartási rendszerről szóló 2012. évi II. törvénnyel összefüggő egyes kormányrendeletek módosításáról
- 64/2012. (IV. 2.) Korm. rendelet A 2011. évi eredményességi támogatásról
- 65/2012. (IV. 2.) Korm. rendelet A polgári felhasználású robbanóanyagok forgalmazásáról és felügyeletéről szóló egyes kormányrendeletek módosításáról
- 66/2012. (IV. 2.) Korm. rendelet A kábítószerekkel és pszichotróp anyagokkal, valamint az új pszichoaktív anyagokkal végezhető tevékenységekről, valamint ezen anyagok jegyzékre vételéről és jegyzékeinek módosításáról
- 67/2012. (IV. 5.) Korm. rendelet Egyes kormányrendeletek területfejlesztéssel és területrendezéssel összefüggő módosításáról és hatályon kívül helyezéséről
- 68/2012. (IV. 6.) Korm. rendelet A nemesfémtárgyak ellenőrzéséről és jelöléséről szóló, Bécsben, 1972. november 15. napján aláírt Egyezmény 2010. október 11. napján elfogadott PMC/W/2/2001 számú módosítása kihirdetéséről
- 69/2012. (IV. 6.) Korm. rendelet A munkabérek nettó értékének megőrzéséhez nyújtható támogatásról, valamint a munkabérek nettó értékének megőrzéséhez szükséges munkabéremelés 2012. évi elvárt mértékéről és a béren kívüli juttatás ennek keretében figyelembe vehető mértékéről szóló kormányrendelet módosításáról
- 70/2012. (IV. 11.) Korm. rendelet A budapesti Tüskecsarnok beruházási programmal összefüggő közigazgatási hatósági ügyek kiemelt jelentőségű üggyé nyilvánításáról és az eljáró hatóságok kijelöléséről szóló 32/2012. (III. 7.) Korm. rendelet, valamint a budapesti Istvánmező rehabilitációs programjával, kiemelten a Budapesti Olimpiai Központ integrált rekonstrukciójával összefüggő közigazgatási hatósági ügyek kiemelt jelentőségű üggyé nyilvánításáról és az eljáró hatóságok kijelöléséről szóló 364/2011. (XII. 30.) Korm. rendelet módosításáról
- 71/2012. (IV. 12.) Korm. rendelet Az otthonteremtéssel összefüggő egyes kormányrendeletek módosításáról
- 72/2012. (IV. 12.) Korm. rendelet A Nemzeti Eszközkezelő Zrt. és a bérlő között létrejött lakásbérleti szerződés szerinti lakbér mértékéről és a lakáscseréhez történő hozzájárulás feltételeiről
- 73/2012. (IV. 12.) Korm. rendelet A büntetés-végrehajtási szervezet részéről a központi államigazgatási szervek és a rendvédelmi szervek irányában fennálló egyes ellátási kötelezettségekről, a termékek és szolgáltatások átadás-átvételének és azok ellentételezésének rendjéről szóló 44/2011. (III. 23.) Korm. rendelet módosításáról
- 74/2012. (IV. 13.) Korm. rendelet A katasztrófavédelmet érintő egyes kormányrendeletek módosításáról
- 75/2012. (IV. 13.) Korm. rendelet A területrendezési hatósági eljárásokról szóló 76/2009. (IV. 8.) Korm. rendelet módosításáról
- 76/2012. (IV. 13.) Korm. rendelet A látvány-csapatsport támogatását biztosító támogatási igazolás kiállításáról, felhasználásáról, a támogatás elszámolásának és ellenőrzésének, valamint visszafizetésének szabályairól szóló 107/2011. (VI. 30.) Korm. rendelet módosításáról
- 77/2012. (IV. 16.) Korm. rendelet A mezőgazdaságban felhasznált gázolaj utáni jövedékiadó-visszatérítés feltételeiről és szabályairól szóló 341/2007. (XII. 15.) Korm. rendelet módosításáról
- 78/2012. (IV. 18.) Korm. rendelet A Nemzeti Külgazdasági Hivatalról szóló 265/2010. (XI. 19.) Korm. rendelet módosításáról
- 79/2012. (IV. 18.) Korm. rendelet A Nemzeti Államigazgatási Központ feladatellátásához kapcsolódó egyes kormányrendeletek módosításáról
- 80/2012. (IV. 18.) Korm. rendelet A környezeti hatásvizsgálati és az egységes környezethasználati engedélyezési eljárásról szóló 314/2005. (XII. 25.) Korm. rendelet módosításáról
- 81/2012. (IV. 18.) Korm. rendelet Az egyes migrációs tárgyú törvények jogharmonizációs célú szóló 2012. évi XXVII. törvényhez kapcsolódó egyes kormányrendeletek módosításáról
- 82/2012. (IV. 21.) Korm. rendelet A közigazgatási hatósági eljárás és szolgáltatás általános szabályairól szóló 2004. évi CXL. törvény elektronikus ügyintézéssel kapcsolatos kormányrendeleteinek módosításáról
- 83/2012. (IV. 21.) Korm. rendelet A szabályozott elektronikus ügyintézési szolgáltatásokról és az állam által kötelezően nyújtandó szolgáltatásokról
- 84/2012. (IV. 21.) Korm. rendelet Egyes, az elektronikus ügyintézéshez kapcsolódó szervezetek kijelöléséről
- 85/2012. (IV. 21.) Korm. rendelet Az elektronikus ügyintézés részletes szabályairól
- 86/2012. (IV. 26.) Korm. rendelet A Magyar Corvin-láncról és a Magyar Corvin-lánc Testületről
- 87/2012. (IV. 26.) Korm. rendelet Egyes kormányrendeleteknek a nemzetiségi és a helyi önkormányzatok törvényességi felügyeletével összefüggő módosításáról
- 88/2012. (IV. 26.) Korm. rendelet Egyes légiközlekedési tárgyú kormányrendeletek módosításáról
- 89/2012. (IV. 26.) Korm. rendelet A honvédelmi szervezetek működésének az államháztartás működési rendjétől eltérő szabályairól szóló 346/2009. (XII. 30.) Korm. rendelet módosításáról
- 90/2012. (IV. 26.) Korm. rendelet Az országos településrendezési és építési követelményekről szóló 253/1997. (XII. 20.) Korm. rendelet módosításáról
- 91/2012. (IV. 26.) Korm. rendelet A 2012. évben nemzetközi szolidaritási program keretében elismerhető menekültek keretszámáról
- 92/2012. (IV. 27.) Korm. rendelet A települési önkormányzatok egészségügyi intézményei átvételének részletes szabályairól és egyes egészségügyi tárgyú kormányrendeletek módosításáról

#### Május (93−105)
- 93/2012. (V. 10.) Korm. rendelet Az utak építésének, forgalomba helyezésének és megszüntetésének engedélyezéséről
- 94/2012. (V. 11.) Korm. rendelet Az egyes miniszterek, valamint a Miniszterelnökséget vezető államtitkár feladat- és hatásköréről szóló 212/2010. (VII. 1.) Korm. rendelet módosításáról
- 95/2012. (V. 15.) Korm. rendelet A Nemzeti Rehabilitációs és Szociális Hivatalról, valamint a szakmai irányítása alá tartozó rehabilitációs szakigazgatási szervek feladat és hatásköréről
- 96/2012. (V. 15.) Korm. rendelet A minősített adatot, az ország alapvető biztonsági, nemzetbiztonsági érdekeit érintő vagy a különleges biztonsági intézkedést igénylő beszerzések sajátos szabályairól szóló 218/2011. (X. 19.) Korm. rendelet módosításáról
- 97/2012. (V. 15.) Korm. rendelet Az üvegházhatású gázoknak a Magyar Állam kincstári vagyonába tartozó kibocsátási egységeivel való rendelkezés részletes szabályairól szóló 109/2006. (V. 5.) Korm. rendelet módosításáról
- 98/2012. (V. 15.) Korm. rendelet A határon túli költségvetési támogatások sajátos szabályairól
- 99/2012. (V. 16.) Korm. rendelet A Nemzeti Közszolgálati Egyetemről, valamint a közigazgatási, rendészeti és katonai felsőoktatásról szóló 2011. évi CXXXII. törvény egyes rendelkezéseinek végrehajtásáról szóló 363/2011. (XII. 30.) Korm. rendelet módosításáról
- 100/2012. (V. 16.) Korm. rendelet A Budapest V. kerület Kossuth Lajos téri beruházási programmal összefüggő közigazgatási hatósági ügyek kiemelt jelentőségű üggyé nyilvánításáról és az eljáró hatóságok kijelöléséről
- 101/2012. (V. 18.) Korm. rendelet A kibővült Európai Unió gazdasági és társadalmi egyenlőtlenségei csökkentését célzó, a Svájci Szövetségi Tanács és a Magyar Kormány között 2007. december 20-án létrejött Svájci–Magyar Együttműködési Program végrehajtásáról szóló Keretmegállapodás módosításáról szóló levélváltással létrejött egyezmény kihirdetéséről
- 102/2012. (V. 18.) Korm. rendelet Az Országgyűlési Őrséggel és a rendőrséggel összefüggésben egyes kormányrendeletek módosításáról
- 103/2012. (V. 25.) Korm. rendeletA Magyar Turizmus Zrt. közösségi agrármarketing tevékenységgel kapcsolatos feladatainak meghatározásáról és egyes jogszabályok módosításáról
- 104/2012. (V. 25.) Korm. rendelet Az egyes festékek, lakkok és járművek javító fényezésére szolgáló termékek szerves oldószer tartalmának szabályozásáról szóló 25/2006. (II. 3.) Korm. rendelet módosításáról
- 105/2012. (V. 30.) Korm. rendelet Egyes építésügyi és területrendezési tárgyú kormányrendeletek módosításáról

#### Június (106−139)
- 106/2012. (VI. 1.) Korm. rendelet Az érettségi vizsga vizsgaszabályzatának kiadásáról szóló 100/1997. (VI. 13.) Korm. rendelet módosításáról
- 107/2012. (VI. 1.) Korm. rendelet Egyes egészségbiztosítási tárgyú kormányrendeletek módosításáról
- 108/2012. (VI. 1.) Korm. rendelet A természetes környezet megőrzésére szánt takarmánynövény- vetőmagkeverékek begyűjtését és forgalmazását engedélyező hatóságok kijelölése vonatkozásában egyes kormányrendeletek módosításáról
- 109/2012. (VI. 1.) Korm. rendelet A NATO Biztonsági Beruházási Program keretében megvalósuló beszerzésekre vonatkozó részletes szabályokról
- 110/2012. (VI. 4.) Korm. rendelet A Nemzeti alaptanterv kiadásáról, bevezetéséről és alkalmazásáról
- 111/2012. (VI. 4.) Korm. rendelet A Kormányzati Ellenőrzési Hivatalról szóló 355/2011. (XII. 30.) Korm. rendelet módosításáról
- 112/2012. (VI. 4.) Korm. rendelet A Székesfehérvári Fűtőerőmű Korlátolt Felelősségű Társaság stratégiailag kiemelt jelentőségű gazdálkodó szervezetté minősítéséről
- 113/2012. (VI. 5.) Korm. rendelet a vizek többletéből eredő kockázattal érintett területek meghatározásáról, a veszély- és kockázati térképek, valamint a kockázatkezelési tervek készítéséről, tartalmáról szóló 178/2010. (V. 13.) Korm. rendelet módosításáról
- 114/2012. (VI. 8.) Korm. rendelet a számviteli törvényhez kapcsolódó, sajátos számviteli szabályokat tartalmazó kormányrendeletek módosításáról
- 115/2012. (VI. 11.) Korm. rendelet egyes állatvédelmi tárgyú kormányrendeletek módosításáról
- 116/2012. (VI. 15.) Korm. rendelet a Cotonouban 2000. június 23-án, egyrészről az afrikai, karibi és csendes-óceáni államok csoportjának tagjai, másrészről az Európai Közösség és tagállamai között aláírt és Luxembourgban 2005. június 25-én első alkalommal módosított partnerségi megállapodás második alkalommal történő módosításának kihirdetéséről
- 117/2012. (VI. 18.) Korm. rendelet A 2012. évi Tanyafejlesztési Program fejezeti kezelésű előirányzat 2012. évi felhasználásának szabályairól
- 118/2012. (VI. 26.) Korm. rendelet Az egyes miniszterek, valamint a Miniszterelnökséget vezető államtitkár feladat- és hatásköréről szóló 212/2010. (VII. 1.) Korm. rendelet, az állami vezetők és az államigazgatási szervek köztisztviselői számára biztosított juttatásokról és azok feltételeiről szóló 192/2010. (VI. 10.) Korm. rendelet, valamint a Kormányzati Ellenőrzési Hivatalról szóló 355/2011. (XII. 30.) Korm. rendelet módosításáról
- 119/2012. (VI. 26.) Korm. rendelet A helyi önkormányzatok törvényességi felügyeletének részletes szabályairól
- 120/2012. (VI. 26.) Korm. rendelet A közforgalmú utazási kedvezményekről szóló 85/2007. (IV. 25.) Korm. rendelet módosításáról
- 121/2012. (VI. 26.) Korm. rendelet A szociálpolitikai menetdíj-támogatás megállapításának és igénybevételének szabályairól
- 122/2012. (VI. 26.) Korm. rendelet Egyes víziközlekedési tárgyú kormányrendeletek módosításáról
- 123/2012. (VI. 26.) Korm. rendelet A vízgazdálkodási hatósági jogkör gyakorlásáról szóló 72/1996. (V. 22.) Korm. rendelet módosításáról *124/2012. (VI. 26.) Korm. rendelet a felszín alatti vizek védelméről szóló 219/2004. (VII. 21.) Korm. rendelet módosításáról
- 125/2012. (VI. 26.) Korm. rendelet A fás szárú növények védelméről szóló 346/2008. (XII. 30.) Korm. rendelet módosításáról
- 126/2012. (VI. 26.) Korm. rendelet A Nemzeti Közszolgálati Egyetem Ludovika Campusban történő elhelyezéséhez kapcsolódó beruházások megvalósításával összefüggő közigazgatási hatósági ügyek nemzetgazdasági szempontból kiemelt jelentőségű üggyé nyilvánításáról, az eljáró hatóságok kijelöléséről, valamint az ezzel összefüggő egyes kormányrendeletek módosításáról
- 127/2012. (VI. 26.) Korm. rendelet A Budapest V. kerület Kossuth Lajos téri beruházási programmal összefüggő közigazgatási hatósági ügyek kiemelt jelentőségű üggyé nyilvánításáról és az eljáró hatóságok kijelöléséről szóló 100/2012. (V. 16.) Korm. rendelet módosításáról
- 128/2012. (VI. 26.) Korm. rendelet A Nemzeti Eszközkezelő Zrt. működésével kapcsolatos egyes szabályokról
- 129/2012. (VI. 26.) Korm. rendelet Egyes elektronikus hírközlési és audiovizuális média tárgyú kormányrendeletek hatályon kívül helyezéséről
- 130/2012. (VI. 26.) Korm. rendelet A harmadik országbeli állampolgárok beutazásáról és tartózkodásáról szóló 2007. évi II. törvény végrehajtásáról szóló 114/2007. (V. 24.) Korm. rendelet módosításáról
- 131/2012. (VI. 27.) Korm. rendelet A kötelező egészségbiztosítás ellátásairól szóló 1997. évi LXXXIII. törvény végrehajtásáról szóló 217/1997. (XII. 1.) Korm. rendelet módosításáról
- 132/2012. (VI. 28.) Korm. rendelet A megváltozott munkaképességű munkavállalók foglalkoztatásához nyújtható költségvetési támogatásáról szóló 177/2005. (IX. 2.) Korm. rendelet módosításáról és a Nemzeti Rehabilitációs és Szociális Hivatalról, valamint a szakmai irányítása alá tartozó rehabilitációs szakigazgatási szervek feladat- és hatásköréről szóló 95/2012. (V. 15.) Korm. rendelet eltérő szöveggel történő hatálybalépéséről
- 133/2012. (VI. 28.) Korm. rendelet A teljes hatályú apai elismerés egyszerűsítésével összefüggésben egyes kormányrendeletek módosításáról
- 134/2012. (VI. 28.) Korm. rendelet Az egyes kormányrendeleteknek a műemlékekkel kapcsolatos építésügyi hatáskör változásával összefüggő módosításáról
- 135/2012. (VI. 28.) Korm. rendelet Egyes kormányrendeleteknek az új munka törvénykönyve hatálybalépésével kapcsolatos módosításáról
- 136/2012. (VI. 28.) Korm. rendelet A közfoglalkoztatáshoz nyújtható támogatásokról szóló 375/2010. (XII. 31.) Korm. rendelet és a közfoglalkoztatással összefüggésben egyes kormányrendeletek módosításáról szóló 171/2011. (VIII. 24.) Korm. rendelet módosításáról
- 137/2012. (VI. 29.) Korm. rendelet Az egyes egészségügyi és egészségbiztosítási tárgyú kormányrendeletek módosításáról
- 138/2012. (VI. 29.) Korm. rendelet Egyes egészségügyi dolgozók és egészségügyben dolgozók 2012. évi illetmény- vagy bérnövelésének, valamint az ahhoz kapcsolódó támogatás igénybevételének részletes szabályairól
- 139/2012. (VI. 29.) Korm. rendelet A katasztrófa-egészségügyi ellátásról

#### Július (140−215)
- 140/2012. (VII. 2.) Korm. rendelet A Nemzeti Fejlesztési Kormánybizottságról
- 141/2012. (VII. 2.) Korm. rendelet A 2007–2013 programozási időszakban az Európai Regionális Fejlesztési Alapból, az Európai Szociális Alapból és a Kohéziós Alapból származó támogatások felhasználásának rendjéről szóló 4/2011. (I. 28.) Korm. rendelet módosításáról
- 142/2012. (VII. 3.) Korm. rendelet Az egyházi költségvetési céltámogatások sajátos szabályairól
- 143/2012. (VII. 3.) Korm. rendelet A címzetes főjegyzői cím adományozásának, a címre való jogosultság megszűnésének, a cím visszavonásának eljárási szabályairól, valamint a címadományozási juttatás kifizetésére vonatkozó szabályokról
- 144/2012. (VII. 3.) Korm. rendelet A nemzetgazdasági miniszter feladatkörébe tartozó egyes kormányrendeletek új ország-elnevezéssel összefüggő, valamint a Rendőrség szerveiről és a Rendőrség szerveinek feladat- és hatásköréről szóló 329/2007. (XII. 13.) Korm. rendelet módosításáról
- 145/2012. (VII. 3.) Korm. rendelet A szén-dioxid geológiai tárolásáról
- 146/2012. (VII. 5.) Korm. rendelet A bányászatról szóló 1993. évi XLVIII. törvény végrehajtásáról szóló 203/1998. (XII. 19.) Korm. rendelet és egyes bányászati tárgyú kormányrendeletek módosításáról
- 147/2012. (VII. 5.) Korm. rendelet A tengeri hajók kötelező biztosításáról
- 148/2012. (VII. 6.) Korm. rendelet A Kormányablakkal összefüggő feladatokat ellátó személyek kiválasztásának és képzésének szabályairól
- 149/2012. (VII. 6.) Korm. rendelet A Nemzeti Foglalkoztatási Alap képzési alaprészéből a Kormány egyedi döntésével nyújtható támogatások részletes szabályairól
- 150/2012. (VII. 6.) Korm. rendelet Az Országos Képzési Jegyzékről és az Országos Képzési Jegyzék módosításának eljárásrendjéről
- 151/2012. (VII. 6.) Korm. rendelet Az egyes miniszterek, valamint a Miniszterelnökséget vezető államtitkár feladat- és hatásköréről szóló 212/2010. (VII. 1.) Korm. rendelet, továbbá a Bevándorlási és Állampolgársági Hivatalról szóló 162/1999. (XI. 19.) Korm. rendelet módosításáról
- 152/2012. (VII. 10.) Korm. rendelet A Magyar Köztársaság Kormánya és Bosznia-Hercegovina Minisztertanácsa között az Európai Közösség és Bosznia-Hercegovina Minisztertanácsa között az engedély nélkül tartózkodó személyek visszafogadásáról szóló, Brüsszelben, 2007. szeptember 18-án aláírt Megállapodás végrehajtásáról szóló Jegyzőkönyv kihirdetéséről
- 153/2012. (VII. 12.) Korm. rendelet A Magyarország Kormánya és a Koszovói Köztársaság Kormánya között a Magyarország Kormánya és a Koszovói Köztársaság Kormánya között az államaik területén jogellenesen tartózkodó személyek visszafogadásáról szóló Megállapodás végrehajtásáról szóló Jegyzőkönyv kihirdetéséről
- 154/2012. (VII. 12.) Korm. rendelet A 2007–2013 programozási időszakban az Európai Regionális Fejlesztési Alap, valamint az Előcsatlakozási Támogatási Eszköz és az Európai Szomszédsági és Partnerségi Eszköz pénzügyi alapok egyes, a területi együttműködéshez kapcsolódó programjaiból származó támogatások hazai felhasználásának intézményeiről szóló 49/2007. (III. 26.) Korm. rendelet módosításáról
- 155/2012. (VII. 12.) Korm. rendelet A díj ellenében végzett közúti árutovábbítási, a saját számlás áruszállítási, valamint az autóbusszal díj ellenében végzett személyszállítási és a saját számlás személyszállítási tevékenységről, továbbá az ezekkel összefüggő jogszabályok módosításáról szóló 261/2011. (XII. 7.) Korm. rendelet módosításáról
- 156/2012. (VII. 13.) Korm. rendelet Egyes vízügyi tárgyú kormányrendeletek módosításáról
- 157/2012. (VII. 17.) Korm. rendelet Az Egyetemes Postaegyesület Általános Szabályzatának 2004. évi bukaresti kongresszuson aláírt módosításokkal egységes szerkezetbe foglalt, és az Egyetemes Postaegyesület Általános Szabályzata 2008. évi genfi kongresszuson aláírt Első Pót-jegyzőkönyvének kihirdetéséről
- 158/2012. (VII. 17.) Korm. rendelet A Közép- és Kelet-Európai Regionális Környezetvédelmi Központ jogállásáról szóló Megállapodás kihirdetéséről
- 159/2012. (VII. 17.) Korm. rendelet Az állam által vállalt kezesség előkészítésének és a kezesség beváltásának eljárási rendjéről szóló 110/2006. (V. 5.) Korm. rendelet módosításáról
- 160/2012. (VII. 17.) Korm. rendelet Az otthonteremtési kamattámogatásról szóló 341/2011. (XII. 29.) Korm. rendelet módosításáról 13911
- 161/2012. (VII. 17.) Korm. rendelet Az ENSZ Transz-Európai Vasúti Együttműködési Alapítványi Egyezményről (TER) szóló, Genfben, 1992. december 17-én kelt Megállapodás, illetve Mellékletei felmondásáról
- 162/2012. (VII. 19.) Korm. rendelet Az egyes miniszterek, valamint a Miniszterelnökséget vezető államtitkár feladat- és hatásköréről szóló 212/2010. (VII. 1.) Korm. rendelet módosításáról
- 163/2012. (VII. 19.) Korm. rendelet A központi államigazgatási szerveknél és azok helyi szerveinél alkalmazott ösztöndíjasok foglalkoztatója által igényelhető költségvetési támogatásról
- 164/2012. (VII. 19.) Korm. rendelet Az egészségügyi szolgáltatások Egészségbiztosítási Alapból történő finanszírozásának részletes szabályairól szóló 43/1999. (III. 3.) Korm. rendelet és az egészségügyi ellátórendszer fejlesztéséről szóló 2006. évi CXXXII. törvény végrehajtásáról szóló 337/2008. (XII. 30.) Korm. rendelet módosításáról
- 165/2012. (VII. 19.) Korm. rendelet A hitelintézetek likviditási szintjének meghatározásáról, valamint devizapozícióbeli lejárati összhangjának szabályozásáról szóló 366/2011. (XII. 30.) Korm. rendelet módosításáról
- 166/2012. (VII. 19.) Korm. rendelet A debreceni Nagyerdei Labdarúgó Stadion rekonstrukciós programjához kapcsolódó beruházások megvalósításával összefüggő közigazgatási hatósági ügyek nemzetgazdasági szempontból kiemelt jelentőségű üggyé nyilvánításáról, valamint egyes kormányrendeletek módosításáról
- 167/2012. (VII. 20.) Korm. rendelet A Nemzetközi Mezőgazdasági Kutatóközpontok Konzorciumának nemzetközi szervezetként történő létrehozásáról szóló Megállapodás kihirdetéséről
- 168/2012. (VII. 20.) Korm. rendelet A Kormánytisztviselői Döntőbizottságról
- 169/2012. (VII. 20.) Korm. rendelet A felszámolók névjegyzékéről szóló 114/2006. (V. 12.) Korm. rendelet módosításáról
- 170/2012. (VII. 23.) Korm. rendelet Az Európai Unió vagy más nemzetközi szervezet felé vállalt kötelezettséggel

összefüggő beruházás megvalósítása érdekében szükséges intézkedésekről
- 171/2012. (VII. 26.) Korm. rendelet A Kárpátok védelméről és fenntartható fejlesztéséről szóló, 2003. május 22-én Kijevben készült Keretegyezményhez kapcsolódó, fenntartható turizmusról szóló Jegyzőkönyv kihirdetéséről
- 172/2012. (VII. 26.) Korm. rendelet A tartós külszolgálatról és az ideiglenes külföldi kiküldetésről
- 173/2012. (VII. 26.) Korm. rendelet Az új ferencvárosi labdarúgó stadion megvalósításával összefüggő közigazgatási hatósági ügyek nemzetgazdasági szempontból kiemelt jelentőségű üggyé nyilvánításáról és az eljáró hatóságok kijelöléséről
- 174/2012. (VII. 26.) Korm. rendelet A járási (fővárosi kerületi) hivatalok kialakításával összefüggésben egyes kormányrendeletek módosításáról
- 175/2012. (VII. 26.) Korm. rendelet A környezeti hatásvizsgálati és az egységes környezethasználati engedélyezési eljárásról szóló 314/2005. (XII. 25.) Korm. rendelet módosításáról
- 176/2012. (VII. 26.) Korm. rendelet A 2007–2013 programozási időszakban az Európai Regionális Fejlesztési Alapból, az Európai Szociális Alapból és a Kohéziós Alapból származó támogatások felhasználásának rendjéről szóló 4/2011. (I. 28.) Korm. rendelet módosításáról
- 177/2012. (VII. 26.) Korm. rendelet A Közigazgatási és Igazságügyi Hivatalról
- 178/2012. (VII. 26.) Korm. rendelet A Közigazgatási és Igazságügyi Hivatal és az Emberi Erőforrás Támogatáskezelő létrehozásával kapcsolatos egyes kormányrendeletek módosításáról
- 179/2012. (VII. 27.) Korm. rendelet A ZED-TBM Ingatlanfejlesztő és Üzemeltető Korlátolt Felelősségű Társaság stratégiailag kiemelt jelentőségű gazdálkodó szervezetté minősítéséről
- 180/2012. (VII. 27.) Korm. rendelet Az ATTAND Kereskedelmi és Szolgáltató Korlátolt Felelősségű Társaság stratégiailag kiemelt jelentőségű gazdálkodó szervezetté minősítéséről
- 181/2012. (VII. 27.) Korm. rendelet A B.M. Invest Ingatlanforgalmazó, Beruházó és Kivitelező Korlátolt Felelősségű Társaság stratégiailag kiemelt jelentőségű gazdálkodó szervezetté minősítéséről
- 182/2012. (VII. 27.) Korm. rendelet Az FK-Raszter Sport-1 Sportlétesítményeket Hasznosító Korlátolt Felelősségű Társaság stratégiailag kiemelt jelentőségű gazdálkodó szervezetté minősítéséről
- 183/2012. (VII. 27.) Korm. rendelet A K’-Art Építész Stúdió Korlátolt Felelősségű Társaság stratégiailag kiemelt jelentőségű gazdálkodó szervezetté minősítéséről
- 184/2012. (VII. 27.) Korm. rendelet A KEREX BICSKE TANUSZODA Szolgáltató Korlátolt Felelősségű Társaság stratégiailag kiemelt jelentőségű gazdálkodó szervezetté minősítéséről
- 185/2012. (VII. 27.) Korm. rendelet A KEREX IVÁNCSA TANUSZODA Szolgáltató Korlátolt Felelősségű Társaság stratégiailag kiemelt jelentőségű gazdálkodó szervezetté minősítéséről
- 186/2012. (VII. 27.) Korm. rendelet A KEREX TATA TANUSZODA Szolgáltató Korlátolt Felelősségű Társaság stratégiailag kiemelt jelentőségű gazdálkodó szervezetté minősítéséről
- 187/2012. (VII. 27.) Korm. rendelet Az Öko-Komplex Építőipari és Szolgáltató Korlátolt Felelősségű Társaság stratégiailag kiemelt jelentőségű gazdálkodó szervezetté minősítéséről
- 188/2012. (VII. 27.) Korm. rendelet A Somogy Tornaterem 2006 Sportlétesítményt Üzemeltető, Szolgáltató Korlátolt Felelősségű Társaság stratégiailag kiemelt jelentőségű gazdálkodó szervezetté minősítéséről
- 189/2012. (VII. 27.) Korm. rendelet A Trend-Építő Zártkörűen Működő Részvénytársaság stratégiailag kiemelt jelentőségű gazdálkodó szervezetté minősítéséről
- 190/2012. (VII. 27.) Korm. rendelet A ZEMPLÉNKŐ Kelet-magyarországi Építőipari Fővállalkozó és Bányászati Korlátolt Felelősségű Társaság stratégiailag kiemelt jelentőségű gazdálkodó szervezetté minősítéséről
- 191/2012. (VII. 27.) Korm. rendelet A 3P KÉSZ Aréna Sport- és Rendezvénycsarnok Üzemeltető Korlátolt Felelősségű Társaság stratégiailag kiemelt jelentőségű gazdálkodó szervezetté minősítéséről
- 192/2012. (VII. 27.) Korm. rendelet Az ALISCA BAU Vagyonkezelő Korlátolt Felelősségű Társaság stratégiailag kiemelt jelentőségű gazdálkodó szervezetté minősítéséről
- 193/2012. (VII. 27.) Korm. rendelet A BÁCS-FÜRDŐ Építőipari, Beruházó, Ingatlanfejlesztő és Ingatlanforgalmazó Korlátolt Felelősségű Társaság stratégiailag kiemelt jelentőségű gazdálkodó szervezetté minősítéséről
- 194/2012. (VII. 27.) Korm. rendelet Az ÉMR-FÜRDŐ Építőipari, Beruházó, Ingatlanfejlesztő és Ingatlanforgalmazó Korlátolt Felelősségű Társaság stratégiailag kiemelt jelentőségű gazdálkodó szervezetté minősítéséről
- 195/2012. (VII. 27.) Korm. rendelet A KEREX IBRÁNY TANUSZODA Szolgáltató Korlátolt Felelősségű Társaság stratégiailag kiemelt jelentőségű gazdálkodó szervezetté minősítéséről
- 196/2012. (VII. 27.) Korm. rendelet A Mohács Uszoda Szolgáltató Korlátolt Felelősségű Társaság stratégiailag kiemelt jelentőségű gazdálkodó szervezetté minősítéséről
- 197/2012. (VII. 27.) Korm. rendelet A SZIGET-VÍZ Korlátolt Felelősségű Társaság stratégiailag kiemelt jelentőségű gazdálkodó szervezetté minősítéséről
- 198/2012. (VII. 27.) Korm. rendelet A TANÚSZ Tanuszodákat Üzemeltető Korlátolt Felelősségű Társaság stratégiailag kiemelt jelentőségű gazdálkodó szervezetté minősítéséről
- 199/2012. (VII. 27.) Korm. rendelet A THERMA Kereskedelmi, Uszodatechnika és Szolgáltató Korlátolt Felelősségű Társaság stratégiailag kiemelt jelentőségű gazdálkodó szervezetté minősítéséről
- 200/2012. (VII. 27.) Korm. rendelet Az UNESCO által 2005. október 19-én elfogadott, a sportbeli dopping elleni nemzetközi egyezmény melléklete módosításának kihirdetéséről
- 201/2012. (VII. 27.) Korm. rendelet Az Oktatási Hivatalról szóló 307/2006. (XII. 23.) Korm. rendelet módosításáról
- 202/2012. (VII. 27.) Korm. rendelet A Klebelsberg Intézményfenntartó Központról
- 203/2012. (VII. 27.) Korm. rendelet A megváltozott munkaképességű munkavállalók foglalkoztatásához nyújtható költségvetési támogatásról szóló 177/2005. (IX. 2.) Korm. rendelet módosításáról
- 204/2012. (VII. 27.) Korm. rendelet A Magyar Export-Import Bank Részvénytársaság kamatkiegyenlítési rendszeréről szóló 85/1998. (V. 6.) Korm. rendelet módosításáról
- 205/2012. (VII. 27.) Korm. rendelet A Magyar Exporthitel Biztosító Részvénytársaság által a központi költségvetés terhére, a Kormány készfizető kezessége mellett vállalható nem piacképes kockázatú biztosítások feltételeiről szóló 312/2001. (XII. 28.) Korm. rendelet módosításáról
- 206/2012. (VII. 27.) Korm. rendelet Az Európai Támogatásokat Auditáló Főigazgatóságról szóló 210/2010. (VI. 30.) Korm. rendelet módosításáról
- 207/2012. (VII. 27.) Korm. rendelet A Magyar Kármentő Alapról szóló 252/2010. (X. 21.) Korm. rendelet módosításáról
- 208/2012. (VII. 27.) Korm. rendelet A Nemzeti Földalapba tartozó földrészletek szociális földprogram megvalósítása céljából az önkormányzatok számára történő ingyenes tulajdonba vagy vagyonkezelésbe adásának szabályairól szóló 263/2010. (XI. 17.) Korm. rendelet módosításáról
- 209/2012. (VII. 27.) Korm. rendelet Egyes külkereskedelmi engedélyezésről szóló kormányrendeletek módosításáról
- 210/2012. (VII. 27.) Korm. rendelet A Magyar Turizmus Zrt. közösségi agrármarketing tevékenységgel kapcsolatos feladatainak meghatározásáról és egyes jogszabályok módosításáról szóló 103/2012. (V. 25.) Korm. rendelet módosításáról
- 211/2012. (VII. 30.) Korm. rendelet Az országos településrendezési és építési követelményekről szóló 253/1997. (XII. 20.) Korm. rendelet módosításáról
- 212/2012. (VII. 30.) Korm. rendelet A Nemzeti Közlekedési Hatóságról szóló 263/2006. (XII. 20.) Korm. rendelet módosításáról
- 213/2012. (VII. 30.) Korm. rendelet Az autóbuszos személyszállítási szolgáltatásnak a 181/2011/EU rendeletben nem szabályozott részletes feltételeire, az abban foglaltak alóli mentességekre, az autóbuszos személyszállítási szolgáltatási feltételekre, valamint a közúti személyszállítási üzletszabályzatra vonatkozó szabályokról
- 214/2012. (VII. 30.) Korm. rendelet Az Országos Betegjogi, Ellátottjogi, Gyermekjogi és Dokumentációs Központról
- 215/2012. (VII. 30.) Korm. rendelet A Nemzeti Közszolgálati Egyetem egységes elhelyezésére szolgáló beruházáshoz kapcsolódó egyes beszerzéseknek a minősített adatot, az ország alapvető biztonsági, nemzetbiztonsági érdekeit érintő vagy a különleges biztonsági intézkedést igénylő beszerzések sajátos szabályairól szóló 218/2011. (X. 19.) Korm. rendelet 7. § (5) bekezdés a) pontja szerinti minősítéséről

#### Augusztus (216−249)
- 216/2012. (VIII. 9.) Korm. rendelet A 2007–2013 programozási időszakban az Európai Regionális Fejlesztési Alap, valamint az Előcsatlakozási Támogatási Eszköz pénzügyi alapok egyes, a területi együttműködéshez kapcsolódó programjainak végrehajtásáról szóló 160/2009. (VIII. 3.) Korm. rendelet módosításáról
- 217/2012. (VIII. 9.) Korm. rendelet Az állam által elismert szakképesítések szakmai követelménymoduljairól
- 218/2012. (VIII. 13.) Korm. rendelet A járási (fővárosi kerületi) hivatalokról
- 219/2012. (VIII. 13.) Korm. rendelet Az Európai Unió tisztviselőinek és más alkalmazottainak nyugdíjbiztosítási átutalásáról és vissza-utalásáról szóló törvény végrehajtásáról
- 220/2012. (VIII. 13.) Korm. rendelet A tervpályázati eljárások szabályairól szóló 305/2011. (XII. 23.) Korm. rendelet módosításáról
- 221/2012. (VIII. 13.) Korm. rendelet Magyarország Kormánya és az Algériai Demokratikus és Népi Köztársaság Kormánya között a gazdasági együttműködésről szóló megállapodás kihirdetéséről
- 222/2012. (VIII. 15.) Korm. rendelet Az Útravaló Ösztöndíjprogramról szóló 152/2005. (VIII. 2.) Korm. rendelet módosításáról
- 223/2012. (VIII. 15.) Korm. rendelet A Vát és Porpác települések közigazgatási területén megvalósuló repülőtér-fejlesztéssel összefüggő közigazgatási hatósági ügyek kiemelt jelentőségű üggyé nyilvánításáról szóló 351/2009. (XII. 30.) Korm. rendelet hatályon kívül helyezéséről
- 224/2012. (VIII. 15.) Korm. rendelet A hallgatói hitelrendszerről szóló 1/2012. (I. 20.) Korm. rendelet módosításáról a Magyary Program Egyszerűsítési Programjának végrehajtása céljából
- 225/2012. (VIII. 15.) Korm. rendelet Az életüktől és szabadságuktól politikai okból megfosztottak kárpótlásáról szóló 1992. évi XXXII. törvény végrehajtásáról szóló 111/1992. (VII. 1.) Korm. rendelet módosításáról
- 226/2012. (VIII. 23.) Korm. rendelet Egyes, a fegyverekre és lőszerekre vonatkozó, valamint katasztrófavédelmi tárgyú kormányrendeletek módosításáról
- 227/2012. (VIII. 23.) Korm. rendelet A fegyveres szervek hivatásos állományú tagjainak szolgálati viszonyáról szóló 1996. évi XLIII. törvény végrehajtásáról szóló 140/1996. (VIII. 31.) Korm. rendelet, valamint a Rendőrség szerveiről és a Rendőrség szerveinek feladat- és hatásköréről szóló 329/2007. (XII. 13.) Korm. rendelet módosításáról
- 228/2012. (VIII. 23.) Korm. rendelet A közúti közlekedéssel kapcsolatos egyes kormányrendeletek módosításáról
- 229/2012. (VIII. 28.) Korm. rendelet A nemzeti köznevelésről szóló törvény végrehajtásáról
- 230/2012. (VIII. 28.) Korm. rendelet A felsőoktatási szakképzésről és a felsőoktatási képzéshez kapcsolódó szakmai gyakorlat egyes kérdéseiről
- 231/2012. (VIII. 28.) Korm. rendelet A fővárosi és megyei kormányhivatalokról szóló 288/2010. (XII. 21.) Korm. rendelet módosításáról
- 232/2012. (VIII. 28.) Korm. rendelet A minősített adatot, az ország alapvető biztonsági érdekeit érintő vagy a különleges biztonsági intézkedést igénylő beszerzések sajátos szabályairól szóló 218/2011. (X. 19.) Korm. rendelet módosításáról
- 233/2012. (VIII. 28.) Korm. rendelet A Nemzeti Települési Szennyvízelvezetési és -tisztítási Megvalósítási Programról szóló 25/2002. (II. 27.) Korm. rendelet módosításáról
- 234/2012. (VIII. 28.) Korm. rendelet A mezőgazdasági őstermelői igazolványról szóló 228/1996. (XII. 26.) Korm. rendelet módosításáról
- 235/2012. (VIII. 29.) Korm. rendelet A Gyulai Húskombinát Zrt.-nek a csődeljárásról és a felszámolási eljárásról szóló törvény szerinti stratégiailag kiemelt jelentőségű gazdálkodó szervezetté minősítéséről
- 236/2012. (VIII. 30.) Korm. rendelet Egyes kormányrendeleteknek az Erzsébet-programmal, valamint a családtámogatási eljárások egyszerűsítésével összefüggő módosításáról
- 237/2012. (VIII. 30.) Korm. rendelet A közszolgálati tisztviselők személyi irataira, a közigazgatási szerveknél foglalkoztatott munkavállalók személyi irataira és a munkaügyi nyilvántartásra, a közszolgálati alapnyilvántartásra és közszolgálati statisztikai adatgyűjtésre, valamint a tartalékállományra vonatkozó egyes szabályokról szóló 45/2012. (III. 20.) Korm. rendelet módosításáról
- 238/2012. (VIII. 30.) Korm. rendelet A megváltozott munkaképességű munkavállalók foglalkoztatásához nyújtható költségvetési támogatásáról szóló 177/2005. (IX. 2.) Korm. rendelet módosításáról
- 239/2012. (VIII. 30.) Korm. rendelet A kötelező egészségbiztosítás ellátásairól szóló 1997. évi LXXXIII. törvény végrehajtásáról szóló 217/1997. (XII. 1.) Korm. rendelet módosításáról
- 240/2012. (VIII. 30.) Korm. rendelet A gyakorlati képzés költségeinek a szakképzési hozzájárulás terhére történő elszámolásánál figyelembe vehető gyakorlati képzési normatívák mértékéről és a csökkentő tétel számításáról szóló 280/2011. (XII. 20.) Korm. rendelet módosításáról
- 241/2012. (VIII. 30.) Korm. rendelet Az állami olimpiai jutalomról
- 242/2012. (VIII. 31.) Korm. rendelet A nemzeti vagyonnal összefüggésben egyes kormányrendeletek módosításáról
- 243/2012. (VIII. 31.) Korm. rendelet A helyi önkormányzatok adósságrendezési eljárásáról szóló 1996. évi XXV. törvény végrehajtásának egyes kérdéseiről szóló 95/1996. (VII. 4.) Korm. rendelet módosításáról
- 244/2012. (VIII. 31.) Korm. rendelet A felsőoktatási intézmények gazdasági tanácsairól
- 245/2012. (VIII. 31.) Korm. rendelet Egyes műszaki tárgyú kormányrendeletek módosításáról
- 246/2012. (VIII. 31.) Korm. rendelet A Magyar Közigazgatási Ösztöndíjról szóló 228/2011. (X. 28.) Korm. rendelet módosításáról
- 247/2012. (VIII. 31.) Korm. rendelet A mérésügyről szóló törvény végrehajtásáról szóló 127/1991. (X. 9.) Korm. rendelet, valamint a közműves ivóvízellátásról és a közműves szennyvízelvezetésről szóló 38/1995. (IV. 5.) Korm. rendelet módosításáról
- 248/2012. (VIII. 31.) Korm. rendelet A nemzeti felsőoktatásról szóló 2011. évi CCIV. törvény végrehajtásához szükséges egyes rendelkezésekről
- 249/2012. (VIII. 31.) Korm. rendelet A közszolgálati tisztviselők részére adható juttatásokról és egyes illetménypótlékokról

#### Szeptember (250−280)
- 250/2012. (IX. 7.) Korm. rendelet A súlyos mozgáskorlátozott személyek közlekedési kedvezményeiről szóló 102/2011. (VI. 29.) Korm. rendelet módosításáról
- 251/2012. (IX. 7.) Korm. rendelet A környezetvédelmi termékdíjról szóló 2011. évi LXXXV. törvény végrehajtásáról szóló 343/2011. (XII. 29.) Korm. rendelet módosításáról
- 252/2012. (IX. 7.) Korm. rendelet A villamos energiáról szóló 2007. évi LXXXVI. törvény egyes rendelkezéseinek végrehajtásáról szóló 273/2007. (X. 19.) Korm. rendelet és a földgázellátásról szóló 2008. évi XL. törvény rendelkezéseinek végrehajtásáról szóló 19/2009. (I. 30.) Korm. rendelet módosításáról
- 253/2012. (IX. 11.) Korm. rendelet A lakáscélú állami támogatásokról szóló 12/2001. (I. 31.) Korm. rendelet módosításáról
- 254/2012. (IX. 11.) Korm. rendelet A lakás-előtakarékossággal összefüggő egyes kormányrendeletek módosításáról a Magyary Program Egyszerűsítési Programjának végrehajtása céljából
- 255/2012. (IX. 13.) Korm. rendelet A Kapuvári Hús Húsipari Zártkörűen Működő Részvénytársaságnak a csődeljárásról és a felszámolási eljárásról szóló törvény szerinti stratégiailag kiemelt jelentőségű gazdálkodó szervezetté minősítéséről
- 256/2012. (IX. 13.) Korm. rendelet A Kapuvári Bacon Húsipari Korlátolt Felelősségű Társaságnak a csődeljárásról és a felszámolási eljárásról szóló törvény szerinti stratégiailag kiemelt jelentőségű gazdálkodó szervezetté minősítéséről
- 257/2012. (IX. 14.) Korm. rendelet A nagyberuházásokkal összefüggő régészeti feltárások szabályairól
- 258/2012. (IX. 14.) Korm. rendelet A kultúrát és a kulturális örökség megőrzését előmozdító állami támogatásokról szóló 28/2008. (II. 15.) Korm. rendelet módosításáról
- 259/2012. (IX. 14.) Korm. rendelet Az egészségügyi szolgáltatások Egészségbiztosítási Alapból történő finanszírozásának részletes szabályairól szóló 43/1999. (III. 3.) Korm. rendelet módosításáról
- 260/2012. (IX. 14.) Korm. rendelet Az idegennyelv-tudást igazoló államilag elismert nyelvvizsgáztatásról és a külföldön kiállított, idegennyelv-tudást igazoló nyelvvizsga-bizonyítványok Magyarországon történő honosításáról szóló 137/2008. (V. 16.) Korm. rendelet módosításáról
- 261/2012. (IX. 17.) Korm. rendelet A fővárosi és megyei kormányhivatalokról szóló 288/2010. (XII. 21.) Korm. rendelet módosításáról
- 262/2012. (IX. 17.) Korm. rendelet A megyei intézményfenntartó központokról, valamint a megyei önkormányzatok konszolidációjával, a megyei önkormányzati intézmények és a Fővárosi Önkormányzat egészségügyi intézményeinek átvételével összefüggő egyes kormányrendeletek módosításáról szóló 258/2011. (XII. 7.) Korm. rendelet módosításáról
- 263/2012. (IX. 17.) Korm. rendelet A Nemzeti Külgazdasági Hivatalról szóló 265/2010. (XI. 19.) Korm. rendelet módosításáról
- 264/2012. (IX. 17.) Korm. rendelet A Nemzeti Agrárszaktanácsadási, Képzési és Vidékfejlesztési Intézet feladatkörét érintő egyes kormány-rendeletek módosításáról
- 265/2012. (IX. 17.) Korm. rendelet A nukleáris energiával kapcsolatos egyes kormányrendeletek módosításáról
- 266/2012. (IX. 18.) Korm. rendelet A kulturális örökségvédelmi hatóságok kijelöléséről és eljárásaikra vonatkozó általános szabályokról
- 267/2012. (IX. 20.) Korm. rendelet A Korányi Projekthez kapcsolódó beruházások megvalósításával összefüggő közigazgatási hatósági ügyek nemzetgazdasági szempontból kiemelt jelentőségű üggyé nyilvánításáról
- 268/2012. (IX. 20.) Korm. rendelet A MAL Magyar Alumínium Termelő és Kereskedelmi Zártkörűen Működő Részvénytársaság stratégiailag kiemelt jelentőségű gazdálkodó szervezetnek minősítéséről
- 269/2012. (IX. 25.) Korm. rendelet Az olimpiai központokról szóló 38/2004. (III. 12.) Korm. rendelet módosításáról
- 270/2012. (IX. 25.) Korm. rendelet A Kormány egyedi döntéseivel megítélhető regionális beruházási támogatás szabályairól és a Beruházás ösztönzési célelőirányzat felhasználásának szabályairól
- 271/2012. (IX. 26.) Korm. rendelet Az adósságot keletkeztető ügyletekhez történő hozzájárulás részletes szabályairól szóló 353/2011. (XII. 30.) Korm. rendelet módosításáról
- 272/2012. (IX. 28.) Korm. rendelet Egyes foglalkoztatási tárgyú kormányrendeletek módosításáról
- 273/2012. (IX. 28.) Korm. rendelet A közszolgálati tisztviselők továbbképzéséről
- 274/2012. (IX. 28.) Korm. rendelet A rendészeti alapvizsgáról és a rendészeti szakvizsgáról, a Rendészeti Alap- és Szakvizsga Bizottságról, valamint a rendészeti alapvizsga vizsgabiztosi és a rendészeti szakvizsga vizsgabizottsági névjegyzékről
- 275/2012. (IX. 28.) Korm. rendelet Az Országgyűlési Őrséggel összefüggésben egyes kormányrendeletek, valamint az országos településrendezési és építési követelményekről szóló 253/1997. (XII. 20.) Korm. rendelet módosításáról
- 276/2012. (IX. 28.) Korm. rendelet A Kristályház Korlátolt Felelősségű Társaságnak a csődeljárásról és a felszámolási eljárásról szóló törvény szerinti stratégiailag kiemelt jelentőségű gazdálkodó szervezetté minősítéséről
- 277/2012. (IX. 28.) Korm. rendelet Az állami olimpiai jutalomról szóló 241/2012. (VIII. 30.) Korm. rendelet módosításáról
- 278/2012. (IX. 28.) Korm. rendelet A mezőgazdasági és vidékfejlesztési támogatási szerv kijelöléséről szóló 154/2011. (VIII. 10.) Korm. rendelet módosításáról
- 279/2012. (IX. 28.) Korm. rendelet Az Országos Statisztikai Adatgyűjtési Program adatgyűjtéseiről és adatátvételeiről szóló 288/2009. (XII. 15.) Korm. rendelet és a statisztikáról szóló 1993. évi XLVI. törvény végrehajtásáról szóló 170/1993. (XII. 3.) Korm. rendelet módosításáról
- 280/2012. (IX. 28.) Korm. rendelet A vegyifegyverek kifejlesztésének, gyártásának, felhalmozásának és használatának tilalmáról, valamint megsemmisítéséről szóló egyezményből eredő nyilatkozattételi kötelezettségek végrehajtásáról és az ellenőrzés rendjéről szóló 212/1998. (XII. 24.) Korm. rendelet módosításáról

#### Október (281−307)
- 281/2012. (X. 1.) Korm. rendelet a mezőgazdaságban felhasznált gázolaj utáni jövedékiadó-visszatérítés feltételeiről és szabályairól szóló 341/2007. (XII. 15.) Korm. rendelet módosításáról
- 282/2012. (X. 4.) Korm. rendelet Az egyes miniszterek, valamint a Miniszterelnökséget vezető államtitkár feladat- és hatásköréről szóló 212/2010. (VII. 1.) Korm. rendelet módosításáról
- 283/2012. (X. 4.) Korm. rendelet A tanárképzés rendszeréről, a szakosodás rendjéről és a tanárszakok jegyzékéről
- 284/2012. (X. 9.) Korm. rendelet A Magyar Köztársaság Kormánya és az Orosz Föderáció Kormánya között a földgáz Magyar Köztársaság területén történő tranzitszállítását szolgáló gázvezeték megépítésével kapcsolatos együttműködésről szóló, 2008. február 28. napján aláírt, a 45/2008. (II. 29.) Korm. rendelettel kihirdetett Megállapodás módosításáról szóló, jegyzékváltás útján létrejött Megállapodás kihirdetéséről
- 285/2012. (X. 9.) Korm. rendelet Az EU Önerő Alap felhasználásának részletes szabályairól
- 286/2012. (X. 11.) Korm. rendelet Egyes kormányrendeleteknek az Alaptörvénnyel és a Katonai Nemzetbiztonsági Szolgálat létrehozásával összefüggő módosításáról
- 287/2012. (X. 11.) Korm. rendelet A nyugellátások és egyes más ellátások 2012. évi kiegészítő emeléséről
- 288/2012. (X. 11.) Korm. rendelet Az egészségügyi szolgáltatások Egészségbiztosítási Alapból történő finanszírozásának részletes szabályairól szóló 43/1999. (III. 3.) Korm. rendelet, valamint az ivóvíz minőségi követelményeiről és az ellenőrzés rendjéről szóló 201/2001. (X. 25.) Korm. rendelet módosításáról
- 289/2012. (X. 11.) Korm. rendelet A vasúti építmények építésügyi hatósági engedélyezési eljárásainak részletes szabályairól
- 290/2012. (X. 15.) Korm. rendelet A vízgazdálkodási hatósági jogkör gyakorlásáról szóló 72/1996. (V. 22.) Korm. rendelet és a vizek hasznosítását, védelmét és kártételeinek elhárítását szolgáló tevékenységekre és létesítményekre vonatkozó általános szabályokról szóló 147/2010. (IV. 29.) Korm. rendelet módosításáról
- 291/2012. (X. 15.) Korm. rendelet Az egyes gazdálkodó szervezetek részére nyújtott 2012. évi egyedi támogatásokról, költségtérítésekről, valamint az egyéb vállalati támogatások mértékéről és felhasználási szabályairól szóló 15/2012. (II. 16.) Korm. rendelet módosításáról
- 292/2012. (X. 15.) Korm. rendelet A 306. számú, Miskolc megyei jogú várost északról (az M30 és a 26. számú főút között) elkerülő főút II. ütemével összefüggő közigazgatási hatósági ügyek kiemelt jelentőségű üggyé nyilvánításáról és az eljáró hatóságok kijelöléséről
- 293/2012. (X. 16.) Korm. rendelet Az egyes miniszterek, valamint a Miniszterelnökséget vezető államtitkár feladat- és hatásköréről szóló 212/2010. (VII. 1.) Korm. rendelet módosításáról
- 294/2012. (X. 16.) Korm. rendelet A szomszédos államokban élő magyarokról szóló 2001. évi LXII. törvény hatálya alá tartozó személyek diákkedvezményeiről szóló 319/2001. (XII. 29.) Korm. rendelet és a szomszédos államokban élő magyarokról szóló 2001. évi LXII. törvény pedagógusokat és oktatókat érintő rendelkezéseinek végrehajtásáról szóló 206/2003. (XII. 10.) Korm. rendelet módosításáról
- 295/2012. (X. 16.) Korm. rendelet Az üvegházhatású gázok kibocsátásával kapcsolatos hitelesítési tevékenységet végző szervezetek akkreditálásáról és nyilvántartásáról
- 296/2012. (X. 17.) Korm. rendelet A járási (fővárosi kerületi) hivatalok kialakításával összefüggésben egyes kormányrendeletek módosításáról
- 297/2012. (X. 25.) Korm. rendelet A Déli Áramlat földgázszállító-vezeték kiépítéséhez és a vezeték üzemszerű működtetéséhez kapcsolódó beruházások megvalósításával összefüggő közigazgatási hatósági ügyek kiemelt jelentőségű üggyé nyilvánításáról és az eljáró hatóságok kijelöléséről
- 298/2012. (X. 25.) Korm. rendelet A Magyar Kármentő Alapról szóló 252/2010. (X. 21.) Korm. rendelet módosításáról
- 299/2012. (X. 26.) Korm. rendelet Az ELI (Extreme Light Infrastructure) integrált európai kutatási nagyberendezés magyarországi megvalósításával összefüggő közigazgatási hatósági ügyek kiemelt jelentőségű üggyé nyilvánításáról szóló 97/2011. (VI. 29.) Korm. rendelet módosításáról
- 300/2012. (X. 26.) Korm. rendelet Egyes kormányrendeletek központosított informatikai és elektronikus hírközlési szolgáltatásokkal összefüggő módosításáról
- 301/2012. (X. 26.) Korm. rendelet A Széchenyi Pihenő Kártya kibocsátásának és felhasználásának szabályairól szóló 55/2011. (IV. 12.) Korm. rendelet módosításáról
- 302/2012. (X. 26.) Korm. rendelet A BBCA Szolnok Biokémia Zrt. Szolnoki Ipari Parkban megvalósuló citromsavat előállító üzemének beruházásával összefüggő közigazgatási hatósági ügyek kiemelt jelentőségű üggyé nyilvánításáról
- 303/2012. (X. 26.) Korm. rendelet A temetőkről és a temetkezésről szóló 1999. évi XLIII. törvény végrehajtásáról szóló 145/1999. (X. 1.) Korm. rendelet módosításáról
- 304/2012. (X. 27.) Korm. rendelet Az államháztartásról szóló törvény végrehajtásáról szóló 368/2011. (XII. 31.) Korm. rendelet módosításáról
- 305/2012. (X. 29.) Korm. rendelet A Közigazgatási és Igazságügyi Hivatalról szóló 177/2012. (VII. 26.) Korm. rendelet, valamint az egyes miniszterek, valamint a Miniszterelnökséget vezető államtitkár feladat- és hatásköréről szóló 212/2010. (VII. 1.) Korm. rendelet módosításáról
- 306/2012. (X. 29.) Korm. rendelet Egyes fogyasztóvédelmi tárgyú kormányrendeletek módosításáról
- 307/2012. (X. 29.) Korm. rendelet A fogyasztóvédelmi hatóság által kiszabott egyes bírságokról

#### November (308−333)
- 308/2012. (XI. 6.) Korm. rendelet Az emberen végzett orvostudományi kutatásokról szóló kormányrendelet, valamint egyéb egészségügyi tárgyú kormányrendeletek módosításáról [1]
- 309/2012. (XI. 6.) Korm. rendelet Az előadó-művészeti szervezetek működésével összefüggő közigazgatási hatósági és szolgáltatási feladatokat ellátó szervezet kijelöléséről[1]
- 310/2012. (XI. 6.) Korm. rendelet A Forster Gyula Nemzeti Örökséggazdálkodási és Szolgáltatási Központról [1]
- 311/2012. (XI. 7.) Korm. rendelet Az ikerintézményi program fejlesztési tevékenységének ellátásáról és a projektjei lebonyolításának szabályairól, valamint a projektekben résztvevő szakértőkre vonatkozó szabályokról [2]
- 312/2012. (XI. 8.) Korm. rendelet Az építésügyi és építésfelügyeleti hatósági eljárásokról és ellenőrzésekről, valamint az építésügyi hatósági szolgáltatásról
- 313/2012. (XI. 8.) Korm. rendelet Az Építésügyi Dokumentációs és Információs Központról, valamint az Országos Építésügyi Nyilvántartásról
- 314/2012. (XI. 8.) Korm. rendelet A településfejlesztési koncepcióról, az integrált településfejlesztési stratégiáról és a településrendezési eszközökről, valamint egyes településrendezési sajátos jogintézményekről
- 315/2012. (XI. 13.) Korm. rendelet A nemzeti köznevelésről szóló törvény végrehajtásáról rendelkező 229/2012. (VIII. 28.) Korm. rendelet módosításáról
- 316/2012. (XI. 13.) Korm. rendelet A Szociális és Gyermekvédelmi Főigazgatóságról
- 317/2012. (XI. 13.) Korm. rendelet Egyes szociális, gyermekjóléti és gyermekvédelmi szolgáltatási tárgyú kormányrendeletek módosításáról
- 318/2012. (XI. 13.) Korm. rendelet A fenntartható bioüzemanyag-termelés követelményeiről és igazolásáról szóló 343/2010. (XII. 28.) Korm. rendelet módosításáról
- 319/2012. (XI. 13.) Korm. rendelet Az egyes rendészeti feladatokat ellátó személyek tevékenységéről, valamint egyes törvényeknek az iskolakerülés elleni fellépést biztosító módosításáról szóló 2012. évi CXX. törvényhez kapcsolódó egyes kormányrendeletek módosításáról
- 320/2012. (XI. 14.) Korm. rendelet a megújuló energiaforrásból vagy hulladékból nyert energiával termelt villamos energia, valamint a kapcsoltan termelt villamos energia kötelező átvételéről és átvételi áráról szóló 389/2007. (XII. 23.) Korm. rendelet módosításáról
- 321/2012. (XI. 16.) Korm. rendelet A területszervezési eljárásról
- 322/2012. (XI. 16.) Korm. rendelet Az építésüggyel összefüggő egyes kormányrendeletek módosításáról
- 323/2012. (XI. 16.) Korm. rendelet A Nemzeti Közlekedési Hatóságról szóló 263/2006. (XII. 20.) Korm. rendelet módosításáról
- 324/2012. (XI. 16.) Korm. rendelet A vasúti közlekedés biztonságával összefüggő munkaköröket betöltő munkavállalókkal szemben támasztott egészségügyi követelményekről és az egészségügyi vizsgálat rendjéről szóló 203/2009. (IX. 18.) Korm. rendelet módosításáról
- 325/2012. (XI. 16.) Korm. rendelet A transzeurópai közlekedési hálózat projektjeihez juttatott TEN-T támogatás felhasználásáról szóló 150/2005. (VII. 29.) Korm. rendelet módosításáról
- 326/2012. (XI. 16.) Korm. rendelet Az EGT Finanszírozási Mechanizmus és a Norvég Finanszírozási Mechanizmus 2009–2014-es időszakának végrehajtási rendjéről
- 327/2012. (XI. 16.) Korm. rendelet A megváltozott munkaképességű munkavállalókat foglalkoztató munkáltatók akkreditációjáról, valamint a megváltozott munkaképességű munkavállalók foglalkoztatásához nyújtható költségvetési támogatásokról
- 328/2012. (XI. 16.) Korm. rendelet A budapesti Kossuth Lajos téri beruházáshoz kapcsolódó egyes beszerzéseknek a minősített adatot, az ország alapvető biztonsági, nemzetbiztonsági érdekeit érintő vagy a különleges biztonsági intézkedést igénylő beszerzések sajátos szabályairól szóló 218/2011. (X. 19.) Korm. rendelet 7. § (5) bekezdés a) pontja szerinti minősítéséről szóló 18/2012. (II. 16.) Korm. rendelet módosításáról
- 329/2012. (XI. 16.) Korm. rendelet A mosó- és tisztítószerek forgalomba hozatalának feltételeiről és az ellenőrzés rendjéről
- 330/2012. (XI. 26.) Korm. rendelet a Magyar Köztársaság Kormánya és a Vietnámi Szocialista Köztársaság Kormánya között 2008. május 16-án Hanoiban létrejött pénzügyi együttműködési keretprogram kialakításáról szóló megállapodás módosításáról szóló jegyzékváltással létrejött egyezmény kihirdetéséről
- 331/2012. (XI. 28.) Korm. rendelet A 2013/2014-es tanévre vonatkozó szakmaszerkezeti döntésről, a 2013/2014-es tanévben induló képzésekben szakiskolai tanulmányi ösztöndíjra jogosító szakképesítésekről, valamint egyes szakképzési tárgyú kormányrendeletek módosításáról
- 332/2012. (XI. 28.) Korm. rendelet Az államháztartásról szóló törvény végrehajtásáról szóló 368/2011. (XII. 31.) Korm. rendelet módosításáról
- 333/2012. (XI. 28.) Korm. rendelet Az EU Önerő Alap felhasználásának részletes szabályairól szóló 285/2012. (X. 9.) Korm. rendelet módosításáról

#### December (334−447)
- 334/2012. (XII. 4.) Korm. rendelet Az Országos Bírósági Hivatal vagyonkezelésében lévő, a Budapest Környéki Törvényszék elhelyezéséül szolgáló ingatlan átalakításával és felújításával összefüggő közigazgatási hatósági ügyek kiemelt jelentőségű üggyé nyilvánításáról és az eljáró hatóságok kijelöléséről
- 335/2012. (XII. 4.) Korm. rendelet A postai szolgáltatások nyújtásának és a hivatalos iratokkal kapcsolatos postai szolgáltatás részletes szabályairól, valamint a postai szolgáltatók általános szerződési feltételeiről és a postai szolgáltatásból kizárt vagy feltételesen szállítható küldeményekről
- 336/2012. (XII. 4.) Korm. rendelet Az Egyetemes Postai Szolgáltatást Támogató Számla működésének részletes szabályairól
- 337/2012. (XII. 4.) Korm. rendelet A teljes hiteldíj mutató meghatározásáról, számításáról és közzétételéről szóló 83/2010. (III. 25.) Korm. rendelet módosításáról
- 338/2012. (XII. 4.) Korm. rendelet Az egyes egészségügyi tárgyú kormányrendeleteknek az egészségügyi dolgozók és egészségügyben dolgozók 2012. évi illetmény- vagy bérnövelésével összefüggő módosításáról
- 339/2012. (XII. 4.) Korm. rendelet Az állam által vállalt kezesség előkészítésének és a kezesség beváltásának eljárási rendjéről szóló 110/2006. (V. 5.) Korm. rendelet módosításáról
- 340/2012. (XII. 5.) Korm. rendelet Az Országos Statisztikai Adatgyűjtési Program adatgyűjtéseiről és adatátvételeiről szóló 288/2009. (XII. 15.) Korm. rendelet módosításáról
- 341/2012. (XII. 5.) Korm. rendelet A stratégiailag kiemelt jelentőségű gazdálkodó szervezetek csődeljárásában és felszámolási eljárásában közreműködő állami felszámoló kijelöléséről szóló 358/2011. (XII. 30.) Korm. rendelet, továbbá a stratégiailag kiemelt jelentőségű gazdálkodó szervezetek csődeljárásában és felszámolási eljárásában közreműködő állami felszámoló adatainak nyilvántartásba vételével és közigazgatási hatósági ellenőrzésével összefüggő eljárási szabályokról szóló 357/2011. (XII. 30.) Korm. rendelet módosításáról	27341
- 342/2012. (XII. 5.) Korm. rendelet Az R-CO Ingatlanforgalmazó Zártkörűen Működő Részvénytársaság stratégiailag kiemelt jelentőségű gazdálkodó szervezetté minősítéséről
- 343/2012. (XII. 5.) Korm. rendelet A SZALÓK HOLDING Ingatlanfejlesztő és Hasznosító Zártkörűen Működő Részvénytársaság stratégiailag kiemelt jelentőségű gazdálkodó szervezetté minősítéséről
- 344/2012. (XII. 6.) Korm. rendelet A Magyarország Kormánya és Montenegró Kormánya közötti tudományos és technológiai együttműködési megállapodás kihirdetéséről
- 345/2012. (XII. 6.) Korm. rendelet Egyes közlekedésfejlesztési projektekkel összefüggő közigazgatási hatósági ügyek nemzetgazdasági szempontból kiemelt jelentőségű üggyé nyilvánításáról és az eljáró hatóságok kijelöléséről
- 346/2012. (XII. 11.) Korm. rendelet A Nemzetstratégiai Kutatóintézet létrehozásáról
- 347/2012. (XII. 11.) Korm. rendelet A kéményseprő-ipari közszolgáltatásról szóló törvény végrehajtásáról
- 348/2012. (XII. 11.) Korm. rendelet A vizek hasznosítását, védelmét és kártételeinek elhárítását szolgáló tevékenységekre és létesítményekre vonatkozó általános szabályokról szóló 147/2010. (IV. 29.) Korm. rendelet módosításáról
- 349/2012. (XII. 12.) Korm. rendelet Egyes szakosított szociális és gyermekvédelmi szakellátási intézmények állami átvételének részletes szabályairól és egyes kormányrendeletek módosításáról
- 350/2012. (XII. 12.) Korm. rendelet A foglalkozás-egészségügyi szolgálatról szóló 89/1995. (VII. 14.) Korm. rendelet, valamint a térítési díj ellenében igénybe vehető egyes egészségügyi szolgáltatások térítési díjáról szóló 284/1997. (XII. 23.) Korm. rendelet közfoglalkoztatással összefüggő módosításáról
- 351/2012. (XII. 12.) Korm. rendelet A Kormányzati Ellenőrzési Hivatalról szóló 355/2011. (XII. 30.) Korm. rendelet, továbbá az államháztartásról szóló törvény végrehajtásáról szóló 368/2011. (XII. 31.) Korm. rendelet módosításáról
- 352/2012. (XII. 13.) Korm. rendelet A járási (fővárosi kerületi) hivatalok által megállapítandó szociális és gyermekvédelmi pénzbeli ellátásokkal összefüggő egyes jogszabályok módosításáról
- 353/2012. (XII. 13.) Korm. rendelet Az agrár- és vidékfejlesztési állami támogatásokkal kapcsolatos egyes eljárási kérdésekről
- 354/2012. (XII. 13.) Korm. rendelet Az emberkereskedelem áldozatai azonosításának rendjéről
- 355/2012. (XII. 13.) Korm. rendelet Az aláírási címpéldány és cégkivonat csatolására vonatkozó egyszerűsítéssel összefüggő egyes kormányrendeletek módosításáról
- 356/2012. (XII. 13.) Korm. rendelet A nemzeti mobil fizetési rendszerről szóló törvény végrehajtásáról
- 357/2012. (XII. 13.) Korm. rendelet Az államháztartás szervezetei beszámolási és könyvvezetési kötelezettségének sajátosságairól szóló 249/2000. (XII. 24.) Korm. rendelet, valamint a könyvviteli szolgáltatást végzők nyilvántartásba vételéről szóló 93/2002. (V. 5.) Korm. rendelet módosításáról
- 358/2012. (XII. 13.) Korm. rendelet A Nemzeti Települési Szennyvízelvezetési és -tisztítási Megvalósítási Programról szóló 25/2002. (II. 27.) Korm. rendelet módosításáról
- 359/2012. (XII. 13.) Korm. rendelet A biztonsági okmányok védelmének rendjéről szóló 86/1996. (VI. 14.) Korm. rendelet módosításáról
- 360/2012. (XII. 17.) Korm. rendelet A Magyarország Kormánya és Georgia Kormánya között az Európai Unió és Georgia között az engedély nélkül tartózkodó személyek visszafogadásáról szóló, Brüsszelben, 2010. november 22-én aláírt Megállapodás végrehajtásáról szóló Jegyzőkönyv kihirdetéséről
- 361/2012. (XII. 17.) Korm. rendelet Az ENSZ Éghajlatváltozási Keretegyezménye és annak Kiotói Jegyzőkönyve végrehajtási keretrendszeréről szóló 2007. évi LX. törvény végrehajtásának egyes szabályairól szóló 323/2007. (XII. 11.) Korm. rendelet módosításáról
- 362/2012. (XII. 17.) Korm. rendelet Az Európai Unió vagy más nemzetközi szervezet felé vállalt kötelezettséggel összefüggő beruházás megvalósítása érdekében szükséges intézkedésekről szóló 170/2012. (VII. 23.) Korm. rendelet módosításáról
- 363/2012. (XII. 17.) Korm. rendelet Az Óvodai nevelés országos alapprogramjáról
- 364/2012. (XII. 17.) Korm. rendelet A védett személyek és a kijelölt létesítmények védelméről szóló 160/1996. (XI. 5.) Korm. rendelet módosításáról
- 365/2012. (XII. 17.) Korm. rendelet A Magyar Államkincstárról szóló 311/2006. (XII. 23.) Korm. rendelet módosításáról
- 366/2012. (XII. 17.) Korm. rendelet A Nemzeti Adó- és Vámhivatal szervezetéről és egyes szervek kijelöléséről szóló 273/2010. (XII. 9.) Korm. rendelet és egyes kapcsolódó kormányrendeletek módosításáról
- 367/2012. (XII. 17.) Korm. rendelet A BM Országos Katasztrófavédelmi Főigazgatóság piacfelügyeleti eljárásának részletes szabályairól
- 368/2012. (XII. 17.) Korm. rendelet A tűzvédelmi hatósági feladatokat ellátó szervezetekről, a tűzvédelmi bírságról és a tűzvédelemmel foglalkozók kötelező élet- és balesetbiztosításáról szóló 259/2011. (XII. 7.) Korm. rendelet, valamint a katasztrófavédelemről és a hozzá kapcsolódó egyes törvények módosításáról szóló 2011. évi CXXVIII. törvény végrehajtásáról szóló 234/2011. (XI. 10.) Korm. rendelet módosításáról
- 369/2012. (XII. 17.) Korm. rendelet A jogosult állatorvos hatásköréről és a működésével kapcsolatos részletes szabályokról szóló 113/2006. (V. 12.) Korm. rendelet módosításáról
- 370/2012. (XII. 17.) Korm. rendelet A vízgazdálkodási hatósági jogkör gyakorlásáról szóló 72/1996. (V. 22.) Korm. rendelet módosításáról
- 371/2012. (XII. 17.) Korm. rendelet A környezeti hatásvizsgálati és az egységes környezethasználati engedélyezési eljárásról szóló 314/2005. (XII. 25.) Korm. rendelet módosításáról
- 372/2012. (XII. 17.) Korm. rendelet A MAL Magyar Alumínium Termelő és Kereskedelmi Zártkörűen Működő Részvénytársaság stratégiailag kiemelt jelentőségű gazdálkodó szervezetnek minősítéséről szóló 268/2012. (IX. 20.) Korm. rendelet módosításáról
- 373/2012. (XII. 18.) Korm. rendelet A magyar igazolvány és a magyar hozzátartozói igazolvány kiadásával kapcsolatos eljárásról szóló 318/2001. (XII. 29.) Korm. rendelet módosításáról
- 374/2012. (XII. 18.) Korm. rendelet Egyes veszélyes anyagok elektromos és elektronikus berendezésekben való alkalmazásának korlátozásáról
- 375/2012. (XII. 19.) Korm. rendelet Az európai közösségi jelentőségű természetvédelmi rendeltetésű területekről szóló 275/2004. (X. 8.) Korm. rendelet módosításáról
- 376/2012. (XII. 19.) Korm. rendelet Az egészségügyi szolgáltatók gyógyszerrendelésének és kiszolgáltatásának értékeléséről, valamint a házi-orvosi és a gyógyszertári érdekeltségi rendszer kialakításáról szóló 364/2010. (XII. 30.) Korm. rendelet módosításáról
- 377/2012. (XII. 19.) Korm. rendelet A nyugellátások és egyes más ellátások 2013. január havi emeléséről
- 378/2012. (XII. 19.) Korm. rendelet A társadalombiztosítás ellátásaira és a magánnyugdíjra jogosultakról, valamint e szolgáltatások fedezetéről szóló 1997. évi LXXX. törvény végrehajtásáról szóló 195/1997. (XI. 5.) Korm. rendelet módosításáról
- 379/2012. (XII. 19.) Korm. rendelet Az otthonteremtéssel összefüggő egyes kormányrendeletek módosításáról
- 380/2012. (XII. 19.) Korm. rendelet Az egészséges ivóvíz biztosításához szükséges egyes beruházásokkal összefüggő közigazgatási hatósági ügyek kiemelt jelentőségű üggyé nyilvánításáról és az eljáró hatóságok kijelöléséről
- 381/2012. (XII. 19.) Korm. rendelet Az európai uniós versenyjogi értelemben vett állami támogatásokkal kapcsolatos eljárásról és a regionális támogatási térképről szóló 37/2011. (III. 22.) Korm. rendelet módosításáról
- 382/2012. (XII. 19.) Korm. rendelet A számviteli törvényhez kapcsolódó, sajátos számviteli szabályokat tartalmazó kormányrendeletek módosításáról
- 383/2012. (XII. 19.) Korm. rendelet A Nemzeti Jogszabálytárról szóló 338/2011. (XII. 29.) Korm. rendelet módosításáról
- 384/2012. (XII. 19.) Korm. rendelet A Bethlen Gábor Alapról szóló 2010. évi CLXXXII. törvény végrehajtásáról szóló 367/2010. (XII. 30.) Korm. rendelet módosításáról
- 385/2012. (XII. 19.) Korm. rendelet A Nemzeti Eszközkezelő Zrt. működésével kapcsolatos egyes kormányrendeletek módosításáról
- 386/2012. (XII. 19.) Korm. rendelet Az államhatár vonalát rögzítő okmányok nyilvántartási példányai kezelésének, tárolásának rendjéről és a változások átvezetésének szabályairól
- 387/2012. (XII. 19.) Korm. rendelet A doktori iskolákról, a doktori eljárások rendjéről és a habilitációról
- 388/2012. (XII. 19.) Korm. rendelet A központi államigazgatási szerveknél és azok helyi szerveinél alkalmazott ösztöndíjasok foglalkoztatója által igényelhető költségvetési támogatásról
- 389/2012. (XII. 19.) Korm. rendelet A Budapest, Római-parti árvízvédelmi védmű megvalósításával összefüggő közigazgatási hatósági ügyek kiemelt jelentőségű üggyé nyilvánításáról és az eljáró hatóságok kijelöléséről
- 390/2012. (XII. 20.) Korm. rendelet A kötelező legkisebb munkabér (minimálbér) és a garantált bérminimum megállapításáról
- 391/2012. (XII. 20.) Korm. rendelet A járási (fővárosi kerületi) hivatalokról szóló 218/2012. (VIII. 13.) Korm. rendelet Balatonvilágos megyeváltásával összefüggő módosításáról
- 392/2012. (XII. 20.) Korm. rendelet A Magyar Közigazgatási Ösztöndíjról szóló 228/2011. (X. 28.) Korm. rendelet módosításáról
- 393/2012. (XII. 20.) Korm. rendelet A régészeti örökség és a műemléki érték védelmével kapcsolatos szabályokról
- 394/2012. (XII. 20.) Korm. rendelet A kulturális örökségvédelmi szervezetrendszer átalakításával összefüggésben egyes kormányrendeletek módosításáról
- 395/2012. (XII. 20.) Korm. rendelet Az örökségvédelmi hatástanulmányról
- 396/2012. (XII. 20.) Korm. rendelet A Nemzeti Adó- és Vámhivatalnál foglalkoztatott kormánytisztviselők és pénzügyőrök képesítési előírásairól
- 397/2012. (XII. 20.) Korm. rendelet Egyes pénzügyi tárgyú kormányrendeletek módosításáról
- 398/2012. (XII. 20.) Korm. rendelet A mikrogazdálkodói egyszerűsített éves beszámolóról
- 399/2012. (XII. 20.) Korm. rendelet A légi távérzékelés engedélyezésének és a távérzékelési adatok használatának rendjéről
- 400/2012. (XII. 20.) Korm. rendelet A vizek hasznosítását, védelmét és kártételeinek elhárítását szolgáló tevékenységekre és létesítményekre vonatkozó általános szabályokról szóló 147/2010. (IV. 29.) Korm. rendelet módosításáról
- 401/2012. (XII. 28.) Korm. rendelet A szakértői nyilvántartó szerv, valamint a büntetőeljárás alá vont és az elítélt személy DNS-profiljának meghatározásában közreműködő szerv kijelöléséről
- 402/2012. (XII. 28.) Korm. rendelet Egyes kormányrendeleteknek a közigazgatási hatósági eljárás és szolgáltatás általános szabályairól szóló 2004. évi CXL. törvénnyel összefüggő módosításáról
- 403/2012. (XII. 28.) Korm. rendelet Az egyes kormányrendeleteknek a járásbíróságok, valamint a közigazgatási és munkaügyi bíróságok működésének megkezdésével összefüggő módosításáról
- 404/2012. (XII. 28.) Korm. rendelet A földhivatalokról, a Földmérési és Távérzékelési Intézetről, a Földrajzinév Bizottságról és az ingatlan-nyilvántartási eljárás részletes szabályairól szóló 338/2006. (XII. 23.) Korm. rendelet, valamint a nemzeti adatvagyon körébe tartozó állami nyilvántartások adatfeldolgozásának biztosításáról szóló 38/2011. (III. 22.) Korm. rendelet módosításáról
- 405/2012. (XII. 28.) Korm. rendelet A részarány földkiadás során keletkezett osztatlan közös tulajdon megszüntetésének részletes szabályairól
- 406/2012. (XII. 28.) Korm. rendelet A sajátos építményfajták körébe tartozó honvédelmi és katonai célú építményekre vonatkozó építésügyi hatósági engedélyezési eljárások szabályairól szóló 40/2002. (III. 21.) Korm. rendelet módosításáról
- 407/2012. (XII. 28.) Korm. rendelet A Magyar Művészeti Akadémia kultúrstratégiai szerepének megerősítése érdekében egyes kormány-rendeletek módosításáról
- 408/2012. (XII. 28.) Korm. rendelet A költségvetési szerveknél és az egyházak közcélú tevékenységet folytató intézményeinél foglalkoztatottak 2013. évi kompenzációjáról
- 409/2012. (XII. 28.) Korm. rendelet Az úti okmánnyal, a jármű származásellenőrzésével, a hatósági okmányokkal, az idegenrendészettel összefüggő eljárások egyszerűsítéséről, valamint a rendészeti tárgyú joganyagot érintő módosításokról, továbbá egyes kormányrendeleteknek a harmadik országbeli állampolgárok beutazásáról és tartózkodásáról szóló 2007. évi II. törvény módosításával összefüggésben szükséges módosításáról
- 410/2012. (XII. 28.) Korm. rendelet Az üvegházhatású gázok közösségi kereskedelmi rendszerében és az erőfeszítés-megosztási határozat végrehajtásában való részvételről szóló 2012. évi CCXVII. törvény végrehajtásának egyes szabályairól
- 411/2012. (XII. 28.) Korm. rendelet Egyes bányászattal összefüggő kormányrendeletek módosításáról
- 412/2012. (XII. 28.) Korm. rendelet A Széchenyi Pihenő Kártya kibocsátásának és felhasználásának szabályairól szóló 55/2011. (IV.12.) Korm. rendelet módosításáról
- 413/2012. (XII. 29.) Korm. rendelet Az államháztartásról szóló törvény végrehajtásáról szóló 368/2011. (XII. 31.) Korm. rendelet módosításáról
- 414/2012. (XII. 29.) Korm. rendelet A fővárosi és megyei kormányhivatalok működésével összefüggésben egyes kormányrendeletek módosításáról
- 415/2012. (XII. 29.) Korm. rendelet Egyes közszolgálati tárgyú kormányrendeletek módosításáról
- 416/2012. (XII. 29.) Korm. rendelet Az egyes szolgálati jogviszonnyal összefüggő törvények módosításáról szóló törvénnyel összefüggésben a fegyveres szervek hivatásos állományú tagjainak szolgálati viszonyáról szóló 1996. évi XLIII. törvény egyes kormányrendeleti szintű végrehajtási rendeleteinek módosításáról
- 417/2012. (XII. 29.) Korm. rendelet Az anyakönyvi eljárásokra, az állampolgársági eljárásokra és a személyiadat- és lakcímnyilvántartással összefüggő eljárásokra vonatkozó egyes kormányrendeleteknek a Magyary Egyszerűsítési Programmal összefüggő módosításáról
- 418/2012. (XII. 29.) Korm. rendelet Egyes közlekedés-igazgatással és állat-egészségügyi igazgatással összefüggő kormányrendeletek módosításáról
- 419/2012. (XII. 29.) Korm. rendelet' A megyei intézményfenntartó központok működésével összefüggő egyes kormányrendeletek módosításáról
- 420/2012. (XII. 29.) Korm. rendelet A gyermek születése esetén az apát megillető pótszabadsággal összefüggő költségek megtérítéséről
- 421/2012. (XII. 29.) Korm. rendelet A közfoglalkoztatással összefüggésben egyes kormányrendeletek módosításáról
- 422/2012. (XII. 29.) Korm. rendelet A központosított illetményszámfejtés szabályairól
- 423/2012. (XII. 29.) Korm. rendelet A felsőoktatási felvételi eljárásról
- 424/2012. (XII. 29.) Korm. rendelet A Nyugdíjbiztosítási Alap kezeléséért felelős nyugdíjbiztosítási szerv, az egészségbiztosítási szerv, a rehabilitációs hatóság, az állami foglalkoztatási szerv és a munkaügyi hatóság részére az állami adóhatóság által teljesített adatátadás részletes szabályairól
- 425/2012. (XII. 29.) Korm. rendelet Egyes nyugdíjbiztosítási és szociális tárgyú kormányrendeletek módosításáról
- 426/2012. (XII. 29.) Korm. rendelet Az egyes bányászati dolgozók társadalombiztosítási kedvezményeiről szóló 23/1991. (II. 9.) Korm. rendelet módosításáról
- 427/2012. (XII. 29.) Korm. rendelet A Magyar Művészeti Akadémia tagjainak életjáradékáról
- 428/2012. (XII. 29.) Korm. rendelet A nemzetiségi célú előirányzatokból nyújtott támogatások feltételrendszeréről és elszámolásának rendjéről
- 429/2012. (XII. 29.) Korm. rendelet A földhasználati nyilvántartás részletes szabályairól szóló 356/2007. (XII. 23.) Korm. rendelet módosításáról
- 430/2012. (XII. 29.) Korm. rendelet A magyarországi hivatalos földrajzi nevek megállapításáról és nyilvántartásáról szóló 303/2007. (XI. 14.) Korm. rendelet módosításáról
- 431/2012. (XII. 29.) Korm. rendelet A Nemzeti Eszközkezelő Zrt. működésével kapcsolatos egyes szabályokról szóló 128/2012. (VI. 26.) Korm. rendeletnek az Ócsán megvalósuló Szociális Családiház-építési Programmal összefüggő módosításáról
- 432/2012. (XII. 29.) Korm. rendelet A Fővárosi Önkormányzat kezelésében lévő főútvonalak, közutak és közterületek kijelöléséről
- 433/2012. (XII. 29.) Korm. rendelet A hitelintézetek és a pénzügyi vállalkozások éves beszámoló készítési és könyvvezetési kötelezettségének sajátosságairól szóló 250/2000. (XII. 24.) Korm. rendelet módosításáról
- 434/2012. (XII. 29.) Korm. rendelet A Magyar Export-Import Bank Részvénytársaság kamatkiegyenlítési rendszeréről szóló 85/1998. (V. 6.) Korm. rendelet módosításáról
- 435/2012. (XII. 29.) Korm. rendelet A Magyar Export-Import Bank Zrt. által az állam készfizető kezessége mellett vállalható garanciák, valamint a deviza- és kamatcsere ügyletek pótlási- és kamatköltségei feltételeiről és részletes szabályairól
- 436/2012. (XII. 29.) Korm. rendelet Az Eximbank által folyósítható kötött segélyhitelek feltételeiről és a segélyhitelnyújtás részletes szabályairól szóló 232/2003. (XII. 16.) Korm. rendelet módosításáról
- 437/2012. (XII. 29.) Korm. rendelet A Magyar Exporthitel Biztosító Részvénytársaság által a központi költségvetés terhére, a Kormány készfizető kezessége mellett vállalható nem piacképes kockázatú biztosítások feltételeiről szóló 312/2001. (XII. 28.) Korm. rendelet módosításáról
- 438/2012. (XII. 29.) Korm. rendelet A közszolgáltató hulladékgazdálkodási tevékenységéről és a hulladékgazdálkodási közszolgáltatás végzésének feltételeiről
- 439/2012. (XII. 29.) Korm. rendelet A hulladékgazdálkodási tevékenységek nyilvántartásba vételéről, valamint hatósági engedélyezéséről
- 440/2012. (XII. 29.) Korm. rendelet A hulladékkal kapcsolatos nyilvántartási és adatszolgáltatási kötelezettségekről
- 441/2012. (XII. 29.) Korm. rendelet A hulladékról szóló törvénnyel összefüggésben egyes kormányrendeletek módosításáról
- 442/2012. (XII. 29.) Korm. rendelet A csomagolásról és a csomagolási hulladékkal kapcsolatos hulladékgazdálkodási tevékenységekről
- 443/2012. (XII. 29.) Korm. rendelet Az elektromos és elektronikus berendezésekkel kapcsolatos hulladékgazdálkodási tevékenységekről
- 444/2012. (XII. 29.) Korm. rendelet A hulladékká vált gépjárművekről
- 445/2012. (XII. 29.) Korm. rendelet az elem- és akkumulátorhulladékkal kapcsolatos hulladékgazdálkodási tevékenységekről
- 446/2012. (XII. 29.) Korm. rendelet a Bridgestone Tatabánya Termelő Kft. Tatabányai Ipari Parkban megvalósuló új személygépkocsi gumiabroncs gyártó üzemének beruházásával összefüggő közigazgatási hatósági ügyek kiemelt jelentőségű üggyé nyilvánításáról
- 447/2012. (XII. 29.) Korm. rendelet Egyes egészségügyi és egészségbiztosítási tárgyú kormányrendeletek módosításáról

### Egyéb fontosabb jogszabályok

#### Miniszteri rendeletek

##### Január
- 1/2012. (I. 3.) MNB rendelet A kötelező jegybanki tartalék után fizetendő kamat mértékéről
- 1/2012. (I. 3.) NMHH rendelet Egyes azonosítógazdálkodással összefüggő NMHH rendeletek módosításáról
- 1/2012. (I. 3.) BM rendelet Az igazságügyi és rendészeti miniszter hatáskörébe tartozó szakképesítések szakmai és vizsgakövetelményeinek kiadásáról szóló 15/2008. (VII. 28.) IRM rendelet, valamint az önkormányzati és területfejlesztési miniszter hatáskörébe tartozó szakképesítések szakmai és vizsgakövetelményeinek kiadásáról szóló 25/2008. (IV. 29.) ÖTM rendelet módosításáról
- 1/2012. (I. 3.) NEFMI rendelet Az érettségi vizsga részletes követelményeiről szóló 40/2002. (V. 24.) OM rendelet, a nevelési-oktatási intézmények működéséről szóló 11/1994. (VI. 8.) MKM rendelet, valamint az érettségi vizsga részletes követelményeiről szóló 40/2002. (V. 24.) OM rendelet módosításáról szóló 22/2009. (IV. 22.) OKM rendelet módosításáról
- 2/2012. (I. 3.) NEFMI rendelet Egyes egészségügyi és gyógyszerészeti tárgyú miniszteri rendeletek módosításáról
- 3/2012. (I. 3.) NEFMI rendelet Egyes egészségügyi tárgyú miniszteri rendeletek módosításáról
- 2/2012. (I. 11.) MNB rendelet A „Madách Imre: Az ember tragédiája” ezüst emlékérme kibocsátásáról
- 1/2012. (I. 11.) HM rendelet Egyes honvédelmi miniszteri rendeletek módosításáról
- 3/2012. (I. 12.) MNB rendelet A jegybanki információs rendszerhez szolgáltatandó információk és az információt szolgáltatók köréről, a szolgáltatás módjáról és határidejéről szóló 14/2011. (X. 13.) MNB rendelet módosításáról
- 1/2012. (I. 12.) KIM rendelet A közalkalmazottak jogállásáról szóló 1992. évi XXXIII. törvénynek a közigazgatási és igazságügyi miniszter irányítása alá tartozó költségvetési szerveknél történő végrehajtásáról
- 4/2012. (I. 12.) NEFMI rendelet Az egészségügyi szakellátás társadalombiztosítási finanszírozásának egyes kérdéseiről szóló 9/1993. (IV. 2.) NM rendelet módosításáról
- 2/2012. (I. 16.) KIM rendelet A Tanács fizetésképtelenségi eljárásokról szóló 1346/2000/EK rendeletének 40. cikkében előírt értesítés formai és tartalmi kellékeiről szóló 38/2009. (VIII. 31.) IRM rendelet módosításáról
- 4/2012. (I. 20.) MNB rendelet A „Reményi József” ezüst emlékérme kibocsátásáról
- 1/2012. (I. 20.) NFM rendelet A megújuló forrásokból előállított energia részarányának kiszámítási módszertanáról
- 1/2012. (I. 20.) VM rendelet A növényfajták állami elismeréséről szóló 40/2004. (IV. 7.) FVM rendelet módosításáról
- 5/2012. (I. 20.) ME határozat Az Európai Unió és tagállamai, valamint az Amerikai Egyesült Államok, Ausztrália, Japán, Kanada, a Koreai Köztársaság, a Marokkói Királyság, a Mexikói Egyesült Államok, a Svájci Államszövetség, a Szingapúri Köztársaság és Új-Zéland közötti hamisítás elleni kereskedelmi megállapodás szövegének végleges megállapítására adott felhatalmazásról
- 2/2012. (I. 23.) VM rendelet A Magyar Méhészeti Nemzeti Program alapján a 2010–2013 közötti végrehajtási időszakokban a központi költségvetés, valamint az Európai Mezőgazdasági Garancia Alap társfinanszírozásában megvalósuló támogatások igénybevételének szabályairól szóló 47/2010. (XII. 31.) VM rendelet módosításáról
- 2/2012. (I. 24.) NMHH rendelet A számhordozás részletes szabályairól
- 3/2012. (I. 24.) NMHH rendelet Az egységes európai segélyhívószámra és a nemzeti segélyhívó számokra irányuló segélyhívások támogatása érdekében a nyilvánosan elérhető telefonszolgáltatásra vonatkozó műszaki követelményekről
- 4/2012. (I. 24.) NMHH rendelet A nyilvános elektronikus hírközlési szolgáltatáshoz kapcsolódó adatvédelmi és titoktartási kötelezettségre, az adatkezelés és a titokvédelem különleges feltételeire, a hálózatok és a szolgáltatások biztonságára és integritására, a forgalmi és számlázási adatok kezelésére, valamint az azonosítókijelzésre és hívásátirányításra vonatkozó szabályokról
- 5/2012. (I. 24.) NMHH rendelet Az elektronikus hírközlési szolgáltatásokhoz szükséges azonosítók lekötésének és használatának díjáról
- 6/2012. (I. 26.) NMHH rendelet A digitális televízió-médiaszolgáltatások vételére alkalmas készülékek együttműködő képessége érdekében szükséges intézkedésekről
- 7/2012. (I. 26.) NMHH rendelet A polgári frekvenciagazdálkodás egyes hatósági eljárásairól
- 8/2012. (I. 26.) NMHH rendelet Az elektronikus hírközlési építmények egyéb nyomvonalas építményfajtákkal való keresztezéséről, megközelítéséről és védelméről
- 2/2012. (I. 31.) NFM rendelet Egyes energiatermeléssel és energiaszolgáltatással kapcsolatos miniszteri rendeletek módosításáról
- 3/2012. (I. 31.) VM rendelet Az egyes agrártámogatási miniszteri rendeletek módosításáról

##### Február
- 3/2012. (II. 1.) KIM rendelet A kutatás-fejlesztési tevékenység minősítése iránti eljárásban fizetendő igazgatási szolgáltatási díjakról
- 3/2012. (II. 3.) NFM rendelet Az „A légiutas-szállítás rendkívüli feladatainak ellátása” fejezeti kezelésű előirányzat felhasználásáról
- 2/2012. (II. 7.) NGM rendelet A Karrier Híd programban való részvétel további feltételeiről, valamint a szociális hozzájárulási adókedvezmény igénybevételéhez szükséges igazolás kiadásáról
- 5/2012. (II. 7.) NEFMI rendelet A tokaj-hegyaljai történelmi borvidék történeti tájjá nyilvánításáról
- 4/2012. (II. 7.) VM rendelet A zöldség, gyümölcs és a dohány szerkezetátalakítási nemzeti program Európai Mezőgazdasági Garancia Alapból finanszírozott különleges támogatásának igénybevételéhez kapcsolódó feltételek megállapításáról szóló 29/2010. (III. 30.) FVM rendelet módosításáról
- 4/2012. (II. 10.) KIM rendelet Az elektronikus cégbejegyzési eljárás és cégnyilvántartás egyes kérdéseiről szóló 24/2006. (V. 18.) IM rendelet módosításáról
- 3/2012. (II. 10.) NGM rendelet A Nemzeti Munkaügyi Hivatal létrehozásával kapcsolatos egyes miniszteri rendeletek módosításáról
- 4/2012. (II. 14.) NGM rendelet A kiemelt adózók kijelöléséről, valamint a legnagyobb adóteljesítménnyel rendelkező adózók körének megállapításáról
- 6/2012. (II. 14.) NEFMI rendelet Az egészségügyi szolgáltatók és működési engedélyük nyilvántartásáról, valamint az egészségügyi szakmai jegyzékről szóló 2/2004. (XI. 17.) EüM rendelet módosításáról
- 7/2012. (II. 14.) NEFMI rendelet A komplex minősítésre vonatkozó részletes szabályokról
- 5/2012. (II. 15.) NFM rendelet A vasúti társaságok működésének engedélyezéséről szóló 45/2006. (VII. 11.) GKM rendelet módosításáról
- 6/2012. (II. 15.) NFM rendelet A vasúti pályahálózathoz történő nyílt hozzáférés részletes szabályairól szóló 101/2007. (XII. 22.) GKM rendelet módosításáról
- 7/2012. (II. 15.) NFM rendelet A vasúti járművezetői engedélyről és a vasúti járművezetői tanúsítványról szóló 22/2010. (XII. 20.) NFM rendelet módosításáról
- 8/2012. (II. 15.) NFM rendelet A vasúti rendszer kölcsönös átjárhatóságáról szóló 30/2010. (XII. 23.) NFM rendelet módosításáról
- 9/2012. (II. 15.) NFM rendelet A vasúti járművek üzembehelyezése engedélyezéséről, időszakos vizsgálatáról és hatósági nyilvántartásáról szóló 31/2010. (XII. 23.) NFM rendelet módosításáról
- 10/2012. (II. 15.) NFM rendelet A vasúti közlekedés biztonságával összefüggő munkakört betöltő munkavállalók szakmai képzésének és vizsgáztatásának, a vasúti vizsgaközpont és képzőszervezetek működésének, a képzési engedély kiadásának, továbbá a vasúti járművezetői gyakorlat szabályairól szóló 19/2011. (V. 10.) NFM rendelet módosításáról
- 5/2012. (II. 16.) KIM rendelet A Nemzeti Együttműködési Alappal kapcsolatos egyes kérdésekről
- 6/2012. (II. 21.) KIM rendelet A választójoggal nem rendelkező személyek nyilvántartásának vezetéséről szóló 32/1996. (XII. 22.) BM rendelet módosításáról
- 7/2012. (II. 21.) KIM rendelet Az Ipari Termékosztályozás (ITO) bevezetéséről és alkalmazásáról szóló 16/2011. (V. 10.) KIM rendelet módosításáról
- 8/2012. (II. 21.) NEFMI rendelet A foglalkozási rehabilitációs szakértőkről
- 11/2012. (II. 21.) NFM rendelet A kizárólag állami légijárművel bekövetkezett légiközlekedési balesetek, repülőesemények és légiközlekedési rendellenességek szakmai vizsgálatának részletes szabályairól, valamint a kizárólag állami légijárművel összefüggő üzembentartói vizsgálat szabályairól szóló 35/2008. (XII. 5.) KHEM–HM–IRM együttes rendelet módosításáról
- 6/2012. (II. 21.) VM rendelet A Dunaszentgyörgyi-láperdő természetvédelmi terület létesítéséről
- 7/2012. (II. 21.) VM rendelet Az Ebergőci-láprét természetvédelmi terület létesítéséről
- 8/2012. (II. 21.) VM rendelet A Fertő-Hanság Nemzeti Park bővítéséről
- 9/2012. (II. 21.) VM rendelet Az Iváni-szikesek természetvédelmi terület létesítéséről
- 10/2012. (II. 21.) VM rendelet A Körös-Maros Nemzeti Park bővítéséről
- 11/2012. (II. 21.) VM rendelet Az egyes természeti területek védetté, valamint helyi jelentőségű természetvédelmi területek országos jelentőségűvé nyilvánításáról, továbbá természetvédelmi területek határának módosításáról szóló 7/1990. (IV. 23.) KVM rendelet módosításáról
- 12/2012. (II. 21.) VM rendelet A Pirtói-homokbuckás természetvédelmi terület létesítéséről
- 13/2012. (II. 21.) VM rendelet A Soproni Tájvédelmi Körzet bővítéséről
- 14/2012. (II. 21.) VM rendelet A Tiszaigari arborétum természetvédelmi terület bővítéséről
- 15/2012. (II. 21.) VM rendelet A Várbalogi-héricses természetvédelmi terület létesítéséről
- 16/2012. (II. 21.) VM rendelet A Maconkai-rét természetvédelmi terület létesítéséről
- 1/2012. (II. 23.) PSZÁF rendelet A felügyeleti díj megfizetésének, kiszámításának módjáról és feltételeiről
- 9/2012. (II. 27.) KIM rendelet A rendőrség nyomozó hatóságainál létesítendő gyermekmeghallgató szobák kialakításáról szóló 32/2011. (XI. 18.) KIM rendelet módosításáról
- 12/2012. (II. 27.) NFM rendelet A közforgalmú, közútpótló folyami révek, kompok és az azokhoz szükséges parti létesítmények, kiszolgáló utak fenntartási, felújítási, valamint új eszköz beszerzési támogatása igénybevételének részletes szabályairól szóló 31/2011. (VI. 30.) NFM rendelet módosításáról
- 9/2012. (II. 28.) NEFMI rendelet Az Egészségbiztosítási Alap terhére finanszírozható járóbeteg-szakellátási tevékenységek meghatározásáról, az igénybevétel során alkalmazandó elszámolhatósági feltételekről és szabályokról, valamint a teljesítmények elszámolásáról
- 10/2012. (II. 28.) NEFMI rendelet A gyógyító-megelőző ellátás jogcímén az Egészségbiztosítási Alap terhére finanszírozható homogén betegségcsoportok kódolási és besorolási szabályairól
- 11/2012. (II. 28.) NEFMI rendelet Az Egészségbiztosítási Alapból a 959A-L, valamint 9511-9515 homogén betegségcsoportok szerint finanszírozott daganatellenes terápiákról
- 10/2012. (II. 29.) KIM rendelet A cégbejegyzési eljárás és a cégnyilvántartás egyes kérdéseiről szóló 21/2006. (V. 18.) IM rendelet módosításáról
- 11/2012. (II. 29.) KIM rendelet A civil szervezetek bírósági eljárásokban alkalmazandó űrlapjairól
- 17/2012. (II. 29.) VM rendelet Az Európai Mezőgazdasági Vidékfejlesztési Alapból a genetikai erőforrások megőrzése intézkedés keretében a védett őshonos és veszélyeztetett mezőgazdasági állatfajták megőrzéséhez nyújtandó támogatások igénybevételének részletes feltételeiről

##### Március
- 2/2012. (III. 1.) BM rendelet A települési önkormányzatok és a többcélú kistérségi társulások létszámcsökkentési döntéseivel kapcsolatos egyszeri költségvetési támogatás igénylésének, döntési rendszerének, folyósításának és elszámolásának részletes feltételeiről
- 3/2012. (III. 1.) BM rendelet A megyei önkormányzati tartalékról, és az önhibájukon kívül hátrányos helyzetben lévő önkormányzatok 2012. évi támogatásáról
- 4/2012. (III. 1.) BM rendelet Az önkormányzati feladatellátást szolgáló fejlesztésekhez kapcsolódó támogatások igénybevételének részletes szabályairól
- 5/2012. (III. 1.) BM rendelet Az önkormányzati felzárkóztatási támogatás igénybevételének részletes feltételeiről
- 6/2012. (III. 1.) BM rendelet Az önkormányzatok és társulásaik európai uniós fejlesztési pályázatai saját forrás kiegészítése 2012. évi támogatásának rendjéről
- 12/2012. (III. 1.) KIM rendelet A bírósági ügyvitel szabályairól szóló 14/2002. (VIII. 1.) IM rendelet módosításáról
- 13/2012. (III. 1.) KIM rendelet A felszámolási eljárásban közzétételre kerülő bírósági végzések kivonatának tartalmi elemeiről
- 14/2012. (III. 1.) KIM rendelet A Tanács fizetésképtelenségi eljárásokról szóló 1346/2000/EK rendeletének 40. cikkében előírt értesítés formai és tartalmi kellékeiről szóló 38/2009. (VIII. 31.) IRM rendelet módosításáról
- 15/2012. (III. 1.) KIM rendelet A csődeljárás iránti kérelem benyújtására vonatkozó formanyomtatványokról szóló 33/2009. (VIII. 26.) IRM rendelet módosításáról
- 5/2012. (III. 1.) NGM rendelet Az elemi költségvetésről
- 6/2012. (III. 1.) NGM rendelet A törzskönyvi nyilvántartásról
- 2/2012. (III. 6.) HM rendelet A honvédelmi ágazat katasztrófák elleni védekezésének irányításáról és feladatairól szóló 23/2005. (VI. 16.) HM rendelet módosításáról
- 3/2012. (III. 6.) HM rendelet A szolgálati viszonnyal kapcsolatos egyes honvédelmi miniszteri rendeletek módosításáról
- 16/2012. (III. 6.) KIM rendelet Egyes cégeljárási rendeletek módosításáról
- 12/2012. (III. 6.) NEFMI rendelet Az egészségügyi ellátással összefüggő fertőzések megelőzéséről, e tevékenységek szakmai minimumfeltételeiről és felügyeletéről szóló 20/2009. (VI. 18.) EüM rendelet módosításáról
- 13/2012. (III. 6.) NEFMI rendelet Az előadó-művészeti államigazgatási szerv által végzett egyes közigazgatási hatósági eljárásokért fizetendő igazgatási szolgáltatási díjról
- 14/2012. (III. 6.) NEFMI rendelet Az előadó-művészeti szervezetek és az előadó-művészeti érdekképviseleti szervezetek működésével kapcsolatos hatósági eljárások és adatszolgáltatások részletes szabályairól
- 13/2012. (III. 6.) NFM rendelet A légijárművek és légijármű komponensek karbantartásának személyi jogosításairól és képzési követelményeiről
- 14/2012. (III. 6.) NFM rendelet A 2007–2013 programozási időszakban az európai területi együttműködéshez kapcsolódó egyes állami támogatások felhasználásának szabályairól
- 18/2012. (III. 6.) VM rendelet A tejtermelőket sújtó különleges hátrányok kezeléséhez kapcsolódó, 2012. évi különleges támogatás igénybevételének szabályairól
- 19/2012. (III. 6.) VM rendelet A különleges rizstámogatás igénybevételének szabályairól
- 7/2012. (III. 7.) BM rendelet A belügyminiszter irányítása alá tartozó szervek sugárvédelmi ellenőrző rendszerének működési szabályairól
- 20/2012. (III. 7.) VM rendelet Egyes agrártárgyú miniszteri rendeletek módosításáról
- 9/2012. (III. 12.) BM rendelet A polgárőrök szakmai ismereteinek bővítésében való közreműködés rendőrségi feladatairól
- 15/2012. (III. 12.) NEFMI rendelet Egyes biocidokkal és élelmiszerekkel összefüggő miniszteri rendeletek módosításáról
- 10/2012. (III. 14.) BM rendelet A végrehajtási eljárásban ellenszegülés megszüntetése érdekében történő rendőri közreműködéssel, valamint a gyermek átadására irányuló bírósági végrehajtás során szükséges előállítással kapcsolatban felmerült költségek mértékéről, valamint megtérítésének részletes szabályairól
- 15/2012. (III. 14.) NFM rendelet A földgáz biztonsági készlet mértékéről, értékesítéséről és visszapótlásáról szóló 13/2011. (IV. 7.) NFM rendelet módosításáról
- 23/2012. (III. 19.) VM rendelet A szántóföldi növényfajok vetőmagvainak előállításáról és forgalomba hozataláról szóló 48/2004. (IV. 21.) FVM rendelet módosításáról
- 24/2012. (III. 19.) VM rendelet A földalatti gombák gyűjtéséről
- 17/2012. (III. 20.) KIM rendelet A területi felzárkózási koordinációs központi és felnőttképzési feladatot ellátó regionális képző központok irányításáról, feladatairól szóló 3/2011. (II. 11.) KIM rendelet módosításáról
- 16/2012. (III. 20.) NEFMI rendelet A Kulturális Örökségvédelmi Hivatal eljárásaira vonatkozó szabályokról szóló 10/2006. (V. 9.) NKÖM rendelet, továbbá a régészeti lelőhelyek feltárásának, valamint a régészeti lelőhely, lelet megtalálója anyagi elismerésének részletes szabályairól szóló 5/2010. (VIII. 18.) NEFMI rendelet módosításáról
- 25/2012. (III. 20.) VM rendelet Az Európai Mezőgazdasági Vidékfejlesztési Alapból a fiatal erdők állományneveléséhez nyújtandó támogatások részletes feltételeiről
- 18/2012. (III. 22.) KIM rendelet Az európai területi társulások működésének 2012. évi támogatásáról, valamint az európai területi együttműködési csoportosulással kapcsolatos jóváhagyási eljárás részletes szabályairól szóló 16/2010. (XII. 15.) KIM rendelet módosításáról
- 19/2012. (III. 22.) KIM rendelet A fejezeti kezelésű előirányzatok kezelésének és felhasználásának szabályairól
- 26/2012. (III. 24.) VM rendelet A 2012. évi lakossági víz- és csatornaszolgáltatás-támogatás igénylésének és elbírálásának részletes feltételeiről, valamint az egészséges ivóvízzel való ellátás ideiglenes módozatainak ellentételezéséről
- 27/2012. (III. 24.) VM rendelet A gyümölcs tájfajták állami elismeréséről, valamint szaporítóanyagaik előállítási és forgalomba hozatali feltételeiről
- 28/2012. (III. 24.) VM rendelet A zöldség-gyümölcs termelői csoportok támogatásáról szóló 24/2010. (III. 19.) FVM rendelet módosításáról
- 29/2012. (III. 24.) VM rendelet Az Európai Mezőgazdasági Garancia Alapból, az Európai Mezőgazdasági Vidékfejlesztési Alapból, valamint a központi költségvetésből finanszírozott egyes támogatások 2012. évi igénybevételével kapcsolatos egységes eljárási szabályokról
- 30/2012. (III. 24.) VM rendelet A LEADER Helyi Akciócsoportok feladat ellátásához az Európai Mezőgazdasági Vidékfejlesztési Alapból nyújtandó vidékfejlesztési támogatás részletes feltételeiről
- 9/2012. (III. 28.) NMHH rendelet A felügyeleti díj mértékérõl, valamint a felügyeleti díjjal kapcsolatos adatszolgáltatásról és hatósági feladatokról
- 10/2012. (III. 28.) NMHH rendelet A filmalkotások korhatár szerinti megjelölésének feltételeiről és a korhatár besorolási kategóriák feltüntetésének módjairól, valamint az állami támogatás igénybevételének alapjául szolgáló filmgyártási költségek megállapításáról
- 5/2012. (III. 30.) MNB rendelet A jegybanki információs rendszerhez szolgáltatandó információk és az információt szolgáltatók köréről, a szolgáltatás módjáról és határidejéről szóló 14/2011. (X. 13.) MNB rendelet módosításáról
- 11/2012. (III. 30.) BM rendelet A hivatásos katasztrófavédelmi szerv szervezeti változásával összefüggésben egyes miniszteri rendeletek módosításáról
- 12/2012. (III. 30.) BM rendelet A Magyarország 2012. évi központi költségvetéséről szóló 2011. évi CLXXXVIII. törvény 76. §-a szerinti letéti számla felhasználásának szabályairól
- 13/2012. (III. 30.) BM rendelet Az általános rendőrségi feladatok ellátására létrehozott szerv gazdasági rendszerének átalakításával összefüggésben egyes miniszteri rendeletek módosításáról
- 14/2012. (III. 30.) BM rendelet A belügyminiszter irányítása alatt álló fegyveres szervek hivatásos állományú tagjai szolgálati igazolványának rendszeresítéséről, kiadásának és nyilvántartásának eljárási rendjéről
- 16/2012. (III. 30.) NFM rendelet A polgári légi közlekedési szakszolgálati engedélyek egészségügyi feltételeiről és kiadásuk rendjéről szóló 14/2002. (II. 26.) KöViM–EüM együttes rendelet módosításáról
- 31/2012. (III. 30.) VM rendelet A szőlőültetvények szerkezetátalakítására és -átállítására vonatkozó szabályozásról szóló 161/2008. (XII. 18.) FVM rendelet, valamint a szőlőtermelési potenciálról szóló 86/2009. (VII. 17.) FVM rendelet módosításáról

##### Április
- 6/2012. (IV. 2.) MNB rendelet A Magyar Nemzeti Bank elnökének rendelet kiadásában való helyettesíthetőségéről
- 7/2012. (IV. 2.) MNB rendelet Az „Örkény István” ezüst emlékérme kibocsátásáról
- 32/2012. (IV. 2.) VM rendelet Az Európai Mezőgazdasági Garancia Alapból finanszírozott egységes területalapú támogatás (SAPS), valamint az ahhoz kapcsolódó kiegészítő nemzeti támogatások (top up) 2012. évi igénybevételével kapcsolatos egyes kérdésekről
- 33/2012. (IV. 2.) VM rendelet Az egységes területalapú támogatási rendszer alapján támogatásra jogosult mezőgazdasági termelőknek nyújtott, az Európai Mezőgazdasági Garancia Alapból finanszírozott elkülönített bogyós gyümölcs támogatásról
- 15/2012. (IV. 3.) BM rendelet A polgárőri tevékenység költségvetési támogatásának elosztási rendjéről, a polgárőr igazolvány formátumáról és a kapcsolódó igazgatási szolgáltatási díjról
- 16/2012. (IV. 3.) BM rendelet Az egyes tűzmegelőzési hatósági, szakhatósági eljárásokért és szolgáltatásokért fizetendő igazgatási szolgáltatási díjról
- 8/2012. (IV. 4.) MNB rendelet A „MASAT-1” kupronikkel emlékérme kibocsátásáról
- 20/2012. (IV. 4.) KIM rendelet A szomszédos államokban élő magyarokról szóló 2001. évi LXII. törvény hatálya alá tartozó személyek igazolványának tartalmi és formai követelményeiről szóló 33/2010. (XII.31.) KIM rendelet módosításáról
- 21/2012. (IV. 4.) NEFMI rendelet Egyes egészségügyi tárgyú miniszteri rendeletek módosításáról
- 17/2012. (IV. 5.) BM rendelet A szabálysértési elzárás végrehajtásának részletes szabályairól
- 18/2012. (IV. 5.) BM rendelet A közfoglalkoztatáshoz szükséges beszerzések sajátos szabályairól
- 4/2012. (IV. 5.) HM rendelet A Honvédelmi Minisztérium által nyújtott lakhatási támogatásokról szóló 19/2009. (XII. 29.) HM rendelet módosításáról
- 34/2012. (IV. 6.) VM rendelet A mező- és erdőgazdasági légi munkavégzésről szóló 44/2005. (V. 6.) FVM–GKM–KvVM együttes rendelet módosításáról
- 19/2012. (IV. 11.) BM rendelet A belügyminiszter irányítása alá tartozó költségvetési szervek hivatásos állományú tagjainak 2012. évi ruházati utánpótlási ellátmánya felhasználási rendjéről
- 22/2012. (IV. 11.) NEFMI rendelet Az állami sportcélú támogatások felhasználásáról és elosztásáról
- 22/2012. (IV. 13.) BM rendelet A szabálysértésekről, a szabálysértési eljárásról és a szabálysértési nyilvántartási rendszerről szóló 2012. évi II. törvény végrehajtásával kapcsolatos rendelkezésekről, valamint ahhoz kapcsolódó egyes rendeletek módosításáról
- 17/2012. (IV. 13.) NFM rendelet A földgáz árszabályozással összefüggő egyes miniszteri rendeletek módosításáról
- 35/2012. (IV. 13.) VM rendelet Egyes agrártárgyú miniszteri rendeletek módosításáról
- 36/2012. (IV. 13.) VM rendelet A barlangok nyilvántartásáról, a barlangok látogatásának és kutatásának egyes feltételeiről, valamint a barlangok kiépítéséről szóló 13/1998. (V. 6.) KTM rendelet és az egyes levegőszennyező anyagok összkibocsátási határértékeiről szóló 7/2003. (V. 16.) KvVM–GKM együttes rendelet módosításáról
- 21/2012. (IV. 16.) KIM rendelet A statisztikai számjel elemeiről és nómenklatúráiról
- 37/2012. (IV. 16.) VM rendelet Az Európai Mezőgazdasági Orientációs és Garancia Alapból és az Európai Mezőgazdasági Vidékfejlesztési Alapból finanszírozott egyes agrártámogatási tárgyú miniszteri rendeletek módosításáról
- 1/2011. (IV. 18.) KüM rendelet A polgári nemzetbiztonsági szolgálatok hivatásos állományú tagjai nyugellátásának eljárási rendjéről szóló 1/2000. (I. 18.) TNM rendelet hatályon kívül helyezéséről
- 7/2012. (IV. 18.) NGM rendelet A játszótéri eszközök biztonságosságáról szóló 78/2003. (XI. 27.) GKM rendelet módosításáról
- 23/2012. (IV. 18.) NEFMI rendelet A települési önkormányzatok részére szociális nyári gyermekétkeztetés céljából 2012. évben nyújtott támogatás igénylésének, folyósításának és elszámolásának részletes szabályairól
- 24/2012. (IV. 18.) NEFMI rendelet Egyes egészségügyi és oktatási tárgyú miniszteri rendeletek módosításáról
- 22/2012. (IV. 21.) KIM rendelet Az egyéni vállalkozói tevékenységhez kapcsolódó bejelentésekhez rendszeresített űrlapokról szóló 65/2009. (XII. 17.) IRM rendelet és az egyéni vállalkozói igazolványról szóló 66/2009. (XII. 17.) IRM rendelet módosításáról
- 8/2012. (IV. 21.) NGM rendelet A Karrier Híd programban való részvétel további feltételeiről, valamint a szociális hozzájárulási adókedvezmény igénybevételéhez szükséges igazolás kiadásáról szóló 2/2012. (II. 7.) NGM rendelet módosításáról
- 25/2012. (IV. 21.) NEFMI rendelet A törzskönyvezett gyógyszerek és a különleges táplálkozási igényt kielégítő tápszerek társadalombiztosítási támogatásba való befogadásának szempontjairól és a befogadás vagy a támogatás megváltoztatásáról szóló 32/2004. (IV. 26.) ESZCSM rendelet módosításáról
- 18/2012. (IV. 21.) NFM rendelet A Magyar Köztársaság területén lévő repülőtereket használó légijárművek földi ellenőrzései végrehajtásának részletes szabályairól szóló 23/2009. (VI. 3.) KHEM rendelet módosításáról
- 23/2012. (IV. 25.) KIM rendelet Az önkormányzati rendeleteknek és jegyzőkönyveknek a fővárosi és megyei kormányhivatalok részére történő megküldésének rendjéről
- 24/2012. (IV. 25.) KIM rendelet A civil szervezetek információs rendszeréről
- 26/2012. (IV. 25.) NEFMI rendelet Muzeális intézmények, nyilvános könyvtárak és közművelődési intézmények működésével kapcsolatos miniszteri rendeletek módosításáról
- 27/2012. (IV. 25.) NEFMI rendelet Az I. kategóriába besorolt zenekarok és énekkarok 2012. évi központi költségvetési támogatása igénybevételének rendjéről
- 38/2012. (IV. 25.) VM rendelet A tartási helyek, a tenyészetek és az ezekkel kapcsolatos egyes adatok országos nyilvántartási rendszeréről szóló 119/2007. (X. 18.) FVM rendelet módosításáról
- 23/2012. (IV. 26.) BM rendelet A 2007–2013 közötti programozási időszakban a Szolidaritási programokból származó támogatások felhasználásának alapvető szabályairól, intézményrendszeréről, a pénzügyi irányítási és kontrollrendszerekről
- 19/2012. (IV. 26.) NFM rendelet A Nemzeti Munkaügyi Hivatal létrehozásával kapcsolatos egyes miniszteri rendeletek módosításáról
- 20/2012. (IV. 26.) NFM rendelet A légi közlekedéssel kapcsolatos hatósági eljárások díjairól szóló 3/2002. (VI. 20.) GKM rendelet módosításáról
- 28/2012. (IV. 27.) NEFMI rendelet Egyes sajátos közoktatási feladatok támogatása igénylésének, döntési rendszerének, folyósításának, elszámolásának és ellenőrzésének részletes szabályairól
- 29/2012. (IV. 27.) NEFMI rendelet A nemzetiségi nevelési, oktatási feladatokhoz nyújtott kiegészítő támogatás igénylésének, döntési rendszerének, folyósításának, elszámolásának és ellenőrzésének részletes szabályairól
- 30/2012. (IV. 27.) NEFMI rendelet A Hátrányos Helyzetű Tanulók Arany János Tehetséggondozó Programja, a Hátrányos Helyzetű Tanulók Arany János Kollégiumi Programja és a Halmozottan Hátrányos Helyzetű Tanulók Arany János Kollégiumi-Szakiskolai Programja támogatásának igénylése, döntési rendszere, folyósítása, elszámolása és ellenőrzése részletes szabályairól
- 31/2012. (IV. 27.) NEFMI rendelet Az állam tulajdonában lévő és az egészségügyért felelős miniszter irányítása alá tartozó egészségügyi szolgáltatók tekintetében fenntartói joggal rendelkező államigazgatási szerv kijelöléséről
- 21/2012. (IV. 27.) NFM rendelet A távhőszolgáltatónak értékesített távhő árának, valamint a lakossági felhasználónak és a külön kezelt intézménynek nyújtott távhőszolgáltatás díjának megállapításáról szóló 50/2011. (IX. 30.) NFM rendelet és a távhőszolgáltatási támogatásról szóló 51/2011. (IX. 30.) NFM rendelet módosításáról
- 39/2012. (IV. 27.) VM rendelet A 2012. évi óvoda-, iskolatej program szabályozásáról szóló 116/2011. (XII. 14.) VM rendelet módosításáról
- 40/2012. (IV. 27.) VM rendelet Az élelmiszerlánc-felügyeleti díj bevallásának és megfizetésének szabályairól
- 41/2012. (IV. 27.) VM rendelet Az Európai Mezőgazdasági Vidékfejlesztési Alapból a Natura 2000 erdőterületeken történő gazdálkodáshoz nyújtandó kompenzációs támogatás részletes szabályairól

##### Május
- 9/2012. (V. 3.) NGM rendelet Az öngyújtók forgalomba hozatalának egyes követelményeiről szóló 28/2007. (III. 7.) GKM rendelet, valamint a gépek biztonsági követelményeiről és megfelelőségének tanúsításáról szóló 16/2008. (VIII. 30.) NFGM rendelet módosításáról
- 42/2012. (V. 3.) VM rendelet A rendezett piaci kapcsolatok kialakítása érdekében nyújtott csekély összegű (de minimis) támogatásról szóló 41/2008. (IV. 3.) FVM rendelet módosításáról
- 43/2012. (V. 3.) VM rendelet Az Európai Mezőgazdasági Vidékfejlesztési Alapból a Natura 2000 területek fenntartási terveinek készítéséhez nyújtandó támogatás igénybevételének részletes szabályairól
- 44/2012. (V. 3.) VM rendelet Az Európai Mezőgazdasági Vidékfejlesztési Alapból finanszírozott egyes agrártámogatási tárgyú miniszteri rendeletek módosításáról
- 24/2012. (V. 8.) BM rendelet A katasztrófavédelemmel összefüggő egyes miniszteri rendeletek módosításáról
- 25/2012. (V. 8.) KIM rendelet A számviteli törvény szerinti beszámoló elektronikus úton történő letétbe helyezéséről és közzétételéről szóló 11/2009. (IV. 28.) IRM-MeHVM-PM együttes rendelet módosításáról
- 32/2012. (V. 8.) NEFMI rendelet A világörökségi gondnokságról
- 22/2012. (V. 8.) NFM rendelet A közúti járművek műszaki megvizsgálásáról szóló 5/1990. (IV. 12.) KöHÉM rendelet módosításáról
- 23/2012. (V. 8.) NFM rendelet A közúti járművek forgalomba helyezésének és forgalomban tartásának műszaki feltételeiről szóló 6/1990. (IV. 12.) KöHÉM rendelet módosításáról
- 24/2012. (V. 8.) NFM rendelet A súlyos vasúti balesetek, a vasúti balesetek és a váratlan vasúti események szakmai vizsgálatának, valamint az üzembentartói vizsgálat részletes szabályairól
- 45/2012. (V. 8.) VM rendelet A nem emberi fogyasztásra szánt állati eredetű melléktermékekre vonatkozó állategészségügyi szabályok megállapításáról
- 46/2012. (V. 8.) VM rendelet A növényvédelmi tevékenységről szóló 43/2010. (IV. 23.) FVM rendelet módosításáról
- 9/2012. (V. 9.) MNB rendelet Az „I. Károly aranyforintja” arany emlékérme kibocsátásáról
- 10/2012. (V. 9.) MNB rendelet A szélfelirattal ellátott „I. Károly aranyforintja” arany emlékérme kibocsátásáról
- 26/2012. (V. 9.) KIM rendelet Az oktatási esélyegyenlőséget szolgáló támogatásokról
- 25/2012. (V. 9.) NFM rendelet A települési önkormányzatok helyi közösségi közlekedésének támogatásáról
- 5/2012. (V. 10.) HM rendelet A katonák baleseti járadékáról, valamint szolgálati járandóságát, rögzített nyugdíját és a hősi halott katonák után járó kiegészítő hozzátartozói támogatást megállapító szerv kijelöléséről
- 27/2012. (V. 10.) KIM rendelet Az Erzsébet-utalvány kibocsátásáról szóló 39/2011. (XII. 29.) KIM rendelet módosításáról
- 25/2012. (V. 11.) BM rendelet A lőterekről, a lőfegyverek, lőszerek hatósági tárolásáról, a fegyvertartáshoz szükséges elméleti és jártassági követelményekről szóló 49/2004. (VIII. 31.) BM rendeletnek, valamint a fegyverismereti vizsga, a fegyverforgalmazási vizsga, a lőfegyver, lőszer hatósági tárolása és a fegyverekkel, lőszerekkel kapcsolatos tevékenységek engedélyezésének igazgatási szolgáltatási díjairól szóló 50/2004. (VIII. 31.) BM rendeletnek a fegyverjogszabályok módosításával összefüggő módosításáról
- 33/2012. (V. 11.) NEFMI rendelet Az egészségügyi szolgáltatók és működési engedélyük nyilvántartásáról, valamint az egészségügyi szakmai jegyzékről szóló 2/2004. (XI. 17.) EüM rendelet módosításáról
- 26/2012. (V. 11.) NFM rendelet Az autópályák, autóutak és főutak használatának díjáról szóló 36/2007. (III. 26.) GKM rendelet módosításáról
- 47/2012. (V. 11.) VM rendelet Az Európai Mezőgazdasági Vidékfejlesztési Alapból a mikrovállalkozások létrehozására és fejlesztésére LEADER Helyi Akciócsoportok közreműködésével 2012-ben nyújtandó támogatások részletes feltételeiről
- 11/2012. (V. 16.) MNB rendelet A jegybanki információs rendszerhez a devizakölcsönök kezeléséhez kapcsolódóan szolgáltatandó információk és az információt szolgáltatók köréről, a szolgáltatás módjáról és határidejéről
- 26/2012. (V. 16.) BM rendelet Egyes migrációs tárgyú miniszteri rendeletek módosításáról
- 48/2012. (V. 16.) VM rendelet A Mezőgazdasági Parcella Azonosító Rendszerről szóló 115/2003. (XI. 13.) FVM rendelet, valamint a húsmarha és a juh ágazatokban nyújtott kérődző szerkezetátalakítási nemzeti program Európai Mezőgazdasági Garancia Alapból finanszírozott különleges támogatásának igénybevételéhez kapcsolódó feltételek megállapításáról szóló 22/2012. (III. 9.) VM rendelet módosításáról
- 6/2012. (V. 18.) HM rendelet A honvédségi járművek fenntartásáról szóló 18/2009. (XII. 18.) HM rendelet módosításáról
- 28/2012. (V. 18.) KIM rendelet A felszámolók, a vagyonfelügyelők és az ideiglenes vagyonfelügyelők elektronikus kijelölésének szabályairól szóló 36/2010. (V. 13.) IRM rendelet módosításáról
- 10/2012. (V. 18.) NGM rendelet Az iparügyekért felelős miniszter szabályozási feladatkörébe tartozó forgalmazási követelmények tekintetében eljáró megfelelőségértékelő szervezetek kijelölésével kapcsolatos egyes miniszteri rendeletek módosításáról
- 49/2012. (V. 22.) VM rendelet Az Európai Mezőgazdasági Vidékfejlesztési Alapból a mezőgazdasági termékek értéknöveléséhez a 2012. évben nyújtandó támogatások részletes feltételeiről
- 27/2012. (V. 25.) NFM rendelet A hajózási hatósági eljárások díjairól szóló 29/2001. (IX. 1.) KöViM rendelet módosításáról
- 50/2012. (V. 25.) VM rendelet Az iskolagyümölcs-program végrehajtásáról
- 27/2012. (V. 30.) BM rendelet A fejezeti kezelésű előirányzatok felhasználásának rendjéről
- 28/2012. (V. 31.) BM rendelet Az Európai Közösségi jog hatálya alá tartozó, feltétel nélkül elismerésre kerülő okleveles építészmérnöki oklevelek megnevezéséről és az ezen okiratok birtokosaival azonos jogállású személyek köréről szóló 1/2008. (I. 11.) ÖTM rendelet módosításáról
- 1/2012. (V. 31.) EMMI rendelet Az egészségügyi szolgáltatások nyújtásához szükséges szakmai minimumfeltételekről szóló 60/2003. (X. 20.) ESZCSM rendelet és az egészségügyi szolgáltatók és működési engedélyük nyilvántartásáról, valamint az egészségügyi szakmai jegyzékről szóló 2/2004. (XI. 17.) EüM rendelet módosításáról
- 28/2012. (V. 31.) NFM rendelet A földgáz hatósági árának szabályozásával összefüggő rendeletek módosításáról

##### Június
- 2/2012. (VI. 5.) EMMI rendelet A helyi esélyegyenlőségi program elkészítésének részletes szabályairól
- 7/2012. (VI. 5.) HM rendelet A Magyar Honvédség külföldi szolgálatot teljesítő és külföldi tanulmányokat folytató személyi állománya devizaellátmányáról és egyes ellátmányon kívüli pénzbeli járandóságairól szóló 26/2007. (VI. 20.) HM rendelet módosításáról
- 11/2012. (VI. 5.) NGM rendelet A fejezeti kezelésű előirányzatok kezelésének és felhasználásának szabályairól
- 51/2012. (VI. 8.) VM rendelet A helyi termelői piacokon történő árusítás élelmiszer-biztonsági feltételeiről
- 52/2012. (VI. 8.) VM rendelet Az Európai Mezőgazdasági Vidékfejlesztési Alapból a turisztikai tevékenységek ösztönzéséhez a LEADER Helyi Akciócsoportok közreműködésével 2012-től nyújtandó támogatások részletes feltételeiről
- 29/2012. (VI. 8.) BM rendelet Az egyes előadó-művészeti szervezetek, könyvtárak működésének kiegészítő támogatásáról
- 3/2012. (VI. 8.) EMMI rendelet A 2012/2013. tanév rendjéről
- 29/2012. (VI. 8.) NFM rendelet A Gazdaságfejlesztési Operatív Programra és a Közép-Magyarországi Operatív Program 1. prioritására vonatkozó részletes szabályokról
- 30/2012. (VI. 8.) NFM rendelet A Regionális Fejlesztés Operatív Programokra meghatározott előirányzatok felhasználásának állami támogatási szempontú szabályairól
- 31/2012. (VI. 8.) NFM rendelet A Gazdaságfejlesztési Operatív Program K+F és innováció a versenyképességért prioritására és a Regionális Operatív Programok K+F ésinnováció tárgyú konstrukcióira rendelt források felhasználásának részletes szabályairól és a támogatás jogcímeiről
- 32/2012. (VI. 8.) NFM rendelet A Társadalmi Megújulás Operatív Program prioritásaira rendelt források felhasználásának részletes szabályairól és egyes támogatási jogcímeiről
- 33/2012. (VI. 8.) NFM rendelet A Társadalmi Infrastruktúra Operatív Program prioritásaira rendelt források felhasználásának részletes szabályairól és egyes támogatási jogcímeiről
- 34/2012. (VI. 8.) NFM rendelet A Közlekedés Operatív Program 4. prioritásának első konstrukciójára vonatkozó részletes szabályokról
- 35/2012. (VI. 8.) NFM rendelet A Közlekedés Operatív Programban közszolgáltatások ellátását biztosító infrastruktúra fejlesztésére és járművek beszerzésére, valamint a 4. prioritás 5. konstrukciójában megvalósíthatósági tanulmány készítésére rendelt források felhasználására vonatkozó állami támogatási szabályokról
- 36/2012. (VI. 8.) NFM rendelet A Környezet és Energia Operatív Program prioritásaira rendelt források felhasználásának részletes szabályairól és egyes támogatási jogcímeiről
- 8/2012. (VI. 11.) HM rendelet A Magyar Honvédség hivatásos és szerződéses állományú tagjainak beosztási kategóriába történő részletes besorolásáról, illetve a beosztásokban rendszeresített rendfokozatokról szóló 34/2007. (VIII. 17.) HM rendelet módosításáról
- 12/2012. (VI. 12.) MNB rendelet A pénzforgalom lebonyolításáról szóló 18/2009. (VIII. 6.) MNB rendelet módosításáról
- 4/2012. (VI. 12.) EMMI rendelet A szociális és munkaügyi miniszter hatáskörébe tartozó szakképesítések szakmai és vizsgakövetelményeiről szóló 15/2008. (VIII. 13.) SZMM rendelet módosításáról
- 29/2012. (VI. 12.) KIM rendelet A Közigazgatási és Igazságügyi Minisztériumban, valamint a közigazgatási és igazságügyi miniszter irányítása, illetve felügyelete alá tartozó szerveknél a fontos és bizalmas munkakörökről és a nemzetbiztonsági ellenőrzés szintjének megállapításáról szóló 21/2011. (VII. 13.) KIM rendelet módosításáról, valamint az egyes hivatalos lapok nyomtatott változatának terjesztéséhez szükséges előfizetői szám meghatározásáról szóló 5/2008. (X. 14.) MeHVM rendelet módosításáról
- 13/2012. (VI. 15.) MNB rendelet A „XXX. Nyári Olimpiai Játékok” arany emlékérme kibocsátásáról
- 14/2012. (VI. 15.) MNB rendelet A „XXX. Nyári Olimpiai Játékok” ezüst emlékérme kibocsátásáról
- 5/2012. (VI. 15.) EMMI rendelet A minősített előadó-művészeti szervezetek körének meghatározásáról
- 30/2012. (VI. 21.) BM rendelet A Magyarország 2012. évi központi költségvetéséről szóló 2011. évi CLXXXVIII. törvény 76. §-a szerinti letéti számla felhasználásának szabályairól szóló 12/2012. (III. 30.) BM rendelet módosításáról
- 37/2012. (VI. 21.) NFM rendelet Egyes elektronikus hírközlési és audiovizuális média tárgyú miniszteri rendeletek hatályon kívül helyezéséről
- 54/2012. (VI. 21.) VM rendelet Az Európai Halászati Alap társfinanszírozásában megvalósuló Halászati Operatív Program 3. prioritási tengelye szerinti közös érdekeket célzó intézkedések támogatásának feltételeiről
- 55/2012. (VI. 21.) VM rendelet A XII. Vidékfejlesztési Minisztérium költségvetési fejezethez tartozó fejezeti kezelésű előirányzatok 2012. évi kezelésének, felhasználásának szabályairól
- 56/2012. (VI. 21.) VM rendelet Az Európai Mezőgazdasági Vidékfejlesztési Alapból finanszírozott egyes agrártárgyú miniszteri rendeletek módosításáról
- 57/2012. (VI. 21.) VM rendelet Az Európai Mezőgazdasági Vidékfejlesztési Alapból a fiatal mezőgazdasági termelők indulásához a 2012. évben igényelhető támogatások részletes feltételeiről
- 30/2012. (VI. 25.) KIM rendelet Egyes iparjogvédelmi tárgyú rendeletek módosításáról
- 12/2012. (VI. 25.) NGM rendelet A fegyverek, lövőkészülékek, valamint ezek lőszereinek vizsgálatáról szóló 31/2006. (VI. 1.) GKM rendelet módosításáról
- 13/2012. (VI. 25.) NGM rendelet A közösségi vámjog végrehajtásának részletes szabályairól szóló 15/2004. (IV. 5.) PM rendelet módosításáról
- 58/2012. (VI. 25.) VM rendelet A vidékfejlesztési miniszter által adományozható díjakról és más elismerésekről

##### Július
- 33/2012. (VII. 4.) BM rendelet Az önkormányzatok és társulásaik európai uniós fejlesztési pályázatai saját forrás kiegészítése 2012.évi támogatásának rendjéről szóló 6/2012. (III. 1.) BM rendelet módosításáról
- 34/2012. (VII. 4.) BM rendelet A büntetés-végrehajtási szervezet részéről abüntetés-végrehajtásért felelős miniszter vezetése, irányítása vagy felügyelete alá tartozó szervek irányában fennálló ellátási kötelezettségről, afogvatartottak kötelező foglalkoztatása keretében előállított termékekről és szolgáltatásokról, azok átadás-átvételéről és az ellentételezés rendjéről szóló 9/2011. (III. 23.) BM rendelet módosításáról
- 39/2012. (VII. 4.) NFM rendelet Egyes fejezeti kezelésű előirányzatok felhasználásáról
- 65/2012. (VII. 4.) VM rendelet A takarmányok előállításának, forgalomba hozatalának és felhasználásának egyes szabályairól
- 2/2012. (VII. 5.) KüM rendelet A fejezeti kezelésű előirányzatok felhasználásának szabályairól
- 17/2012. (VII. 5.) NGM rendelet Egyes miniszteri rendeleteknek az új munka törvénykönyve hatálybalépésével kapcsolatos módosításáról
- 9/2012. (VII. 10.) HM rendelet Az állami szerv által igazolt állami célú nemzetközi repülésekhez és a magyar állami légijárművek nemzetközi repüléseihez szükséges engedélyezési eljárásrend részletes szabályairól
- 40/2012. (VII. 10.) NFM rendelet A közlekedési infrastruktúrával összefüggő egyes állami feladatok végrehajtásáról, valamint a feladatok végrehajtásához szükséges források felhasználásának szabályairól
- 66/2012. (VII. 10.) VM rendelet A szárított takarmány előállítók által igénybe vehető csekély összegű (de minimis) támogatásról
- 67/2012. (VII. 10.) VM rendelet A szántóföldi növényfajok vetőmagvainak előállításáról és forgalomba hozataláról szóló 48/2004. (IV. 21.) FVM rendelet, valamint a talajvédelmi szakértői tevékenység folytatásának részletes feltételeiről szóló 181/2009. (XII. 30.) FVM rendelet módosításáról
- 35/2012. (VII. 13.) BM rendelet' A belügyminiszter irányítása alá tartozó szervek egyenruha-ellátásra jogosult személyi állományának ruházati és öltözködési szabályzatáról, valamint a különleges foglalkoztatási állomány ruházati-, fegyverzeti-, kényszerítőeszköz és világítástechnikai felszereléséről szóló 71/2011. (XII. 31.) BM rendelet, valamint a belügyminiszter irányítása alá tartozó költségvetési szervek hivatásos állományú tagjainak 2012. évi ruházati utánpótlási ellátmánya felhasználási rendjéről szóló 19/2012. (IV. 11.) BM rendelet módosításáról
- 18/2012. (VII. 13.) NGM rendelet A nyilvánosan forgalomba hozott értékpapírokkal kapcsolatos tájékoztatási kötelezettség részletes szabályairól szóló 24/2008. (VIII. 15.) PM rendelet módosításáról
- 41/2012. (VII. 13.) NFM rendelet A légijárművek és légijármű komponensek karbantartásának személyi jogosításairól és képzési követelményeiről szóló 13/2012. (III. 6.) NFM rendelet módosításáról
- 68/2012. (VII. 13.) VM rendelet Az állattenyésztési bírság befizetésének rendjéről
- 9/2012. (VII. 13.) EMMI rendelet A határon túli magyarok magyarországi egészségügyi ellátásának támogatásáról szóló 59/2007. (XII. 29.) EüM rendelet módosításáról
- 33/2012. (VII. 13.) KIM rendelet A cégbejegyzési eljárás és a cégnyilvántartás egyes kérdéseiről szóló 21/2006. (V. 18.) IM rendelet módosításáról
- 69/2012. (VII. 13.) VM rendelet	Az Európai Mezőgazdasági Vidékfejlesztési Alapból nem termelő mezőgazdasági beruházásokhoz nyújtandó támogatások részletes feltételeiről szóló 33/2008. (III. 27.) FVM rendelet módosításáról
- 70/2012. (VII. 16.) VM rendelet A szőlőfeldolgozás és a borkészítés során keletkező melléktermékek kivonásáról és támogatással történő lepárlásáról
- 71/2012. (VII. 16.) VM rendelet Egyes miniszteri rendeletek levegővédelemmel összefüggő módosításáról
- 42/2012. (VII. 17.) NFM rendelet A XIX. Uniós fejlesztések fejezetbe tartozó fejezeti kezelésű előirányzatok 2012. évi felhasználásának rendjéről
- 36/2012. (VII. 19.) BM rendelet A szabad mozgás és tartózkodás jogával rendelkező személyek beutazásáról és tartózkodásáról szóló 2007. évi I. törvény, valamint a harmadik országbeli állampolgárok beutazásáról és tartózkodásáról szóló 2007. évi II. törvény végrehajtásáról szóló 25/2007. (V. 31.) IRM rendelet módosításáról
- 10/2012. (VII. 19.) EMMI rendelet Az egyes gyógyszerészeti és orvostechnikai tárgyú miniszteri rendeletek módosításáról
- 10/2012. (VII. 19.) HM rendelet A honvédelmi munkaügyi hatóság kijelöléséről és az ágazati munkaügyi hatósági tevékenység sajátos szabályairól
- 43/2012. (VII. 19.) NFM rendelet A gazdaságfejlesztést szolgáló célelőirányzat 2012. évi felhasználásának részletes szabályairól
- 11/2012. (VII. 20.) HM rendelet A honvédelmi ágazatban foglalkoztatottak közalkalmazotti jogviszonyával összefüggő egyes kérdések rendezéséről szóló 27/2008. (XII. 31.) HM rendelet módosításáról
- 19/2012. (VII. 20.) NGM rendelet A gáz csatlakozó vezetékek és felhasználói berendezések műszaki-biztonsági felülvizsgálatáról
- 20/2012. (VII. 23.) NGM rendelet A termékek eladási ára és egységára, továbbá a szolgáltatások díja feltüntetésének részletes szabályairól szóló 4/2009. (I. 30.) NFGM–SZMM együttes rendelet módosításáról
- 72/2012. (VII. 24.) VM rendelet A termésnövelő anyagok engedélyezéséről, tárolásáról, forgalmazásáról és felhasználásáról szóló 36/2006. (V. 18.) FVM rendelet, a kistermelői élelmiszer-termelés, -előállítás és -értékesítés feltételeiről szóló 52/2010. (IV. 30.) FVM rendelet és a vad védelméről, a vadgazdálkodásról, valamint a vadászatról szóló 1996. évi LV. törvény végrehajtásának szabályairól szóló 79/2004. (V. 4.) FVM rendelet módosításáról
- 73/2012. (VII. 24.) VM rendelet A mezőgazdasági termékek harmadik országokban és belső piacon történő megismertetésével és promóciójával kapcsolatos intézkedésekről szóló 46/2005. (V. 23.) FVM rendelet módosításáról
- 12/2012. (VII. 25.) HM rendelet A kártérítési felelősség körében meg nem térülő kár leírásának és törlésének egyes szabályairól szóló 19/2002. (IV. 5.) HM rendelet, valamint a Magyar Honvédség hivatásos és szerződéses állományú katonái, valamint az önkéntes jelentkezés alapján tartalékos katonai szolgálatot teljesítők kártérítési felelősségének egyes szabályairól szóló 18/2006. (VI. 27.) HM rendelet módosításáról
- 74/2012. (VII. 25.) VM rendelet Egyes önkéntes megkülönböztető megjelölések élelmiszereken történő használatáról
- 75/2012. (VII. 25.) VM rendelet Az állati hulla elszállítási és ártalmatlanítási költségeinek támogatásáról szóló 56/2008. (IV. 25.) FVM rendelet módosításáról

##### Augusztus
- 37/2012. (VIII. 2.) BM rendelet A belügyminiszter által alapított és adományozott elismerésekről
- 38/2012. (VIII. 2.) BM rendelet A Katasztrófa elhárítási célelőirányzatok 2011. évi felhasználásáról szóló 16/2011. (V. 2.) BM rendelet módosításáról
- 39/2012. (VIII. 2.) BM rendelet Az önkormányzatok és társulásaik európai uniós fejlesztési pályázatai saját forrás kiegészítése 2012. évi támogatásának rendjéről szóló 6/2012. (III. 1.) BM rendelet, valamint az önkormányzatok és jogi személyiségű társulásaik európai uniós fejlesztési pályázatai saját forrás kiegészítése 2011. évi támogatásának rendjéről szóló 15/2011. (IV. 22.) BM rendelet módosításáról
- 16/2012. (VIII. 2.) HM rendelet A hivatásos és szerződéses katonai szolgálatra, valamint a katonai oktatási intézményi tanulmányokra való egészségi, pszichikai és fizikai alkalmasság elbírálásáról, továbbá az egészségügyi szabadság, a szolgálatmentesség és a csökkentett napi szolgálati idő engedélyezésének szabályairól szóló 7/2006. (III. 21.) HM rendelet módosításáról
- 17/2012. (VIII. 2.) HM rendelet A Honvédelmi Minisztérium fejezet felügyeletét ellátó szerv egyes belső ellenőrzési jogosítványainak átruházásáról szóló 23/2004. (IX. 3.) HM rendelet hatályon kívül helyezéséről
- 22/2012. (VIII. 2.) NGM rendelet Egyes, az általános forgalmi adót és a jövedéki adót érintő kiváltságok, kedvezmények és mentességek érvényesítésének végrehajtásáról szóló 11/2010. (III. 31.) PM rendelet módosításáról
- 45/2012. (VIII. 2.) NFM rendelet Az energiapolitikáért felelős miniszter szabályozási feladatkörébe tartozó forgalmazási követelmények tekintetében eljáró megfelelőségértékelő szervezetek kijelöléséről és a közlekedésért felelős miniszter szabályozási feladatkörébe tartozó forgalmazási követelmények tekintetében eljáró megfelelőségértékelő szervezetek kijelöléséről szóló 60/2011. (XI. 25.) NFM rendelet módosításáról
- 82/2012. (VIII. 2.) VM rendelet A gyártmánylapról
- 83/2012. (VIII. 2.) VM rendelet A barlangok felszíni védőövezetének kijelöléséről szóló 16/2009. (X. 8.) KvVM rendelet módosításáról
- 84/2012. (VIII. 2.) VM rendelet' Az Európai Mezőgazdasági Vidékfejlesztési Alapból nyújtandó, a vidéki gazdaság és lakosság számára nyújtott alapszolgáltatások körében az integrált közösségi és szolgáltató tér kialakítására és működtetésére igénybe vehető támogatások részletes feltételeiről szóló 112/2009. (VIII. 29.) FVM rendelet módosításáról
- 37/2012. (VIII. 22.) KIM rendelet a címert vagy a zászlót tartalmazó védjegy és formatervezési minta oltalmának megadásához szükséges engedélyről
- 20/2012. (VIII. 31.) EMMI rendelet a nevelési-oktatási intézmények működéséről és a köznevelési intézmények névhasználatáról

##### Szeptember
- 46/2012. (IX. 20.) BM rendelet A közalkalmazottak jogállásáról szóló 1992. évi XXXIII. törvénynek a belügyminiszter ágazati irányítása alá tartozó egyes szerveknél történő végrehajtásáról szóló 37/2011. (X. 28.) BM rendelet módosításáról
- 12/2012. (IX. 21.) PSZÁF rendelet A független biztosításközvetítők felügyeleti adatszolgáltatási kötelezettségéről szóló 12/2011. (IX. 29.) PSZÁF rendelet módosításáról
- 98/2012. (IX. 21.) VM rendelet Az egyes, a zöldség-gyümölcs termelői csoportok és termelői szervezetek szabályozásáról és azok támogatásáról szóló miniszteri rendeletek módosításáról
- 18/2012. (IX. 25.) MNB rendelet A jegybanki alapkamat mértékéről
- 29/2012. (IX. 25.) EMMI rendelet A népjóléti ágazatba tartozó egyes államigazgatási eljárásokért és igazgatási jellegű szolgáltatásokért fizetendő díjakról szóló 50/1996. (XII. 27.) NM rendelet módosításáról
- 99/2012. (IX. 25.) VM rendelet Az Európai Mezőgazdasági Vidékfejlesztési Alapból a LEADER Európai Unión belüli és harmadik országbeli területekkel való nemzetközi együttműködés végrehajtásához 2012-től nyújtandó támogatások részletes feltételeiről
- 13/2012. (IX. 28.) NMHH rendelet A számhordozás részletes szabályairól szóló 2/2012. (I. 24.) NMHH rendelet módosításáról
- 14/2012. (IX. 28.) NMHH rendelet a polgári frekvenciagazdálkodás egyes hatósági eljárásairól szóló 7/2012. (I. 26.) NMHH rendelet módosításáról
- 30/2012. (IX. 28.) EMMI rendelet Az esélyegyenlőséget szolgáló intézkedések és az integrációs rendszerben részt vevő intézmények és az ezen intézményekben dolgozó pedagógusok 2012. évi támogatásáról
- 44/2012. (IX. 28.) KIM rendelet A fejezeti kezelésű előirányzatok kezelésének és felhasználásának szabályairól szóló 19/2012. (III. 22.) KIM rendelet módosításáról
- 30/2012. (IX. 28.) NGM rendelet A fegyverek, lövőkészülékek, valamint ezek lőszereinek vizsgálatáról szóló 31/2006. (VI. 1.) GKM rendelet módosításáról
- 100/2012. (IX. 28.) VM rendelet A védett és a fokozottan védett növény- és állatfajokról, a fokozottan védett barlangok köréről, valamint az Európai Közösségben természetvédelmi szempontból jelentős növény- és állatfajok közzétételéről szóló 13/2001. (V. 9.) KöM rendelet és a növényvédelmi tevékenységről szóló 43/2010. (IV. 23.) FVM rendelet módosításáról
- 101/2012. (IX. 28.) VM rendelet Az Európai Mezőgazdasági Vidékfejlesztési Alapból a genetikai erőforrások megőrzése intézkedés keretében a védett őshonos és veszélyeztetett mezőgazdasági állatfajták megőrzéséhez nyújtandó támogatások igénybevételének részletes feltételeiről szóló 17/2012. (II. 29.) VM rendelet módosításáról

##### Október
- 102/2012. (X. 1.) VM rendelet Az Európai Mezőgazdasági Vidékfejlesztési Alapból a falumegújításra és -fejlesztésre LEADER Helyi Akciócsoportok közreműködésével 2012-től igénybe vehető támogatások részletes feltételeiről
- 103/2012. (X. 1.) VM rendelet Az Európai Mezőgazdasági Vidékfejlesztési Alapból a vidéki örökség megőrzéséhez LEADER Helyi Akciócsoportok közreműködésével 2012-től igénybe vehető támogatások részletes feltételeiről
- 104/2012. (X. 1.) VM rendelet Az Európai Mezőgazdasági Vidékfejlesztési Alapból az erdő-környezetvédelmi intézkedésekhez nyújtandó támogatások részletes feltételeiről szóló 124/2009. (IX. 24.) FVM rendelet, valamint az Európai Mezőgazdasági Vidékfejlesztési Alapból a GAZDANet programhoz nyújtott támogatások igénybevételének részletes feltételeiről szóló 60/2012. (VI. 28.) VM rendelet módosításáról
- 19/2012. (X. 4.) MNB rendelet A jegybanki információs rendszerhez szolgáltatandó információk és az információt szolgáltatók köréről, a szolgáltatás módjáról és határidejéről szóló 14/2011. (X. 13.) MNB rendelet módosításáról
- 47/2012. (X. 4.) BM rendelet Az atomenergia alkalmazásával összefüggő rendőrségi feladatokról

##### November
- 112/2012. (XI. 7.) VM rendelet Az Európai Mezőgazdasági Vidékfejlesztési Alapból aszaktanácsadási szolgáltatások igénybevételéhez nyújtandó támogatások részletes feltételeiről szóló 52/2007. (VI. 28.) FVM rendelet módosításáról [2]
- 60/2012. (XI. 8.) NFM rendelet A villamos energia rendszerhasználati díjak árszabályozásának kereteiről [3]
- 19/2012. (XI. 14.) PSZÁF rendelet A felügyeleti díj megfizetésének, kiszámításának módjáról és feltételeiről szóló 1/2012. (II. 23.) PSZÁF rendelet módosításáról
- 20/2012. (XI. 14.) PSZÁF rendelet A magánnyugdíjpénztárak adatszolgáltatási kötelezettségéről szóló 27/2011. (XI. 30.) PSZÁF rendelete módosításáról
- 21/2012. (XI. 14.) PSZÁF rendelet A kockázati tőkealap-kezelő és a kockázati tőkealap adatszolgáltatási kötelezettségéről szóló 5/2011. (III. 21.) PSZÁF rendelet módosításáról
- 22/2012. (XI. 14.) PSZÁF rendelet A befektetési alapkezelő és a befektetési alap adatszolgáltatási kötelezettségéről szóló 6/2011. (III. 21.) PSZÁF rendelet módosításáról
- 36/2012. (XI. 14.) EMMI rendelet Az érettségi vizsga részletes követelményeiről szóló 40/2002. (V. 24.) OM rendelet, a pedagógiai szakszolgálatokról szóló 4/2010. (I. 19.) OKM rendelet, valamint a nevelési-oktatási intézmények működéséről és a köznevelési intézmények névhasználatáról szóló 20/2012. (VIII. 31.) EMMI rendelet módosításáról
- 37/2012. (XI. 16.) EMMI rendelet a kozmetikai termékek biztonságosságáról, gyártási, forgalmazási feltételeiről és közegészségügyi ellenőrzéséről szóló 40/2001. (XI. 23.) EüM rendelet módosításáról
- 38/2012. (XI. 16.) EMMI rendelet a megváltozott munkaképességű munkavállalókat foglalkoztató munkáltató akkreditációs eljárásáért fizetendő igazgatási szolgáltatási díj szabályairól
- 39/2012. (XI. 21.) EMMI rendelet a felsőoktatási szakképzések képzési és kimeneti követelményeiről
- 40/2012. (XI. 21.) EMMI rendelet a Nemzeti Kulturális Alapról szóló 1993. évi XXIII. törvény végrehajtásáról szóló 9/2006. (V. 9.) NKÖM rendelet módosításáról
- 56/2012. (XI. 22.) BM rendelet az Országgyűlési Őrség hivatásos állományát érintő humánigazgatási tárgyú szabályokról
- 41/2012. (XI. 28.) EMMI rendelet a személyes gondoskodást végző személyek továbbképzéséről és a szociális szakvizsgáról szóló 9/2000. (VIII. 4.) SZCSM rendelet és egyes kapcsolódó miniszteri rendeletek módosításáról
- 42/2012. (XI. 28.) EMMI rendelet egyes egészségügyi tárgyú miniszteri rendeletek módosításáról
- 43/2012. (XI. 29.) EMMI rendelet a műteremlakások bérletére vonatkozó egyes szabályokról szóló 15/1995. (XII. 29.) MKM rendelet módosításáról
- 48/2012. (XI. 29.) KIM rendelet A fejezeti kezelésű előirányzatok kezelésének és felhasználásának szabályairól szóló 19/2012. (III. 22.) KIM rendelet módosításáról
- 49/2012. (XI. 29.) KIM rendelet A cégbejegyzési eljárás és a cégnyilvántartás egyes kérdéseiről szóló 21/2006. (V. 18.) IM rendelet módosításáról
- 60/2012. (XI. 30.) BM rendelet A Budapest Liszt Ferenc Nemzetközi Repülőtér tűzvédelmi, műszaki mentési feladatait ellátó hivatásos tűzoltóság működéséről, fenntartásáról és fejlesztéséről
- 44/2012. (XI. 30.) EMMI rendelet a közalkalmazottak jogállásáról szóló 1992. évi XXXIII. törvény végrehajtásáról az oktatási és kulturális miniszter irányítása alatt álló egyes költségvetési szerveknél foglalkoztatott közalkalmazottak jogállását érintő egyes kérdésekről szóló 37/2008. (XII. 31.) OKM rendelet és az előadó-művészeti államigazgatási szerv által végzett egyes közigazgatási hatósági eljárásokért fizetendő igazgatási szolgáltatási díjról szóló 13/2012. (III. 6.) NEFMI rendelet módosításáról
- 45/2012. (XI. 30.) EMMI rendelet a kulturális javakkal kapcsolatos hatósági eljárásra vonatkozó szabályokról

##### December
- 50/2012. (XII. 4.) KIM rendelet A járási (fővárosi kerületi) hivatalok kialakításával összefüggésben a közigazgatási és igazságügyi miniszter feladatkörébe tartozó miniszteri rendeletek módosításáról [4]
- 32/2012. (XII. 4.) NGM rendelet A vámszabálysértések eljárási szabályairól, valamint felderítése és elbírálása végrehajtásának részletes szabályairól
- 63/2012. (XII. 4.) NFM rendelet Az egyes fejezeti kezelésű előirányzatok felhasználásáról szóló 39/2012. (VII. 4.) NFM rendelet módosításáról
- 46/2012. (XII. 5.) EMMI rendelet a közoktatási tankönyvek legmagasabb fogyasztói áráról szóló 13/2010. (XI. 25.) NEFMI rendelet módosításáról
- 47/2012. (XII. 11.) EMMI rendelet a rehabilitációs orvosszakértői névjegyzékről
- 48/2012. (XII. 12.) EMMI rendelet a pedagógiai-szakmai szolgáltatásokról, a pedagógiai-szakmai szolgáltatásokat ellátó intézményekről és a pedagógiai-szakmai szolgáltatásokban való közreműködés feltételeiről
- 72/2012. (XII. 15.) BM rendelet Az önkormányzati feladatellátást szolgáló fejlesztésekhez kapcsolódó támogatások igénybevételének részletes szabályairól szóló 4/2012. (III. 1.) BM rendelet módosításáról
- 73/2012. (XII. 15.) BM rendelet A tűzoltási, műszaki mentési tevékenységhez kapcsolódó tűzvédelmi technika alkalmazhatóságáról szóló 15/2010. (V. 12.) ÖM rendelet módosításáról
- 74/2012. (XII. 15.) BM rendelet A belügyminiszter irányítása alá tartozó szervek egyenruha-ellátásra jogosult személyi állományának ruházati és öltözködési szabályzatáról, valamint a különleges foglalkoztatási állomány ruházati-, fegyverzeti-, kényszerítőeszköz és világítástechnikai felszereléséről szóló 71/2011. (XII. 31.) BM rendelet módosításáról
- 49/2012. (XII. 15.) EMMI rendelet Az emberi erőforrások minisztere által adományozható elismerésekről
- 67/2012. (XII. 15.) NFM rendelet Az egyetemes postai szolgáltatás keretében küldeményenkénti díjszabás szerint feladott, 50 grammot meg nem haladó tömegű, belföldi levélküldemények, valamint a hivatalos iratokra vonatkozó belföldi postai szolgáltatás díjának meghatározási módszeréről
- 25/2012. (XII. 18.) MNB rendelet A jegybanki alapkamat mértékéről
- 75/2012. (XII. 18.) BM rendelet A fejezeti kezelésű előirányzatok felhasználásának rendjéről szóló 27/2012. (V. 30.) BM rendelet, valamint egyes lakáscélú rendeletek módosításáról
- 23/2012. (XII. 18.) HM rendelet Egyes honvédelmi miniszteri rendeletek módosításáról
- 38/2012. (XII. 18.) NGM rendelet A fejezeti kezelésű előirányzatok kezelésének és felhasználásának szabályairól szóló 11/2012. (VI. 5.) NGM rendelet módosításáról
- 52/2012. (XII. 22.) KIM rendelet A Magyar Közlöny kiadásáról, valamint a jogszabály kihirdetése során történő és a közjogi szervezetszabályozó eszköz közzététele során történő megjelöléséről szóló 32/2010. (XII. 31.) KIM rendelet módosításáról
- 53/2012. (XII. 22.) KIM rendelet A bűnügyi nyilvántartó szerv által teljesített adatszolgáltatás, valamint a hatósági erkölcsi bizonyítvány kiállítása iránti eljárás rendjéről és a hatósági erkölcsi bizonyítvány kiállítása iránti eljárásért fizetendő igazgatási szolgáltatási díjról
- 44/2012. (XII. 22.) NGM rendelet A munkaügyi központok, valamint a fővárosi és megyei kormányhivatal járási (fővárosi kerületi) hivatala munkaügyi kirendeltségének illetékességéről
- 76/2012. (XII. 22.) NFM rendelet A járási (fővárosi kerületi) hivatalok kialakításával, a körzetközponti jegyzői hatáskörök és a többcélú kistérségi társulások megszűnésével összefüggésben a nemzeti fejlesztési miniszter feladatkörébe tartozó miniszteri rendeletek módosításáról
- 77/2012. (XII. 22.) NFM rendelet Egyes gazdasági társaságok felett az államot megillető tulajdonosi jogok és kötelezettségek összességét gyakorló szervezet kijelöléséről
- 78/2012. (XII. 22.) NFM rendelet Egyes energetikai tárgyú árszabályozással összefüggő miniszteri rendeletek módosításáról
- 137/2012. (XII. 22.) VM rendelet Az Európai Mezőgazdasági Vidékfejlesztési Alap társfinanszírozásában megvalósuló támogatások igénybevételének általános szabályairól szóló 23/2007. (IV. 17.) FVM rendelet módosításáról
- 138/2012. (XII. 22.) VM rendelet Az Európai Mezőgazdasági Vidékfejlesztési Alapból finanszírozott egyes állatlétszám alapú agrártámogatási tárgyú miniszteri rendeletek módosításáról
- 139/2012. (XII. 22.) VM rendelet Az egyes agrártámogatási tárgyú miniszteri rendeletek módosításáról
- 140/2012. (XII. 22.) VM rendelet A vágóállatok leölésének és levágásának állatvédelmi szabályairól
- 29/2012. (XII. 27.) PSZÁF rendelet Az egyes PSZÁF rendeletek módosításáról
- 52/2012. (XII. 27.) EMMI rendelet Egyes gyógyszerekkel és orvostechnikai eszközökkel kapcsolatos miniszteri rendeletek módosításáról
- 45/2012. (XII. 27.) NGM rendelet Az önkormányzati adóigazgatással összefüggő pénzügyminiszteri rendeletek módosításáról
- 46/2012. (XII. 27.) NGM rendelet Egyes illetékjogi tárgyú miniszteri rendeletek módosításáról
- 47/2012. (XII. 27.) NGM rendelet A könyvviteli szolgáltatást végzők nyilvántartásba vételéért, a nyilvántartásban szereplő adatok módosításáért, valamint a nyilvántartásból való törlésért, továbbá a továbbképző szervezetek akkreditációs eljárásáért fizetendő igazgatási szolgáltatási díjról és a díj megfizetésének részletes szabályairól szóló 39/2008. (XII. 31.) PM rendelet módosításáról
- 79/2012. (XII. 27.) NFM rendelet Az autópályák, autóutak és főutak használatának díjáról szóló 36/2007. (III. 26.) GKM rendelet módosításáról
- 141/2012. (XII. 27.) VM rendelet A 2013. évi óvoda-, és iskolatej program szabályozásáról
- 142/2012. (XII. 27.) VM rendelet A szőlőültetvények szerkezetátalakításához és -átállításához a 2012/2013 borpiaci évtől igényelhető támogatás feltételeiről
- 143/2012. (XII. 27.) VM rendelet A Magyar Takarmánykódex kötelező előírásairól szóló 44/2003. (IV. 26.) FVM rendelet, valamint a takarmányok előállításának, forgalomba hozatalának és felhasználásának egyes szabályairól szóló 65/2012. (VII. 4.) VM rendelet módosításáról
- 144/2012. (XII. 27.) VM rendelet A PCB, valamint a PCB-t tartalmazó berendezések kezelésének részletes szabályairól
- 145/2012. (XII. 27.) VM rendelet A hulladékolajjal kapcsolatos hulladékgazdálkodási tevékenységek részletes szabályairól
- 146/2012. (XII. 27.) VM rendelet A Körös-éri Tájvédelmi Körzet létesítéséről
- 147/2012. (XII. 27.) VM rendelet A vizek mezőgazdasági eredetű nitrátszennyezéssel szembeni védelméhez szükséges cselekvési program részletes szabályairól, valamint az adatszolgáltatás és nyilvántartás rendjéről szóló 59/2008. (IV. 29.) FVM rendelet módosításáról
- 8/2012. (XII. 28.) BM rendelet Az önkormányzati hivatalok egységes irattári tervének kiadásáról
- 79/2012. (XII. 28.) BM rendelet A kulturális örökségvédelmi szervezetrendszer átalakításával összefüggésben a belügyminiszter feladat- és hatáskörébe tartozó egyes miniszteri rendeletek módosításáról
- 80/2012. (XII. 28.) BM rendelet A régészeti lelőhely és a műemléki érték védetté nyilvánításáról, nyilvántartásáról és a régészeti feltárás részletes szabályairól
- 53/2012. (XII. 28.) EMMI rendelet Egyes gyógyszerészeti tárgyú miniszteri rendeleteknek a 2011/62/EU irányelv átültetése érdekében történő módosításáról
- 54/2012. (XII. 28.) KIM rendelet Az anyakönyvi eljárásokra, az állampolgársági eljárásokra és a személyiadat- és lakcímnyilvántartással összefüggő eljárásokra vonatkozó egyes miniszteri rendeleteknek a Magyary Egyszerűsítési Programmal összefüggő módosításáról
- 55/2012. (XII. 28.) KIM rendelet A polgárok személyi adatainak és lakcímének nyilvántartásáról szóló 1992. évi LXVI. törvény hatálya alá tartozó értesítési szolgáltatásokért fizetendő igazgatási szolgáltatási díj mértékéről és megfizetésének szabályairól
- 56/2012. (XII. 28.) KIM rendelet Az értesítési címnek a polgárok személyi és lakcím adatait tartalmazó nyilvántartásba vétele igényléséért, a bejelentett értesítési cím megújításáért, megváltoztatásáért és törléséért fizetendő igazgatási szolgáltatási díj mértékéről és megfizetésének szabályairól
- 57/2012. (XII. 28.) KIM rendelet Az igazságügyért felelős miniszter által alkotott egyes miniszteri rendeleteknek a járásbíróságok, valamint a közigazgatási és munkaügyi bíróságok működésének megkezdésével összefüggő módosításáról
- 58/2012. (XII. 28.) KIM rendelet A civil szervezetek nyilvántartásával összefüggésben a bírósági eljárásokban érvényesülő ügyviteli és iratkezelési szabályokról
- 148/2012. (XII. 28.) VM rendelet Az egyes ingatlan-nyilvántartási eljárások egyszerűsítésével összefüggő miniszteri rendeletek módosításáról
- 81/2012. (XII. 28.) BM rendelet Az egyes szolgálati jogviszonnyal összefüggő törvények módosításáról szóló törvénnyel összefüggésben a fegyveres szervek hivatásos állományú tagjainak szolgálati viszonyáról szóló 1996. évi XLIII. törvény egyes miniszteri rendeleti szintű végrehajtási rendeleteinek módosításáról
- 82/2012. (XII. 28.) BM rendelet Egyes miniszteri rendeleteknek az útlevéleljárások egyszerűsítéséhez kapcsolódó módosításáról
- 83/2012. (XII. 28.) BM rendelet A szabad mozgás és tartózkodás jogával rendelkező személyek beutazásáról és tartózkodásáról szóló 2007. évi I. törvény, valamint a harmadik országbeli állampolgárok beutazásáról és tartózkodásáról szóló 2007. évi II. törvény végrehajtásáról szóló 25/2007. (V. 31.) IRM rendelet módosításáról
- 84/2012. (XII. 28.) BM rendelet Az Országgyűlési Őrség szolgálati szabályzatáról
- 85/2012. (XII. 28.) BM rendelet Az Országgyűlési Őrség hivatásos állományát érintő gazdasági tárgyú szabályokról
- 86/2012. (XII. 28.) BM rendelet A rendészeti feladatokat ellátó személyek és a segédfelügyelők által alkalmazható kényszerítő eszközök igénylésének, átvételének és visszavételének szabályairól, a térítés módjáról, a kényszerítő eszközök típusaira, fajtáira és az alkalmazásukra, valamint a jelentéstétel és a kivizsgálás rendjére vonatkozó részletes szabályokról
- 54/2012. (XII. 28.) EMMI rendelet A kulturális örökségvédelmi szervezetrendszer átalakításával összefüggésben az emberi erőforrások minisztere feladat- és hatáskörébe tartozó egyes miniszteri rendeletek módosításáról
- 55/2012. (XII. 28.) EMMI rendelet Egyes egészségbiztosítási tárgyú miniszteri rendeletek módosításáról
- 59/2012. (XII. 28.) KIM rendelet A járási (fővárosi kerületi) hivatalok kialakításával összefüggésben a közigazgatási és igazságügyi miniszter feladatkörébe tartozó miniszteri rendeletek módosításáról szóló 50/2012. (XII. 4.) KIM rendelet módosításáról
- 60/2012. (XII. 28.) KIM rendelet A szabadságvesztés és az előzetes letartóztatás végrehajtásának szabályairól szóló 6/1996. (VII. 12.) IM rendeletnek, a büntetőügyekben hozott határozatok végrehajtása során a bíróságokra és egyéb szervekre háruló feladatokról szóló 9/2002. (IV. 9.) IM rendeletnek és a bűnügyi nyilvántartási rendszer egyes nyilvántartásai részére történő adatközlés szabályairól szóló 20/2009. (VI. 19.) IRM rendeletnek az útlevéleljárások egyszerűsítéséhez kapcsolódó módosításáról
- 48/2012. (XII. 28.) NGM rendelet A nemzetgazdasági miniszter feladatkörébe tartozó egyes miniszteri rendeleteknek a járási (fővárosi kerületi) hivatalok kialakításával összefüggő módosításáról
- 49/2012. (XII. 28.) NGM rendelet Az adó-végrehajtási eljárás során felmerült végrehajtási költségek és a végrehajtási költségátalány megállapításának és megfizetésének részletes szabályairól
- 50/2012. (XII. 28.) NGM rendelet A kiemelt adózók kijelöléséről, valamint a legnagyobb adóteljesítménnyel rendelkező adózók körének megállapításáról szóló 4/2012. (II. 14.) NGM rendelet módosításáról
- 51/2012. (XII. 28.) NGM rendelet A pénzügyminiszter irányítása alá tartozó nyomozó hatóságok nyomozásának részletes szabályairól és a nyomozási cselekmények jegyzőkönyv helyett más módon való rögzítésének szabályairól szóló 17/2003. (VII. 1.) PM–IM együttes rendelet módosításáról
- 80/2012. (XII. 28.) NFM rendelet Az üvegházhatású gázok kibocsátásával kapcsolatos egyes tevékenységek igazgatási szolgáltatási díjáról és felügyeleti díjáról
- 81/2012. (XII. 28.) NFM rendelet A bányászati koncessziós pályázati eljárásról
- 82/2012. (XII. 28.) NFM rendelet A bányatérképek méretarányára és tartalmára vonatkozó Bányabiztonsági Szabályzatról szóló 10/2010. (II. 26.) KHEM rendelet és a hites bányamérőről szóló 12/2010. (III. 4.) KHEM rendelet módosításáról
- 149/2012. (XII. 28.) VM rendelet A járási földhivatalok illetékességi területeinek kijelöléséről
- 150/2012. (XII. 28.) VM rendelet A zöldség-gyümölcs termelői csoportokról és termelői szervezetekről
- 58/2012. (XII. 29.) EMMI rendelet Az otthoni szakápolással, hospice ellátással, valamint a rehabilitációs ellátásokkal, szanatóriumi ellátással összefüggő eljárások egyszerűsítéséről
- 54/2012. (XII. 29.) NGM rendelet A Magyar Export-Import Bank Részvénytársaság és a Magyar Exporthitel Biztosító Részvénytársaság központi költségvetéssel történő elszámolásának részletes szabályairól szóló 16/1998. (V. 20.) PM rendelet módosításáról
- 151/2012. (XII. 29.) VM rendelet A járási (fővárosi kerületi) hivatalok kialakításával összefüggésben egyes miniszteri rendeletek módosításáról

#### Kormányhatározatok

##### Január (1001−1016)
- 1001/2012. (I. 11.) Korm. határozat Magyarország Honvédelmi Minisztériuma (Fegyverzeti és Hadbiztosi Hivatal) és a Svéd Királyság Försvarsexportmyndigheten (Svéd Védelmi és Biztonsági Export Ügynökség) elnevezésű szervezete között a JAS-39 Gripen típusú repülőgépek bérletével kapcsolatos részletes feltételeket tartalmazó Bérleti Megállapodásban foglalt bérleti időszak módosítására vonatkozó megállapodás aláírásáról szóló felhatalmazásról
- 1002/2012. (I. 11.) Korm. határozat A mezőgazdasági termelés területén energiahasznosítás céljából kitermelt termálvíz visszatáplálására vonatkozó kötelezettség felfüggesztéséről
- 1003/2012. (I. 11.) Korm. határozat A foglalkoztatáspolitikai szervezetrendszer átalakításáról szóló 1413/2011. (XII. 1.) Korm. határozatban elrendelt létszámleépítés egyszeri kiadásainak finanszírozásáról
- 1004/2012. (I. 11.) Korm. határozat A kormányzati létszámcsökkentésről
- 1009/2012. (I. 23.) Korm. határozat A Magyarország Kormánya és a Szlovák Köztársaság Kormánya között, a közös államhatáron átvezető közutak forgalmi jellegéről szóló Megállapodás szövegének végleges megállapítására adott felhatalmazásról
- 1010/2012. (I. 23.) Korm. határozat A Belügyminisztérium és a Külügyminisztérium fejezetek címrendi módosításáról
- 1011/2012. (I. 23.) Korm. határozat Magyarország IV. középtávú fogyasztóvédelmi politikájának megvalósítására irányuló, 2014-ig szóló feladatterv végrehajtásához szükséges kormányzati intézkedésekről
- 1012/2012. (I. 24.) Korm. határozat Magyarország Kormánya és a Szerb Köztársaság Kormánya között a közúti, a vasúti és a vízi határforgalom ellenőrzéséről szóló Megállapodás szövegének végleges megállapítására adott felhatalmazásról
- 1013/2012. (I. 26.) Korm. határozat A munkabérek nettó értékének 2012. évi megőrzését elősegítő kiegészítő munkáltatói kompenzáció előkészítéséről
- 1014/2012. (I. 26.) Korm. határozat A Magyar Történelmi Film Közalapítvány megszüntetéséről
- 1015/2012. (I. 26.) Korm. határozat A Közlekedési Operatív Program 2011–2013. évekre szóló akciótervének megállapításáról
- 1016/2012. (I. 31.) Korm. határozat A Malév Magyar Légiközlekedési Zrt. menetrend szerinti járatainak leállása esetén a légitársaság utasainak nyújtandó állami segítség forrásbiztosításának céljából a rendkívüli kormányzati intézkedésekre szánt tartalék terhére történő költségvetési fejezetek közötti előirányzat-átcsoportosításról

##### Február (1017−1048)
- 1017/2012. (II. 1) Korm. határozat A Magyarország Kormánya és a Szerb Köztársaság Kormánya között a nemzetközi közúti személyszállításról és árufuvarozásról szóló Egyezmény szövegének végleges megállapítására adott felhatalmazásról
- 1018/2012. (II. 1.) Korm. határozat A terhességi-gyermekágyi segélyben és gyermekgondozási díjban részesülők számára nyújtott jövedelempótlék fedezetének biztosításáról
- 1019/2012. (II. 1.) Korm. határozat Az Épület- és Lakásgazdálkodási Fenntartási Innovációs K+F Alapítvány megszüntetéséről
- 1020/2012. (II. 1.) Korm. határozat A 2012. évi gyümölcsös ültetvények, valamint gyümölcsös ültetvény méretet el nem érő, gyümölcsfával betelepített területek összeírásához szükséges adatátvétel előkészítéséről
- 1021/2012. (II. 1.) Korm. határozat A Vidékfejlesztési Minisztérium és a Külügyminisztérium fejezetek közötti előirányzat-átcsoportosításról
- 1022/2012. (II. 14.) Korm. határozat A Magyarország Kormánya és a Koszovói Köztársaság Kormánya között az államaik területén jogellenesen tartózkodó személyek visszafogadásáról szóló Megállapodás, valamint a Magyarország Kormánya és a Koszovói Köztársaság Kormánya között a Magyarország Kormánya és a Koszovói Köztársaság Kormánya között az államaik területén jogellenesen tartózkodó személyek visszafogadásáról szóló Megállapodás végrehajtásáról szóló Jegyzőkönyv szövegének végleges megállapítására adott felhatalmazásról
- 1023/2012. (II. 14.) Korm. határozat A Magyarország Kormánya és a Szlovák Köztársaság Kormánya között a két ország közös államhatárán, Ipolydamásd és Helemba (Chľaba) települések közötti közúti Ipoly-híd és a kapcsolódó létesítmények megépítéséről szóló Megállapodás szövegének végleges megállapítására adott felhatalmazásról
- 1024/2012. (II. 14.) Korm. határozat A Magyarország Kormánya és a Szlovák Köztársaság Kormánya között a két ország közös államhatárán, Vámosmikola és Ipolypásztó (Pastovce) települések közötti közúti Ipoly-híd és a kapcsolódó létesítmények megépítéséről szóló Megállapodás szövegének végleges megállapítására adott felhatalmazásról
- 1025/2012. (II. 14.) Korm. határozat Az európai területi társulásokkal, valamint az ágazati stratégiák határon átnyúló vonatkozásaival kapcsolatos feladatokról
- 1026/2012. (II. 14.) Korm. határozat A Tudományos és Technológiai Alapítvány közhasznú nonprofit gazdasági társasággá történő átalakításáról szóló 1150/2011. (V. 18.) Korm. határozat módosításáról
- 1027/2012. (II. 14.) Korm. határozat A Hitelintézeti Felszámoló Nonprofit Korlátolt Felelősségű Társaságnak a stratégiailag kiemelt jelentőségű gazdálkodó szervezet meghatározásáról szóló 4/2012. (I. 30.) Korm. rendelettel összefüggő feladatának ellátásához szükséges forrás költségvetési fejezetek közötti előirányzat-átcsoportosítással történő biztosításáról
- 1028/2012. (II. 15.) Korm. határozat A Magyarország Kormánya és a Nemzetközi Vadászati és Vadvédelmi Tanács közti Együttműködési Megállapodásról
- 1029/2012. (II. 16.) Korm. határozat Az Országgyűlés fejezet 2011. évi kötelezettségvállalással nem terhelt előirányzat-maradványának felhasználásáról
- 1030/2012. (II. 16.) Korm. határozat Egyes kormányhatározatok hatályon kívül helyezéséről és módosításáról
- 1031/2012. (II. 21.) Korm. határozat A 2013 és 2014 során a közép-európai regionális együttműködési szervezetekben betöltendő magyar elnökségek összehangolásáról, lebonyolításukból eredő feladatokról, valamint a végrehajtás feltételeinek megteremtéséről
- 1032/2012. (II. 21.) Korm. határozat A „2011. évi magyar EU elnökségi feladatok” fejezeti kezelésű előirányzat fel nem használt részének más jogcímekre történő átcsoportosításáról szóló 1461/2011. (XII. 22.) Korm. határozat 2. pontjában engedélyezett átcsoportosítás kötelezettségvállalással nem terhelt maradványa felhasználásának engedélyezéséről és a rendkívüli kormányzati intézkedések előirányzatból történő átcsoportosításról
- 1033/2012. (II. 21.) Korm. határozat A Budapesti Osztrák Iskola Alapítvány Alapító Okiratának módosításáról
- 1034/2012. (II. 21.) Korm. határozat A Magyar–Francia Ifjúsági Alapítvány Alapító Okiratának módosításáról
- 1035/2012. (II. 21.) Korm. határozat Magyarország Nemzeti Biztonsági Stratégiájáról
- 1036/2012. (II. 21.) Korm. határozat A 2012. és 2013. évi költségvetési hiánycél biztosításához szükséges további intézkedésekről
- 1037/2012. (II. 21.) Korm. határozat A rendkívüli kormányzati intézkedések előirányzatból történő átcsoportosításról
- 1038/2012. (II. 21.) Korm. határozat A rendkívüli kormányzati intézkedések előirányzatból történő átcsoportosításról
- 1039/2012. (II. 22.) Korm. határozat Az Emberi Jogi Munkacsoportról
- 1040/2012. (II. 22.) Korm. határozat Az Új Magyarország TÉSZ Forgóeszköz Hitelprogramról szóló 1066/2008. (XI. 3.) Korm. határozat szerinti Hitelprogram keretében újonnan megkötött vagy módosításra kerülő hitelszerződésekre vonatkozó feltételekről
- 1041/2012. (II. 22.) Korm. határozat A gazdasági és monetáris unióban megvalósuló stabilitásról, koordinációról és kormányzásról szóló szerződés szövegének végleges megállapítására adott felhatalmazásról
- 1042/2012. (II. 23.) Korm. határozat Magyarország vízgyűjtő-gazdálkodási tervéről
- 1043/2012. (II. 23.) Korm. határozat Az Ipar a Korszerű Mérnökképzésért Alapítvány megszüntetéséről
- 1044/2012. (II. 23.) Korm. határozat A Tempus Közalapítvány Alapító Okiratának módosításáról
- 1045/2012. (II. 29.) Korm. határozat Magyarországnak a Regionális vagy Kisebbségi Nyelvek Európai Kartája 2. cikk szerinti kötelezettségvállalásai végrehajtására vonatkozó ötödik időszaki jelentéséről
- 1046/2012. (II. 29.) Korm. határozat A honvédelmi kiadások és a hosszú távú tervezés feltételeinek megteremtését szolgáló költségvetési források biztosításáról
- 1047/2012. (II. 29.) Korm. határozat A Budapesti Kamaraszínház Közhasznú Nonprofit Kft. és a Játékszín Terézkörúti Színház Nonprofit Kft. 2011/2012-es évad befejezéséig történő működéséhez szükséges forrás biztosításáról
- 1048/2012. (II. 29.) Korm. határozat A Nemzetközi Kibertér Konferencia (Budapest, 2012) megszervezésével és lebonyolításával kapcsolatos feladatokról

##### Március (1049−1086)
- 1049/2012. (III. 6.) Korm. határozat A 2012. évi központi költségvetés céltartalékából a IX. Helyi önkormányzatok támogatásai és helyben maradó személyi jövedelemadója fejezetbe történő előirányzat átcsoportosításáról
- 1050/2012. (III. 6.) Korm. határozat Az Andrássy negyed részeként az új nemzeti közgyűjteményi épületegyüttes megvalósításához és a Hősök tere forgalomcsillapításához szükséges intézkedésekről szóló 1353/2011. (X. 20.) Korm. határozat módosításáról
- 1051/2012. (III. 6.) Korm. határozat A nemzeti filmipar megújítása érdekében szükséges feladatok kiegészítő támogatásáról szóló 1238/2011. (VII. 11.) Korm. határozat módosításáról
- 1052/2012. (III. 6.) Korm. határozat A miniszteri gépjárművek üzemeltetéséhez kapcsolódó költségvetési előirányzat átcsoportosításáról
- 1053/2012. (III. 6.) Korm. határozat A budai Várbazár felújításának és a Várnegyed hosszú távú fejlesztési koncepciójának kidolgozásáért, valamint a fertődi Esterházy-kastély rekonstrukciójával kapcsolatos állami feladatok koordinálásáért felelős kormánybiztos kinevezéséről és feladatairól
- 1054/2012. (III. 7.) Korm. határozat „Életmentő Emlékérem” adományozásáról
- 1055/2012. (III. 9.) Korm. határozat A Magyarország Kormánya és Románia Kormánya között a magyar–román államhatárt metsző vízszállító vezeték építésének és üzemeltetésének szabályozásáról szóló Megállapodás szövegének végleges megállapítására adott felhatalmazásról
- 1056/2012. (III. 9.) Korm. határozat Az új Országos Fogyatékosügyi Program végrehajtásának 2012–2013. évekre vonatkozó intézkedési tervéről
- 1057/2012. (III. 9.) Korm. határozat Az EUROPA CANTAT 2015. PÉCS kórusfesztivál rendezési jogának elnyerése esetén szükséges kormányzati intézkedésekről
- 1058/2012. (III. 9.) Korm. határozat A magyar filmszakmai támogatási rendszerrel kapcsolatos egyes feladatok megosztásáról szóló 1203/2011. (VI. 21.) Korm. határozat módosításáról
- 1059/2012. (III. 12.) Korm. határozat Integrált Közigazgatási Központ létrehozásáról a Komárom-Esztergom Megyei Kormányhivatal egységes elhelyezése céljából
- 1060/2012. (III. 12.) Korm. határozat Az Igazságügyi Megfigyelő és Elmegyógyító Intézet (Budapest), a Büntetés-végrehajtás Központi Kórház (Tököl) és a Szegedi Fegyház és Börtön Krónikus Utókezelő Részleg (Algyő-Nagyfa) közös telephelyre integrálásával összefüggő feladatokról
- 1061/2012. (III. 12.) Korm. határozat A Nemzeti Lovas Programban meghatározott feladatokról és a kiemelt feladatok végrehajtásához szükséges intézkedésekről
- 1062/2012. (III. 14.) Korm. határozat A TÁMOP 5.2.1-11/1 kiemelt projekt Társadalmi Megújulás Operatív Program 2009–2010. évi akciótervében történő nevesítéséről
- 1063/2012. (III. 14.) Korm. határozat A Szervátültetettek 2011. évi Világjátékain és a Speciális Olimpia 2011. évi Nyári Világjátékain elért sporteredmények állami elismeréséről szóló 1200/2011. (VI. 21.) Korm. határozat módosításáról
- 1064/2012. (III. 14.) Korm. határozat A rendkívüli kormányzati intézkedések előirányzatból történő átcsoportosításról
- 1065/2012. (III. 19.) Korm. határozat A Magyarország Kiváló Művésze, a Magyarország Érdemes Művésze és a Magyarország Babérkoszorúja díjak 2012. évi adományozásáról
- 1066/2012. (III. 19.) Korm. határozat A fővárosi közösségi közlekedés működtetéséhez szükséges intézkedésekről
- 1067/2012. (III. 20.) Korm. határozat A szociális szövetkezetekkel kapcsolatos egyes feladatokról
- 1068/2012. (III. 20.) Korm. határozat A Nemzeti Önkéntes Stratégia 2012–2020 elfogadásáról és a végrehajtásához szükséges középtávú feladatokról
- 1069/2012. (III. 20.) Korm. határozat A Magyar Mozgókép Közalapítvány megszüntetéséről
- 1070/2012. (III. 22.) Korm. határozat A IX. Helyi önkormányzatok támogatásai és helyben maradó személyi jövedelemadója fejezetből való előirányzat átcsoportosításáról
- 1071/2012. (III. 22.) Korm. határozat Az egészségügyi ágazat egyes foglalkoztatottjai 2012. évi bérfejlesztésének lehetséges irányairól
- 1072/2012. (III. 22.) Korm. határozat A Nemzeti Fejlesztési Minisztérium és a Nemzeti Erőforrás Minisztérium fejezetek címrendi módosításáról
- 1073/2012. (III. 28.) Korm. határozat Szeptember 5-ének, Calcuttai Teréz anya halála napjának az ENSZ Közgyűlése által a Jótékonyság Világnapjává történő nyilvánítása kezdeményezéséről
- 1074/2012. (III. 28.) Korm. határozat A Nemzeti Vidékstratégia végrehajtásával összefüggő feladatokról
- 1075/2012. (III. 28.) Korm. határozat Az Agrár Forgóeszköz Hitelprogram bevezetéséről és az Agrár Forgóeszköz Vis Maior Hitelprogram keretösszegének felemeléséről szóló 1085/2011. (IV. 12.) Korm. határozat módosításáról
- 1076/2012. (III. 28.) Korm. határozat Az Európai Mezőgazdasági Garancia Alapból fizetendő 2012. évi egységes területalapú támogatáshoz nyújtandó kiegészítő nemzeti támogatás költségvetési forrásáról
- 1077/2012. (III. 28.) Korm. határozat Az Uniós Fejlesztések és a Vidékfejlesztési Minisztérium fejezetek közötti előirányzat-átcsoportosításról
- 1078/2012. (III. 28.) Korm. határozat A Közlekedési Operatív Program keretében új kiemelt projektjavaslatok akciótervi nevesítéséről
- 1079/2012. (III. 28.) Korm. határozat Az Elektronikus Információszolgáltatás Nemzeti Program finanszírozásával és működtetésével kapcsolatos feladatokról
- 1080/2012. (III. 28.) Korm. határozat A rendkívüli kormányzati intézkedések előirányzatból történő átcsoportosításról
- 1081/2012. (III. 28.) Korm. határozat A Magyar Közút Nonprofit Zrt. projektgazda kiemelt útfelújítási projektjei támogatásának a növeléséről az Észak-Magyarországi Operatív Program, Dél-Alföldi Operatív Program, Dél-Dunántúli Operatív Program és Nyugat-Dunántúli Operatív Program keretét érintően
- 1082/2012. (III. 30.) Korm. határozat Az egységes közadatkereső rendszer és központi elektronikus jegyzék megújításáról
- 1083/2012. (III. 30.) Korm. határozat A Magyar Fejlesztési Bank Zrt. által magyarországi pénzügyi intézmények részére alárendelt kölcsöntőke nyújtásáról
- 1084/2012. (III. 30.) Korm. határozat Az egyes szociális jellegű ellátások készpénz-helyettesítő eszköz alkalmazásával való folyósításával kapcsolatos egyes feladatokról
- 1085/2012. (III. 30.) Korm. határozat A termőföld tulajdonjogának megszerzését korlátozó jogszabályi rendelkezések kijátszására irányuló szerződések felszámolásáról
- 1086/2012. (III. 30.) Korm. határozat A Nemzeti Erőforrás Minisztérium és a Közigazgatási és Igazságügyi Minisztérium fejezetek közötti előirányzat-átcsoportosításról az oktatási esélyegyenlőséget szolgáló intézkedések támogatása érdekében

##### Április (1087−1133)
- 1087/2012. (IV. 2.) Korm. határozat Az Európa Tanácsnak a kulturális örökség társadalmi értékéről szóló, Faróban, 2005. év október 27. napján elfogadott keretegyezménye szövegének végleges megállapításáról
- 1088/2012. (IV. 2.) Korm. határozat A NATO válságkezelési gyakorlatok nemzeti feladatainak végrehajtásáról
- 1089/2012. (IV. 2.) Korm. határozat A tevékeny időskor és a nemzedékek közötti szolidaritás európai évének Magyarországi Programjáról
- 1090/2012. (IV. 2.) Korm. határozat A magyar szellemi teljesítményeket bemutató kiállítási központ létrehozásával és a Rubik kockát bemutató nemzetközi vándorkiállítással kapcsolatos egyes kérdésekről
- 1091/2012. (IV. 2.) Korm. határozat A visszaélés szempontjából veszélyes új szer vagy ismert szer új besorolásával kapcsolatos feladatokról szóló 1196/2009. (XI. 20.) Korm. határozat hatályon kívül helyezéséről
- 1092/2012. (IV. 2.) Korm. határozat A rendkívüli kormányzati intézkedések előirányzatból történő átcsoportosításról
- 1093/2012. (IV. 2.) Korm. határozat A rendkívüli kormányzati intézkedések előirányzatból történő átcsoportosításról
- 1094/2012. (IV. 3.) Korm. határozat A megyei múzeumok, könyvtárak és közművelődési intézmények további fenntartásáról, valamint a települési önkormányzatok kötelező kulturális feladatairól
- 1095/2012. (IV. 3.) Korm. határozat A fővárosi közösségi közlekedés működtetéséhez szükséges állami biztosíték nyújtásáról
- 1096/2012. (IV. 4.) Korm. határozat Az állami vagyon gyarapításával kapcsolatos egyes kérdésekről szóló 1466/2011. (XII. 23.) Korm. határozat módosításáról
- 1097/2012. (IV. 4.) Korm. határozat A Magyarország Kormánya és Ukrajna Miniszteri Kabinetje között a közúti és vasúti határforgalom ellenőrzéséről a határátkelőhelyeken szóló Megállapodás szövegének végleges megállapítására adott felhatalmazásról
- 1098/2012. (IV. 5.) Korm. határozat A Cseh Köztársaság és Magyarország között a minősített adatok cseréjéről és kölcsönös védelméről szóló egyezmény szövegének végleges megállapításáról
- 1099/2012. (IV. 5.) Korm. határozat A Szlovák Köztársaság és Magyarország között a minősített adatok cseréjéről és kölcsönös védelméről szóló egyezmény szövegének végleges megállapításáról
- 1100/2012. (IV. 5.) Korm. határozat Egyes állami vagyontárgyak ingyenes tulajdonba adásáról
- 1101/2012. (IV. 5.) Korm. határozat A lakosság állampapír állományának növeléséhez szükséges intézkedésekről
- 1102/2012. (IV. 5.) Korm. határozat Az Európai Mezőgazdasági Vidékfejlesztési Alap társfinanszírozásában megvalósuló nemzeti vidékfejlesztési program végrehajtásával kapcsolatos feladatokról
- 1103/2012. (IV. 5.) Korm. határozat A rendkívüli kormányzati intézkedések előirányzatból történő átcsoportosításról
- 1104/2012. (IV. 6.) Korm. határozat A korrupció elleni kormányzati intézkedésekről és a Közigazgatás Korrupció-megelőzési Programjának elfogadásáról
- 1105/2012. (IV. 6.) Korm. határozat A határátkelőhelyek fejlesztésének 2012-ben időszerű feladatairól
- 1106/2012. (IV. 11.) Korm. határozat A megyei intézményfenntartó központok által átvett a szociális intézményekkel kapcsolatos egyes feladatok ellátásáról
- 1107/2012. (IV. 11.) Korm. határozat A megyei levéltáraknak a Magyar Országos Levéltárba történő beolvadásáról
- 1108/2012. (IV. 11.) Korm. határozat A Tüskecsarnok projekt befejezéséről
- 1109/2012. (IV. 12.) Korm. határozat Magyarország 2012–2020. évre szóló külgazdasági stratégiájának végrehajtásáról
- 1110/2012. (IV. 12.) Korm. határozat A Gazdaságfejlesztési Operatív Program és a Darányi Ignác Vidékfejlesztési Program közötti lehatárolás felülvizsgálatáról
- 1111/2012. (IV. 12.) Korm. határozat Az MFB Közösségi Közlekedésfejlesztési Hitelprogram átalakításáról
- 1112/2012. (IV. 12.) Korm. határozat Az „M0 útgyűrű építése 0+000–29+500 km szelvények között” című nagyprojekt műszaki tartalmának bővüléséről, valamint az erről szóló tájékoztatás Európai Bizottsághoz történő benyújtásának Kormány általi elrendeléséről
- 1113/2012. (IV. 12.) Korm. határozat A KEOP keretében megvalósuló „Kék-víz” Észak-Bács-Kiskun Megyei Ivóvízminőség-javító Program című, ötmilliárd forintot meghaladó támogatási igényű projektjavaslat jóváhagyásáról
- 1114/2012. (IV. 12.) Korm. határozat A „Sopron–Szombathely–Szentgotthárd vasútvonal korszerűsítése” című nagyprojekt támogatásának növeléséről
- 1115/2012. (IV. 16.) Korm. határozat A rendkívüli kormányzati intézkedések előirányzatból történő átcsoportosításról
- 1116/2012. (IV. 18.) Korm. határozat A tanúvédelem terén történő együttműködésről szóló multilaterális Megállapodás szövegének végleges megállapítására adott felhatalmazásról
- 1117/2012. (IV. 21.) Korm. határozat A Magyar Fejlesztési Bank tőkehelyzetének rendezéséről szóló 1398/2011. (XI. 18.) Korm. határozat módosításáról
- 1118/2012. (IV. 21.) Korm. határozat A Nemzeti Infrastruktúra Fejlesztő Zrt. tőkeemelésével kapcsolatos előirányzat-átcsoportosításról
- 1119/2012. (IV. 21.) Korm. határozat A 2011. évi népszámláláshoz kapcsolódó adatbeviteli feladat közfoglalkoztatott munkaerő bevonásával történő megvalósítása érdekében a Központi Statisztikai Hivatal és a Nemzeti Foglalkoztatási Alap közötti előirányzat-átcsoportosításról
- 1120/2012. (IV. 21.) Korm. határozat A Magyarországi Zsidó Hitközségek Szövetsége, valamint a Magyarországi Autonóm Orthodox Izraelita Hitközség és az Egységes Magyarországi Izraelita Hitközség (Statusquo Ante) közötti engedményezési megállapodás jóváhagyásáról
- 1121/2012. (IV. 21.) Korm. határozat A közösségi közlekedés átalakításáért felelős kormánybiztos kinevezéséről és feladatairól
- 1122/2012. (IV. 25.) Korm. határozat A Széll Kálmán Terv kiterjesztése keretében megvalósítandó egyes intézkedésekről
- 1123/2012. (IV. 25.) Korm. határozat A rendkívüli kormányzati intézkedésekre szolgáló tartalékból történő előirányzat-átcsoportosításról
- 1124/2012. (IV. 25.) Korm. határozat A rendkívüli kormányzati intézkedések előirányzatból történő átcsoportosításról
- 1125/2012. (IV. 25.) Korm. határozat Nagybiztonságú adatközpont (CERN@WIGNER) létrehozásának támogatása a Kutatási, Technológiai és Innovációs Alapból a CERN LHC számításigényeinek segítésére
- 1126/2012. (IV. 25.) Korm. határozat Az afganisztáni Nemzetközi Biztonsági Közreműködő Erők (ISAF) műveleteiben történő további magyar katonai szerepvállalásról szóló 2186/2008. (XII. 29.) Korm. határozat módosításáról
- 1127/2012. (IV. 25.) Korm. határozat A fővárosi helyi közösségi közlekedés hosszú távon fenntartható biztosításáról
- 1128/2012. (IV. 26.) Korm. határozat Az Önkormányzatok Nemzeti Együttműködési Tanácsáról
- 1129/2012. (IV. 26.) Korm. határozat A rendkívüli kormányzati intézkedésekre szolgáló tartalékból a kórósi és a drávaiványi templom felújításához szükséges előirányzat-átcsoportosításról
- 1130/2012. (IV. 26.) Korm. határozat A Közigazgatási és Igazságügyi Minisztérium fejezetbe tartozó fejezeti kezelésű előirányzatok 2011. évi, meghiúsult kötelezettségvállalás miatt kötelezettségvállalással nem terhelt maradványának felhasználásáról
- 1131/2012. (IV. 26.) Korm. határozat Az államháztartás központi alrendszerébe tartozó fejezeti kezelésű előirányzatok 2011. évi kötelezettségvállalással nem terhelt maradványának felhasználásáról
- 1132/2012. (IV. 26.) Korm. határozat A munkáltatók adórendszer átalakítása miatti támogatása előirányzatból történő átcsoportosításról
- 1133/2012. (IV. 26.) Korm. határozat A központi költségvetési szerveknél foglalkoztatottak 2012. évi kompenzációjának finanszírozásáról

##### Május (1134−1172)
- 1134/2012. (V. 3.) Korm. határozat Az Egészségügyi Világszervezet Dohányzás-ellenőrzési Keretegyezmény 21. Cikke szerinti jelentés jóváhagyásáról
- 1135/2012. (V. 3.) Korm. határozat A nukleáris biztonságról létrejött egyezmény szerinti Rendkívüli Nemzeti Jelentésről és a részes országok nemzeti jelentéseit megvitató Rendkívüli Felülvizsgálati Értekezleten való magyar részvételről
- 1136/2012. (V. 3.) Korm. határozat Az Államreform Operatív Program 2011–2013. időszakra szóló akciótervének megállapításáról, továbbá az Államreform Operatív Program és az Elektronikus Közigazgatás Operatív Program keretében egyes kiemelt projektjavaslatok akciótervi nevesítéséről
- 1137/2012. (V. 3.) Korm. határozat A Nemzeti Távközlési Gerinchálózat 2012. évi finanszírozásáról
- 1138/2012. (V. 3.) Korm. határozat A megtett úttal arányos elektronikus díjszedési rendszer bevezetéséről
- 1139/2012. (V. 10.) Korm. határozat Az Audiovizuális Előadások Védelméről szóló Szerződés szövegének végleges megállapítására történő felhatalmazásról
- 1140/2012. (V. 10.) Korm. határozat A rendkívüli kormányzati intézkedésekre szolgáló tartalékból történő előirányzat-átcsoportosításról
- 1141/2012. (V. 10.) Korm. határozat A rendkívüli kormányzati intézkedésekre szolgáló tartalékból történő előirányzat-átcsoportosításról
- 1142/2012. (V. 10.) Korm. határozat A Nemzeti Erőforrás Minisztérium fejezetbe tartozó fejezeti kezelésű előirányzat 2011. évi meghiúsult kötelezettségvállalás miatt kötelezettségvállalással nem terhelt maradványának felhasználásáról
- 1143/2012. (V. 10.) Korm. határozat A TÁMOP 2.1.6-12/1-2012-0001 azonosító számú projekt (Újra tanulok) támogatásának jóváhagyásáról, valamint a Társadalmi Megújulás Operatív Program kiemelt projektjeinek akciótervi nevesítéséről
- 1144/2012. (V. 10.) Korm. határozat A regionális operatív programok 2011–2013. évekre szóló akcióterveinek jóváhagyásáról, és egyes prioritásai hazai társfinanszírozási keretének növeléséről
- 1145/2012. (V. 10.) Korm. határozat Az Új Széchenyi Terv Gyógyító Magyarország – Egészségipari Program 2011. évi rehabilitációs szolgáltatások fejlesztését célzó pályázataival összefüggő többletkapacitás kérelmek előzetes befogadásáról
- 1146/2012. (V. 10.) Korm. határozat Egyes informatikai tárgyú európai uniós kiemelt projektekben meghatározott feladatok végrehajtásának felelőseiről
- 1147/2012. (V. 11.) Korm. határozat Az Emberi Jogi Munkacsoportról szóló 1039/2012. (II. 22.) Korm. határozat módosításáról
- 1148/2012. (V. 15.) Korm. határozat Az Európai Szociális Kartában vállalt kötelezettségek végrehajtásáról készült hetedik Nemzeti jelentés jóváhagyásáról
- 1149/2012. (V. 15.) Korm. határozat A Nemzetpolitikai Tárcaközi Bizottság létrehozásáról szóló 1177/2010. (VIII. 24.) Korm. határozat módosításáról
- 1150/2012. (V. 15.) Korm. határozat A Katasztrófavédelmi Koordinációs Tárcaközi Bizottság létrehozásáról, valamint szervezeti és működési rendjének meghatározásáról
- 1151/2012. (V. 15.) Korm. határozat A TÁMOP 5.3.8.B-12/1 projekt támogatásának jóváhagyásáról, valamint a TÁMOP 5.3.8-11/A1 és a TÁMOP 5.3.8.B-12/1 kiemelt projekt akciótervi nevesítéséről
- 1152/2012. (V. 16.) Korm. határozat A Széll Kálmán Terv kiterjesztése keretében megvalósítandó egyes intézkedésekről szóló 1122/2012. (IV. 25.) Korm. határozat módosításáról
- 1153/2012. (V. 16.) Korm. határozat A Magyary Program Egyszerűsítési Programjának aláírási címpéldány és cégkivonat csatolására vonatkozó feladatának végrehajtásáról
- 1154/2012. (V. 16.) Korm. határozat A Magyary Program Egyszerűsítési Programjának elfogadásáról szóló 1304/2011. (IX. 2.) Korm. határozat módosításáról
- 1155/2012. (V. 16.) Korm. határozat A rendkívüli kormányzati intézkedésekre szolgáló tartalékból történő előirányzat-átcsoportosításról a vízügyi közfeladatok 2012. évi biztonságos ellátásának finanszírozása érdekében, valamint a vízitársulatok által ellátott közfeladatok felülvizsgálatának elrendeléséről
- 1156/2012. (V. 16.) Korm. határozat Az államháztartás központi alrendszerébe tartozó költségvetési szervek és fejezeti kezelésű előirányzatok 2011. évi kötelezettségvállalással nem terhelt maradványának, valamint meghiúsult maradványának felhasználásáról, a 2012. évi létszámcsökkentések egyszeri kiadásainak biztosításáról
- 1157/2012. (V. 16.) Korm. határozat A "Budapest-Lőkösháza vasútvonal rekonstrukciója III/1. ütem kivitelezés; Gyoma (kiz.)-Békéscsaba (kiz.) vasúti vonalszakasz és Cegléd villamos alállomás átépítése" című nagyprojekt-javaslat támogatásának jóváhagyásáról
- 1158/2012. (V. 18.) Korm. határozat A „Nemzeti Közszolgálati Egyetem elhelyezése a Ludovika Campusban” elnevezésű állami beruházás egyes kérdéseiről
- 1159/2012. (V. 18.) Korm. határozat A rendkívüli kormányzati intézkedések előirányzatból történő átcsoportosításról
- 1160/2012. (V. 18.) Korm. határozat A rendkívüli kormányzati intézkedésekre szolgáló tartalékból történő előirányzat-átcsoportosításról
- 1161/2012. (V. 18.) Korm. határozat A IX. Helyi önkormányzatok támogatásai és helyben maradó személyi jövedelemadója fejezeten belüli előirányzat átcsoportosításról és új cím létrehozásáról
- 1162/2012. (V. 18.) Korm. határozat A „Nyugati pályaudvar csatlakozó vonalszakaszainak elővárosi célú fejlesztése – I/a ütem: Vác állomás átépítése” című nagyprojekt-javaslat támogatásának jóváhagyásáról
- 1163/2012. (V. 18.) Korm. határozatA MÁV Zrt. állami készfizető kezességvállalás melletti hitelfelvétele érdekében történő közbeszerzési eljárás megindításáról
- 1164/2012. (V. 18.) Korm. határozat Az egyszerűsített honosítási eljáráshoz kapcsolódó feladatok költségvetési forrásának biztosításáról
- 1165/2012. (V. 22.) Korm. határozat A Kárpátok védelméről és fenntartható fejlesztéséről szóló, 2003. május 22-én Kijevben készült Keretegyezményhez kapcsolódó, fenntartható turizmusról szóló Jegyzőkönyv szövegének végleges megállapítására adott felhatalmazásról
- 1166/2012. (V. 22.) Korm. határozat A Versenyszféra és a Kormány Állandó Konzultációs Fóruma feladatainak ellátásához szükséges források biztosítása érdekében a rendkívüli kormányzati intézkedésekre szolgáló tartalékból történő előirányzat-átcsoportosításról
- 1167/2012. (V. 25.) Korm. határozat A gazdasági konzultációval összefüggő feladatokról
- 1168/2012. (V. 25.) Korm. határozat Az Agrármarketing Centrum megszüntetésével és a közösségi agrár- és bormarketing tevékenységgel kapcsolatos feladatoknak a Magyar Turizmus Zrt.  részére történő átadásához szükséges kormányzati feladatokról
- 1169/2012. (V. 25.) Korm. határozat A Magyar Fejlesztési Bank Zrt. által magyarországi pénzügyi intézmények részére alárendelt kölcsöntőke nyújtásáról szóló 1083/2012. (III. 30.) Korm. határozat módosításáról
- 1170/2012. (V. 25.) Korm. határozat A KEOP forrásaiból megvalósítandó egyes nagyprojektek jóváhagyásának időigényéről, megvalósításukról és finanszírozásukról
- 1171/2012. (V. 30.) Korm. határozat A közadatok újrahasznosításának elősegítése érdekében szükséges intézkedések megtételéről
- 1172/2012. (V. 30.) Korm. határozat Az egyházak közcélú tevékenységet folytató intézményeiben foglalkoztatottak 2012. évi kompenzációjának finanszírozása érdekében történő előirányzat-átcsoportosításról

##### Június (1173−1220)
- 1173/2012. (VI. 1.) Korm. határozat Magyarország és a Koszovói Köztársaság között a jövedelem- és a vagyonadók területén a kettős adóztatás elkerüléséről és az adóztatás kijátszásának megakadályozásáról szóló Egyezmény szövegének végleges megállapítására adott felhatalmazásról
- 1174/2012. (VI. 1.) Korm. határozat A 2012. június 20–22. között Rio de Janeiróban megrendezésre kerülő ENSZ Fenntartható Fejlődési Konferencián („Rio+20”) való magyar részvételről
- 1175/2012. (VI. 1.) Korm. határozat A Környezet és Energia Operatív Program 2011–2013. évekre szóló akcióterv 1., 2., 3., 5., 6., 7., 8. prioritásainak megállapításáról
- 1176/2012. (VI. 1.) Korm. határozat A KEOP keretében megvalósuló „Mályvádi árvízi szükségtározó fejlesztése” című, ötmilliárd forintot meghaladó támogatási igényű projektjavaslat jóváhagyásáról
- 1177/2012. (VI. 1.) Korm. határozat A Társadalmi Megújulás Operatív Program kiemelt projektjeinek akciótervi nevesítéséről, valamint TÁMOP 1.1.2-11/1-2012-0001 azonosító számú, „A hátrányos helyzetűek foglalkoztathatóságának javítása (Decentralizált programok a konvergencia régiókban)” című kiemelt projekt támogatásának jóváhagyásáról
- 1178/2012. (VI. 1.) Korm. határozat A TIOP 3.2.3. „A kistérségekben a közösségi szolgáltatások infrastruktúrájának fejlesztése” című kiemelt projekt megvalósításáról és előzetes akciótervi nevesítéséről
- 1179/2012. (VI. 1.) Korm. határozat A Vidékfejlesztési Minisztérium és az Emberi Erőforrások Minisztériuma fejezetek közötti előirányzat-átcsoportosításról a FAO ösztöndíjas program megvalósításának céljára
- 1180/2012. (VI. 1.) Korm. határozat A Gyöngyös város külterületén fekvő, egyes ipari-gazdasági övezetbe tartozó földrészletek beruházási célterületté nyilvánításáról
- 1181/2012. (VI. 1.) Korm. határozat Polgári léginavigációs szolgálat és kapcsolódó légiközlekedési hatósági feladatok ellátásáról a Koszovó feletti magaslégtérben
- 1182/2012. (VI. 1.) Korm. határozat A védelmi felkészítés egyes kérdéseiről
- 1183/2012. (VI. 5.) Korm. határozat A Kormány és a Magyar Cserkészszövetség közötti együttműködés kereteinek meghatározásáról
- 1184/2012. (VI. 5.) Korm. határozat A rendkívüli kormányzati intézkedésekre szolgáló tartalékból történő előirányzat-átcsoportosításról
- 1185/2012. (VI. 5.) Korm. határozat A Steindl Imre Program bővítéséről
- 1186/2012. (VI. 5.) Korm. határozat A költségvetési szervek és fejezeti kezelésű előirányzatok 2011. évi kötelezettségvállalással nem terhelt maradványának, valamint meghiúsult maradványának felhasználásáról
- 1187/2012. (VI. 8.) Korm. határozat Önkormányzatok adósságot keletkeztető ügyleteihez történő előzetes kormányzati hozzájárulásról
- 1188/2012. (VI. 8.) Korm. határozat A Nemzetközi Egészségügyi Rendszabályoknak való megfelelés érdekében szükséges intézkedésekről
- 1189/2012. (VI. 11.) Korm. határozat Az Európai Táj Egyezmény Nemzeti Koordinációs Munkacsoport létrehozásáról
- 1190/2012. (VI. 11.) Korm. határozat A Szabadságharcosokért Közalapítvány Alapító Okiratának módosításáról
- 1191/2012. (VI. 12.) Korm. határozat A rendkívüli kormányzati intézkedésekre szolgáló tartalékból történő előirányzat-átcsoportosításról
- 1192/2012. (VI. 15.) Korm. határozat Az Európai Uniónak a szomáliai biztonsági erők kiképzésére irányuló missziójához („EUTM Somalia”) történő további magyar katonai hozzájárulásról szóló 1227/2011. (VII. 4.) Korm. határozat módosításáról
- 1193/2012. (VI. 15.) Korm. határozat A Közigazgatási és Igazságügyi Minisztérium és a Magyar Köztársaság Ügyészsége fejezetek közötti előirányzat-átcsoportosításról
- 1194/2012. (VI. 18.) Korm. határozat A Paksi Atomerőmű telephelyén létesülő új atomerőművi blokkal (blokkokkal) kapcsolatos további feladatok meghatározásáról
- 1195/2012. (VI. 18.) Korm. határozat A nukleáris energia hazai alkalmazásával, annak fejlesztésével kapcsolatos stratégiai kérdéseket vizsgáló Nukleáris Energia Kormánybizottság létrehozásáról, összetételének és feladatainak meghatározásáról
- 1196/2012. (VI. 18.) Korm. határozat A Paksi Atomerőmű telephelyén létesülő új atomerőművi blokkal (blokkokkal) kapcsolatos beruházás kiemelt jelentőségéről
- 1197/2012. (VI. 18.) Korm. határozat A 2015. évi Milánói Világkiállításon történő magyar részvételről
- 1198/2012. (VI. 18.) Korm. határozat A Nemzeti Egészségmegőrző és Rákellenes Központ Alapítvány alapítói jogainak gyakorlásáról
- 1199/2012. (VI. 18.) Korm. határozat Az Alkotmány utca 25. szám alatti ingatlan vagyonkezelői jogával kapcsolatos előirányzat-átcsoportosításról
- 1200/2012. (VI. 18.) Korm. határozat Az egyes szociális intézmények működési fedezetének biztosítása érdekében szükséges előirányzat-átcsoportosításról
- 1201/2012. (VI. 21.) Korm. határozat A Nemzetközi Munkaügyi Konferencia 2012. május 30. és június 14. között Genfben sorra kerülő 101. ülésszakán való részvételről
- 1202/2012. (VI. 21.) Korm. határozat A Balassi Intézet határon túli magyar köz- és felsőoktatási feladatai ellátásához szükséges előirányzat-átcsoportosításról
- 1203/2012. (VI. 26.) Korm. határozat Az Európai Unió és tagállamai, valamint a Moldovai Köztársaság között a közös légtér létrehozásáról szóló megállapodás szövegének végleges megállapítására adott felhatalmazásról
- 1204/2012. (VI. 26.) Korm. határozat A Kormány ügyrendjéről szóló 1144/2010. (VII. 7.) Korm. határozat módosításáról
- 1205/2012. (VI. 26.) Korm. határozat Az egyes miniszterek, valamint a Miniszterelnökséget vezető államtitkár feladat- és hatásköréről szóló 212/2010. (VII. 1.) Korm. rendelet módosításáról szóló 94/2012. (V. 11.) Korm. rendeletből eredő egyes feladatok végrehajtásáról
- 1206/2012. (VI. 26.) Korm. határozat A Miniszterelnökségen, a minisztériumokban, az igazgatási és az igazgatás jellegű tevékenységet ellátó központi költségvetési szerveknél foglalkoztatottak létszámáról szóló 1166/2010. (VIII. 4.) Korm. határozat módosításáról
- 1207/2012. (VI. 26.) Korm. határozat A „Sikeres Magyarországért” Önkormányzati Infrastruktúrafejlesztési Hitelprogram hitelkeretének bővítéséről, a „Sikeres Magyarországért” Vállalkozásfejlesztési Hitelprogram és a „Sikeres Magyarországért” Agrár Fejlesztési Hitelprogram hitelcéljainak kiegészítéséről szóló 1038/2007. (VI. 18.) Korm. határozat módosításáról
- 1208/2012. (VI. 26.) Korm. határozat A 2012-ben a felsőoktatásban felvehető, államilag támogatott hallgatói létszámkeretről szóló 1007/2012. (I. 20.) Korm. határozat módosításáról
- 1209/2012. (VI. 26.) Korm. határozat A fővárosi közösségi közlekedés működtetéséhez szükséges intézkedésekről
- 1210/2012. (VI. 26.) Korm. határozat A mecseki uránbányászat újraindításáról
- 1211/2012. (VI. 26.) Korm. határozat A Vidékfejlesztési Minisztérium fejezet aktuális peres ügyeinek finanszírozásáról
- 1212/2012. (VI. 26.) Korm. határozat A 2011. évi fejezetek közötti előirányzat-átcsoportosításokról szóló megállapodások 2012. évi végrehajtásáról
- 1213/2012. (VI. 26.) Korm. határozat A Balatoni Hajózási Zártkörűen Működő Részvénytársaság részére történő tőkejuttatás elhalasztásáról
- 1214/2012. (VI. 26.) Korm. határozat A Formula–1 Világbajnokság Magyar Nagydíj 2012–2016 között történő megrendezésével kapcsolatos kormányzati szerepvállalásról
- 1215/2012. (VI. 26.) Korm. határozat Az uniós támogatású projektek finanszírozási helyzetének megoldásához szükséges feladatokról
- 1216/2012. (VI. 26.) Korm. határozat Önkormányzatok adósságot keletkeztető ügyleteihez történő előzetes kormányzati hozzájárulásról
- 1217/2012. (VI. 26.) Korm. határozat A IX. Helyi önkormányzatok támogatásai és helyben maradó személyi jövedelemadója fejezeten belüli előirányzat-átcsoportosításról és új, Nyíracsád településen a vihar okozta károk enyhítésének támogatása cím létrehozásáról
- 1218/2012. (VI. 26.) Korm. határozat Az Országos Építésügyi és Településrendezési Tanács létrehozásáról
- 1219/2012. (VI. 26.) Korm. határozat A törökbálinti Bálint Márton Iskola és Sportközpont beruházás befejezéséről és egyéb, PPP konstrukcióban létesült sportlétesítményekről
- 1220/2012. (VI. 26.) Korm. határozat A Magyar Mozgókép Közalapítvány tartozásállományának konszolidációjáról

##### Július (1221−1274)
- 1221/2012. (VII. 2.) Korm. határozat a Nemzeti Fejlesztési Kormánybizottság létrehozásáról és a Nemzeti Fejlesztési Kormánybizottság létrehozásával összefüggésben egyes kormányhatározatok módosításáról
- 1222/2012. (VII. 3.) Korm. határozat A 2007–13 évekre szóló regionális operatív programok indikátorokat érintő módosításáról
- 1223/2012. (VII. 3.) Korm. határozat A rendkívüli kormányzati intézkedésekre szolgáló tartalékból történő előirányzat-átcsoportosításról, a címrend és egyes kormányhatározatok módosításáról, valamint a 2011. évi kötelezettségvállalással nem terhelt maradványok felhasználásáról
- 1224/2012. (VII. 3.) Korm. határozat A Kormányzati Ellenőrzési Hivatal címrendi besorolásának megváltoztatásáról 13010
- 1225/2012. (VII. 3.) Korm. határozat A Zsámbék 856, 831, 832 és 804 helyrajzi számú ingatlanok tulajdonjogának az állam javára történő megszerzéséről és az ingatlanok további hasznosításáról
- 1226/2012. (VII. 6.) Korm. határozat A Kormány 2012. II. félévi munkatervéről
- 1227/2012. (VII. 6.) Korm. határozat Magyarország csatlakozásáról a Nyílt Kormányzati Együttműködés (Open Government Partnership) elnevezésű nemzetközi kezdeményezéshez
- 1228/2012. (VII. 6.) Korm. határozat A Coca-Cola HBC Magyarország Kft. és a Mercedes-Benz Manufacturing Hungary Kft. magyarországi nagybefektetőkkel való stratégiai megállapodások megkötéséről
- 1229/2012. (VII. 6.) Korm. határozat A Magyar Képesítési Keretrendszer bevezetéséhez kapcsolódó feladatokról, valamint az Országos Képesítési Keretrendszer létrehozásáról és bevezetéséről szóló 1004/2011. (I. 14.) Korm. határozat módosításáról
- 1230/2012. (VII. 6.) Korm. határozat Magyarország Parlagfű Elleni Rövid és Középtávú Védekezési Akciótervéről
- 1231/2012. (VII. 6.) Korm. határozat A IX. Helyi önkormányzatok támogatásai és helyben maradó személyi jövedelemadója fejezeten belüli előirányzat átcsoportosításáról és új címek létrehozásáról
- 1232/2012. (VII. 12.) Korm. határozat A szakképzésben szerzett egyes szakképesítések felsőoktatásba történő beszámításához szükséges feladatokról
- 1233/2012. (VII. 12.) Korm. határozat A rendkívüli kormányzati intézkedések előirányzatból történő átcsoportosításról
- 1234/2012. (VII. 12.) Korm. határozat A Társadalmi Megújulás Operatív Program egyes kiemelt projektjeinek nevesítéséről
- 1235/2012. (VII. 12.) Korm. határozat A Társadalmi Megújulás Operatív Program 2011–2013. évekre szóló akcióterv 1. és 2. prioritásainak megállapításáról
- 1236/2012. (VII. 12.) Korm. határozat Az Elektronikus Közigazgatás Operatív Program 2011–2013.évi akciótervének elfogadásáról, valamint kiemelt projektek nevesítéséről az Elektronikus Közigazgatás Operatív Program 2011–2013.évi akciótervében és az Államreform Operatív Program 2011–2013.évi akciótervében
- 1237/2012. (VII. 12.) Korm. határozat A Környezet és Energia Operatív Program 2011–13-as akciótervének 2. prioritása keretében a vízminőség javítást szolgáló konstrukciók javára történő forrásátcsoportosításról
- 1238/2012. (VII. 12.) Korm. határozat A TÁMOP 2.1.2-12/1-2012-0001 „Idegen nyelvi és informatikai kompetenciák fejlesztése” című kiemelt projekt támogatásának jóváhagyásáról és akciótervi nevesítéséről
- 1239/2012. (VII. 17.) Korm. határozat A Regionális Operatív Programok 2011–2013. évekre szóló akciótervének módosításáról
- 1240/2012. (VII. 17.) Korm. határozat A Közép-Magyarországi Operatív Program 2011–2013. évi akciótervének módosításáról
- 1241/2012. (VII. 17.) Korm. határozat A „Kastélysziget Kulturális – Turisztikai Központ Edelény – A Cserehát és a Galyaság turisztikai fejlesztése az edelényi L’Huillier-Coburg-kastély vonzerejének fejlesztése révén” c. kiemelt projekt támogatásának növeléséről az Észak-Magyarországi Operatív Program keretét érintően
- 1242/2012. (VII. 17.) Korm. határozat Az Ős-Dráva Programról
- 1243/2012. (VII. 17.) Korm. határozat A Rubik-kockát bemutató nemzetközi vándorkiállítással kapcsolatos egyes kérdésekről és az ehhez kapcsolódó rendkívüli kormányzati intézkedésekre szolgáló tartalékból történő előirányzat-átcsoportosításról
- 1244/2012. (VII. 17.) Korm. határozat A Közigazgatási és Igazságügyi Minisztérium és a Külügyminisztérium fejezetek közötti, kormánytisztviselők határozott idejű áthelyezéséhez szükséges előirányzat-átcsoportosításról
- 1245/2012. (VII. 17.) Korm. határozat Az ENSZ Transz-Európai Vasúti Együttműködési Alapítványi Egyezményhez (TER) történő további, 2006–2010 közötti időszakra vonatkozó magyar csatlakozásról, valamint a TER Projekt Központi Iroda (PCO) 2006. december 31-ig történő működéséről szóló 2142/2006. (VIII. 23.) Korm. határozat hatályon kívül helyezéséről
- 1246/2012. (VII. 19.) Korm. határozat Egyes kiemelt projektek – a Dél-Alföldi Operatív Program és a Dél-Dunántúli Operatív Program keretét érintő – támogatásának a növeléséről
- 1247/2012. (VII. 19.) Korm. határozat A Társadalmi Megújulás Operatív Program kiemelt projektjeinek akciótervi nevesítéséről, valamint a TÁMOP 4.2.4.B/1-11/1, TÁMOP-5.4.1-12/1, TÁMOP-4.2.4.A/2-11/1 kiemelt projektek támogatásának jóváhagyásáról
- 1248/2012. (VII. 19.) Korm. határozat A fejezetek egyensúlyi tartalékának és a központi egyensúlyi tartalék felhasználásáról, illetve a 2008. évi központi költségvetés általános tartalékát érintő egyes intézkedésekről szóló 2177/2008. (XII. 18.) Korm. határozat módosításáról
- 1249/2012. (VII. 19.) Korm. határozat Az egyes nemzetközi pénzügyi intézményeknél Magyarországot képviselő kormányzótanácsi tagok felmentéséről, valamint új kormányzótanácsi tagok kinevezéséről
- 1250/2012. (VII. 19.) Korm. határozat A Magyarország Kormánya és a Bahreini Királyság Kormánya között a jövedelemadók területén a kettős adóztatás elkerüléséről és az adóztatás kijátszásának megakadályozásáról szóló Egyezmény szövegének végleges megállapítására adott felhatalmazásról
- 1251/2012. (VII. 19.) Korm. határozat A Kormány ügyrendjéről szóló 1144/2010. (VII. 7.) Korm. határozat, valamint a Nemzeti Fejlesztési Kormánybizottság létrehozásáról és a Nemzeti Fejlesztési Kormánybizottság létrehozásával összefüggésben egyes kormányhatározatok módosításáról szóló 1221/2012. (VII. 2.) Korm. határozat módosításáról
- 1252/2012. (VII. 19.) Korm. határozat A Nemzeti Jogszabálytár működtetéséhez szükséges forrás biztosításáról
- 1253/2012. (VII. 19.) Korm. határozat Egyes állami vagyonba tartozó ingatlanok ingyenes önkormányzati tulajdonba adásáról
- 1254/2012. (VII. 19.) Korm. határozat A területfejlesztési politika megújításáról, az új Országos Területfejlesztési és az új Országos Fejlesztési Koncepció kidolgozásáról
- 1255/2012. (VII. 19.) Korm. határozat Az Andrássy negyed részeként az új nemzeti közgyűjteményi épületegyüttes megvalósításához és a Hősök tere forgalomcsillapításához szükséges intézkedésekről szóló 1353/2011. (X. 20.) Korm. határozat módosításáról
- 1256/2012. (VII. 19.) Korm. határozat A debreceni Nagyerdei Labdarúgó Stadion rekonstrukciójával kapcsolatos egyes kormányhatározatok módosításáról
- 1257/2012. (VII. 25.) Korm. határozat A rendkívüli kormányzati intézkedésekre szolgáló tartalékból történő előirányzat-átcsoportosításról
- 1258/2012. (VII. 26.) Korm. határozat A Miniszterelnökségen, a minisztériumokban, az igazgatási és az igazgatás jellegű tevékenységet ellátó központi költségvetési szerveknél foglalkoztatottak létszámáról szóló 1166/2010. (VIII. 4.) Korm. határozat módosításáról
- 1259/2012. (VII. 26.) Korm. határozat Az új labdarúgó stadion létesítése a Ferencvárosban elnevezésű állami beruházás egyes kérdéseiről
- 1260/2012. (VII. 26.) Korm. határozat A Nemzeti Fejlesztési Minisztérium fejezet címrendi módosításáról
- 1261/2012. (VII. 26.) Korm. határozat A Közigazgatási és Igazságügyi Minisztérium Vagyonkezelő Központ és a Közbeszerzési és Ellátási Főigazgatóság közötti feladatátadáshoz kapcsolódó előirányzat-átcsoportosításról
- 1262/2012. (VII. 26.) Korm. határozat A rendkívüli kormányzati intézkedésekre szolgáló tartalékból történő előirányzat-átcsoportosításról
- 1263/2012. (VII. 26.) Korm. határozat A rendkívüli kormányzati intézkedésekre szolgáló tartalékból történő előirányzat-átcsoportosításról
- 1264/2012. (VII. 26.) Korm. határozat A Pécs II. Szent István tér 8–10. (hrsz: 18437, 18438, 18443) szám alatti ingatlannak a Ciszterci Rend Zirci Apátsága tulajdonába adása végrehajtásával összefüggő egyes kérdésekről
- 1265/2012. (VII. 27.) Korm. határozat Kormánybiztos felmentéséről
- 1266/2012. (VII. 27.) Korm. határozat Kormánybiztos felmentéséről
- 1267/2012. (VII. 27.) Korm. határozat Kormánybiztos felmentéséről
- 1268/2012. (VII. 27.) Korm. határozat A Budapesti Kibertér Konferencia (Budapest, 2012) kommunikációjával és költségvetésével összefüggő, valamint operatív és logisztikai feladatairól
- 1269/2012. (VII. 27.) Korm. határozat A Tihanyi Alapítvány egyedi támogatásáról
- 1270/2012. (VII. 27.) Korm. határozat A Miniszterelnökség és a Közigazgatási és Igazságügyi Minisztérium fejezetek közötti, az Új Nemzedék Jövőjéért Program támogatása érdekében történő előirányzat-átcsoportosításról
- 1271/2012. (VII. 27.) Korm. határozat A szociális földprogram megvalósítása céljából egyes Nemzeti Földalapba tartozó ingatlanok önkormányzatok részére történő ingyenes vagyonkezelésbe adásáról
- 1272/2012. (VII. 27.) Korm. határozat Az Agrármarketing Centrum költségvetési támogatási előirányzatának átcsoportosításáról
- 1273/2012. (VII. 27.) Korm. határozat A rendkívüli kormányzati intézkedésekre szolgáló tartalékból történő előirányzat-átcsoportosításról
- 1274/2012. (VII. 27.) Korm. határozat A rendkívüli kormányzati intézkedésekre szolgáló tartalékból történő előirányzat-átcsoportosításról

##### Augusztus (1275−1324)
- 1275/2012. (VIII. 6.) Korm. határozat A Közlekedési Operatív Program keretében új kiemelt projektjavaslat akciótervi nevesítéséről, továbbá a támogatás összegének növeléséről („a Budai Vár és környéke közlekedés fejlesztése”)
- 1276/2012. (VIII. 6.) Korm. határozat A Nyugat-Dunántúli Régióban közoktatás-fejlesztést célzó kiemelt tervezési felhívásról
- 1277/2012. (VIII. 6.) Korm. határozat A Kutatási és Technológiai Innovációs Alap K+F pályázatainak forrásátcsoportosításáról
- 1278/2012. (VIII. 6.) Korm. határozat Az „Ifjúság.hu a sikeres nemzedékért – Átfogó ifjúsági szolgáltatásfejlesztés a közoktatásban tanuló diákok esélyegyenlőségének növelése érdekében” című kiemelt projektjavaslat előzetes nevesítéséről
- 1279/2012. (VIII. 6.) Korm. határozat A Környezet és Energia Operatív Program keretében egymilliárd forintot meghaladó támogatásra javasolt projektjavaslat jóváhagyásáról („Duna-Vértes Köze Regionális Hulladékgazdálkodási Program”)
- 1280/2012. (VIII. 6.) Korm. határozat A Közlekedési Operatív Program keretében új kiemelt projektjavaslatok akciótervi nevesítéséről („Veszprém belső körút”; „81. számú főút 26+300–26+630 kilométerszelvények közötti út- és híd rehabilitációja”; „Szombathely–Zalaszentiván vasútvonal korszerűsítése”, valamint „A Hegyeshalom (kiz)–Csorna–Porpác vasútvonal villamosítása és állomási biztosítóberendezések felülvezérlésének kialakítása”)
- 1281/2012. (VIII. 6.) Korm. határozat A Környezet és Energia Operatív Program forrásaiból megvalósítandó nagyprojekt Európai Bizottsághoz benyújtott támogatási kérelmének visszavonásáról [„Ráckevei (Soroksári)-Duna-ág (RSD) vízgazdálkodásának, vízminőségének javítása, az RSD és mellékágai kotrása, a tassi vízleeresztő műtárgy létesítése és a Kvassay zsilip rekonstrukciója”]
- 1282/2012. (VIII. 6.) Korm. határozat A Társadalmi Megújulás Operatív Program 2011–2013. évi akcióterve 3. és 5. prioritásai keretében történő forrásátcsoportosításról
- 1283/2012. (VIII. 6.) Korm. határozat Az Észak-Magyarországi Operatív Program 2011–2013. évi akcióterve 3. prioritása keretében történő forrásátcsoportosításról
- 1284/2012. (VIII. 6.) Korm. határozat A nemzeti emlékhelyekkel kapcsolatos feladatok ellátásához kapcsolódó költségvetési előirányzat átcsoportosításáról
- 1285/2012. (VIII. 9.) Korm. határozat A KMOP-3.1.1/E-12-k-2012-0001 „Várkert Bazár fejlesztése” című kiemelt projekt akciótervi nevesítéséről és támogatásának jóváhagyásáról
- 1286/2012. (VIII. 9.) Korm. határozat Az Államreform Operatív Program 2011–2013. időszakra szóló akciótervének elfogadásáról és kiemelt projektek nevesítéséről
- 1287/2012. (VIII. 9.) Korm. határozat A Társadalmi Megújulás Operatív Program keretében kiemelt projektek jóváhagyásáról és akciótervi nevesítéséről (TÁMOP 3.2.1.B-11/1 és a TÁMOP 4.2.4.B/2-11/1 kiemelt projektek)
- 1288/2012. (VIII. 9.) Korm. határozat A rendkívüli kormányzati intézkedésekre szolgáló tartalékból történő előirányzat-átcsoportosításról
- 1289/2012. (VIII. 9.) Korm. határozat A Vidékfejlesztési Minisztérium és a Belügyminisztérium fejezetek közötti előirányzat-átcsoportosításról
- 1290/2012. (VIII. 9.) Korm. határozat Költségvetési főfelügyelők és költségvetési felügyelők kirendeléséről
- 1291/2012. (VIII. 9.) Korm. határozat A Széchenyi Kártya Program egyes konstrukciói támogatásának folytatásáról szóló 1514/2011. (XII. 30.) Korm. határozat módosításáról
- 1292/2012. (VIII. 13.) Korm. határozat A Gyermek és Ifjúsági Alapprogram Tanácsáról
- 1293/2012. (VIII. 13.) Korm. határozat Önkormányzatok adósságot keletkeztető ügyleteihez történő 2012. júliusi előzetes kormányzati hozzájárulásról
- 1294/2012. (VIII. 13.) Korm. határozat A 2011. évi kötelezettségvállalással terhelt, de június 30-ig pénzügyileg nem teljesült maradványok felhasználásáról, valamint a Nemzeti Fejlesztési Minisztérium fejezet címrendi módosításáról
- 1295/2012. (VIII. 13.) Korm. határozat A IX. Helyi önkormányzatok támogatásai és helyben maradó személyi jövedelemadója fejezeten belüli előirányzat-átcsoportosításról és új, Abádszalók településen a vihar okozta károk enyhítésének támogatása cím létrehozásáról
- 1296/2012. (VIII. 13.) Korm. határozat A Fejér Megyei Autifarm működési fedezetének biztosítása érdekében az Emberi Erőforrások Minisztériuma és a Közigazgatási és Igazságügyi Minisztérium fejezetek közötti előirányzat-átcsoportosításról
- 1297/2012. (VIII. 13.) Korm. határozat Az Alternatív Közgazdasági Gimnázium Közhasznú Nonprofit Kft. üzletrésze kisebbségi hányadának értékesítéséről
- 1298/2012. (VIII. 13.) Korm. határozat Az állampolgárok Munkahelyvédelmi Akcióról történő tájékoztatásával összefüggő feladatokról
- 1299/2012. (VIII. 13.) Korm. határozat A munkabalesetben elhunyt, valamint megrokkant munkavállalók emléknapjáról
- 1300/2012. (VIII. 13.) Korm. határozat „Életmentő Emlékérem” adományozásáról
- 1301/2012. (VIII. 15.) Korm. határozat A rendkívüli kormányzati intézkedésekre szolgáló tartalékból történő előirányzat-átcsoportosításról
- 1302/2012. (VIII. 15.) Korm. határozat A rendkívüli kormányzati intézkedésekre szolgáló tartalékból történő előirányzat-átcsoportosításról
- 1303/2012. (VIII. 15.) Korm. határozat A 2011. évi kötelezettségvállalással nem terhelt előirányzat-maradványok felhasználásáról
- 1304/2012. (VIII. 15.) Korm. határozat A Közigazgatási és Igazságügyi Minisztérium és az Emberi Erőforrások Minisztériuma fejezetek címrendi módosításáról
- 1305/2012. (VIII. 15.) Korm. határozat Az Információs Hivatal címrendi besorolásának megváltoztatásáról
- 1306/2012. (VIII. 15.) Korm. határozat A Győr Keleti Iparterület elkerülő út (Audi) beruházási projektje kapcsán a régészeti feltárási költségek megállapításáról, valamint a régészeti feladatok ellátásához szükséges költségek finanszírozásáról
- 1307/2012. (VIII. 15.) Korm. határozat A Népművészet Mestere díj 2012. évi adományozásáról
- 1308/2012. (VIII. 23.) Korm. határozat Magyarország Kormánya és a Lett Köztársaság Kormánya között a minősített adatok cseréjéről és kölcsönös védelméről szóló egyezmény szövegének végleges megállapításáról
- 1309/2012. (VIII. 23.) Korm. határozat A Wekerle Terv – a magyar gazdaság Kárpát-medencei léptékű növekedési stratégiájáról
- 1310/2012. (VIII. 23.) Korm. határozat Az egyes beruházási projektek kapcsán felmerülő régészeti feltárási költségek megállapításáról
- 1311/2012. (VIII. 23.) Korm. határozat A megyei múzeumok, könyvtárak és közművelődési intézmények fenntartásáról
- 1312/2012. (VIII. 23.) Korm. határozat A rendkívüli kormányzati intézkedésekre szolgáló tartalékból történő előirányzat-átcsoportosításról
- 1313/2012. (VIII. 27.) Korm. határozat Kecskemét és térsége kiemelt járműipari központtá nyilvánításáról
- 1314/2012. (VIII. 28.) Korm. határozat A budai Várbazár felújításának és a Várnegyed hosszú távú fejlesztési koncepciójának kidolgozásáért, valamint a fertődi Esterházy-kastély rekonstrukciójával kapcsolatos állami feladatok koordinálásáért felelős kormánybiztos kinevezéséről és feladatairól szóló 1053/2012. (III. 6.) Korm. határozat módosításáról
- 1315/2012. (VIII. 30.) Korm. határozat Az afganisztáni Nemzetközi Biztonsági Közreműködő Erők (ISAF) műveleteiben történő magyar katonai részvétel engedélyezéséről szóló 2113/2008. (VIII. 27.) Korm. határozat módosításáról
- 1316/2012. (VIII. 30.) Korm. határozat Az afganisztáni Nemzetközi Biztonsági Közreműködő Erők (ISAF) műveleteiben történő további magyar katonai szerepvállalásról szóló 2186/2008. (XII. 29.) Korm. határozat módosításáról
- 1317/2012. (VIII. 30.) Korm. határozat Az Európai Beruházási Bank állami projektfinanszírozó hitelei kapcsán felmerülő egyes kérdésekről
- 1318/2012. (VIII. 30.) Korm. határozat Az állami vagyonnal kapcsolatos többletbevétel felhasználásáról
- 1319/2012. (VIII. 30.) Korm. határozat A rendkívüli kormányzati intézkedésekre szolgáló tartalékból történő előirányzat-átcsoportosításról
- 1320/2012. (VIII. 30.) Korm. határozat A Közlekedés Operatív Program keretében finanszírozott és finanszírozandó egyes kiemelt beruházások nemzetgazdasági szempontból kiemelt jelentőségű beruházássá nyilvánításáról
- 1321/2012. (VIII. 30.) Korm. határozat Az állami olimpiai jutalom kifizetéséhez szükséges előirányzat-átcsoportosításáról
- 1322/2012. (VIII. 30.) Korm. határozat Önkormányzatok adósságot keletkeztető ügyleteihez történő 2012. augusztusi előzetes kormányzati hozzájárulásról
- 1323/2012. (VIII. 30.) Korm. határozat A sertéságazat helyzetét javító stratégiai intézkedésekről
- 1324/2012. (VIII. 31.) Korm. határozatA Nemzetgazdasági Minisztérium és a Külügyminisztérium fejezetek közötti – kormánytisztviselő határozott idejű áthelyezésére tekintettel történő – előirányzat-átcsoportosításról

##### Szeptember (1325−1412)
- 1325/2012. (IX. 4.) Korm. határozat A Jó Állam fejlesztési koncepció végrehajtásának összehangolásáért felelős kormánybiztos egyes hatásköreinek további gyakorlásával összefüggésben egyes kormányhatározatok módosításáról
- 1326/2012. (IX. 7.) Korm. határozat A Magyar–Szlovén Kisebbségi Vegyes Bizottság XII. ülésén elfogadott ajánlások jóváhagyásáról
- 1327/2012. (IX. 7.) Korm. határozat A megyei levéltáraknak a Magyar Országos Levéltárba történő beolvadásáról szóló 1107/2012. (IV. 11.) Korm. határozatban meghatározott feladatok módosításáról
- 1328/2012. (IX. 7.) Korm. határozat Egyes egészségügyi ingatlanok Országos Bírósági Hivatal vagyonkezelésébe adásáról
- 1329/2012. (IX. 7.) Korm. határozat Az Igazságügyi Megfigyelő és Elmegyógyító Intézet (Budapest), a Büntetés-végrehajtás Központi Kórház (Tököl) és a Szegedi Fegyház és Börtön Krónikus Utókezelő Részleg (Algyő-Nagyfa) közös telephelyre integrálásával összefüggő feladatokról szóló 1060/2012. (III. 12.) Korm. határozat módosításáról
- 1330/2012. (IX. 7.) Korm. határozat A Közlekedés Operatív Program „Debrecen városi villamoshálózat fejlesztése (2-es vonal)” című nagyprojekt támogatásának növeléséről
- 1331/2012. (IX. 7.) Korm. határozat A Környezet és Energia Operatív Program 2011–2013. évekre szóló akcióterv 4., 5. és 8. prioritásának megállapításáról, valamint a 4. és az 5. prioritásban meghirdethető pályázati felhívásoknak előkészítéséről
- 1332/2012. (IX. 7.) Korm. határozat A KMOP keretében megvalósuló a „Régión belüli közlekedési kapcsolatok fejlesztése a 3102. j. úton” című egymilliárd forintot meghaladó támogatási igényű projektjavaslat jóváhagyásáról
- 1333/2012. (IX. 7.) Korm. határozat A Gazdaságfejlesztési Operatív Program 2011–2013. évekre szóló akciótervének elfogadásáról
- 1334/2012. (IX. 7.) Korm. határozat A TÁMOP-3.4.5-12/1 azonosító számú („Tehetséghidak Program” című) kiemelt projekt akciótervi nevesítéséről és támogatásának jóváhagyásáról
- 1335/2012. (IX. 7.) Korm. határozat A Budapest–Cegléd–Szolnok–Lőkösháza vasútvonal 2000–2006. közötti időszakban Kohéziós Alapból támogatott fejlesztési projektek az Európai Bizottság által megállapított támogatási korrekcióinak csökkentéséhez szükséges intézkedésekről
- 1336/2012. (IX. 7.) Korm. határozat A KÖZOP-5.5.0-09-11-2012-0007 azonosító számú („Kecskemét város intermodális pályaudvar ésközösségi közlekedés fejlesztése-tervezés, engedélyezés” című) projekt támogatásának jóváhagyásáról
- 1337/2012. (IX. 7.) Korm. határozat A KÖZOP-1.5.0-09-11-2012-0005 azonosító számú [„M30 gyorsforgalmi út (3. sz. főút korrekciója) Tornyosnémeti–országhatár közötti szakasz kivitelezése” című] kiemelt projekt akciótervi nevesítéséről
- 1338/2012. (IX. 7.) Korm. határozat A KEOP-2.4.0/B/2F/10-11-2012-0003 azonosító számú („Zirc város területén lévő települési szilárd hulladéklerakó, mint szennyező forrás és a lerakó által okozott szennyezés megszüntetése” című) projekt támogatásának jóváhagyásáról
- 1339/2012. (IX. 7.) Korm. határozat A KEOP-2.4.0/B/2F/10-11-2012-0001 azonosító számú („Kiskunhalas Jókai utcai települési szilárd hulladéklerakó, mint szennyező forrás, és a lerakó által okozott szennyezés megszüntetése” című) projekt támogatásának jóváhagyásáról
- 1340/2012. (IX. 7.) Korm. határozat A KEOP-2.3.0/2F/09-11-2011-0005 azonosító számú („Észak-Kelet Pest és Nógrád Megyei Térségi Hulladéklerakó és Rekultivációs Projekt” című) projekt támogatásának jóváhagyásáról
- 1341/2012. (IX. 7.) Korm. határozat A KEOP-1.2.0/09-11-2012-0004 azonosító számú („Dánszentmiklós–Nyáregyháza Szennyvízelvezetés és tisztítás II. ütem” című) projekt támogatásának jóváhagyásáról
- 1342/2012. (IX. 7.) Korm. határozat A KEOP-1.2.0/09-11-2012-0005 azonosító számú („Okány község szennyvízcsatornázása” című) projekt támogatásának jóváhagyásáról
- 1343/2012. (IX. 7.) Korm. határozat A fővárosi M2 metróvonal szerelvényeinek cseréje című projekt Közlekedés Operatív Programba történő beemelésének lehetőségéről
- 1344/2012. (IX. 7.) Korm. határozat A TÁMOP-3.4.2.B-12/1 azonosító számú („Sajátos nevelési igényű gyerekek integrációja” című) kiemelt projekt akciótervi nevesítéséről és támogatásának jóváhagyásáról
- 1345/2012. (IX. 7.) Korm. határozat Az európai uniós szabad források felhasználásához szükséges intézkedésekről
- 1346/2012. (IX. 7.) Korm. határozat Az Államreform Operatív Program 2011–2013. évekre szóló akciótervének elfogadásáról és kiemelt projektek nevesítéséről
- 1347/2012. (IX. 7.) Korm. határozat A Regionális Operatív Programok keretében új kiemelt turisztikai projektek akciótervi nevesítéséről, valamint támogatásuk jóváhagyásáról
- 1348/2012. (IX. 11.) Korm. határozat A IX. Helyi önkormányzatok támogatásai és helyben maradó személyi jövedelemadója fejezetből való egyszeri előirányzat-átcsoportosításról
- 1349/2012. (IX. 11.) Korm. határozat A csapadékhiányos időjárás és az ezzel összefüggő takarmánypiaci problémák miatti rendkívüli intézkedésekről
- 1350/2012. (IX. 11.) Korm. határozat Az állattenyésztési ágazatok megsegítése érdekében a rendkívüli kormányzati intézkedésekre szolgáló tartalékból történő előirányzat-átcsoportosításról
- 1351/2012. (IX. 11.) Korm. határozat A meteorológiai feladatok finanszírozása érdekében a Honvédelmi Minisztérium és a Vidékfejlesztési Minisztérium fejezetek közötti előirányzat-átcsoportosításról
- 1352/2012. (IX. 11.) Korm. határozat A rendkívüli kormányzati intézkedésekre szolgáló tartalékból az ENSZ Élelmezési és Mezőgazdasági Szervezete felé fennálló hátralékos kötelezettségének teljesítéséhez szükséges előirányzat-átcsoportosításról
- 1353/2012. (IX. 11.) Korm. határozat A rendkívüli kormányzati intézkedésekre szolgáló tartalékból történő előirányzat-átcsoportosításról és a rendkívüli kormányzati intézkedésekre szolgáló tartalékból történő előirányzat-átcsoportosításról szóló 1160/2012. (V. 18.) Korm. határozat módosításáról
- 1354/2012. (IX. 11.) Korm. határozat A rendkívüli kormányzati intézkedésekre szolgáló tartalékból történő előirányzat-átcsoportosításról
- 1355/2012. (IX. 11.) Korm. határozat A rendkívüli kormányzati intézkedésekre szolgáló tartalékból történő előirányzat-átcsoportosításról
- 1356/2012. (IX. 11.) Korm. határozat A törökbálinti Bálint Márton Iskola és Sportközpont beruházás befejezéséhez és egyéb, PPP konstrukcióban létesült sportlétesítmények kiváltásához kapcsolódó forrás átadásáról
- 1357/2012. (IX. 13.) Korm. határozat A KDOP-4.2.1/A-11-2012-0008 azonosító számú („Térségi elérhetőség javítása a 6209. j. úton” című) és a KDOP-4.1.1/D-12-2012-0001 azonosító számú („Helyi és térségi jelentőségű vízvédelmi rendszerek fejlesztése Devecser és Kolontár térségében” című) projektek támogatásának jóváhagyásáról
- 1358/2012. (IX. 14.) Korm. határozat Az EU-s forrásból finanszírozott és megvalósult „Cigándi tájgazdálkodási és árvízvédelmi program” című projekttel kapcsolatos visszafizetési kötelezettség veszélye miatt szükséges intézkedésekről
- 1359/2012. (IX. 14.) Korm. határozat A KÖZOP-3.5.0-09-11-2012-0019 azonosító számú („Kecskemét térségi elérhetőség fejlesztése” című) projekt támogatásának jóváhagyásáról
- 1360/2012. (IX. 14.) Korm. határozat A rendkívüli kormányzati intézkedésekre szolgáló tartalékból történő előirányzat-átcsoportosításról
- 1361/2012. (IX. 14.) Korm. határozat A megtett úttal arányos tarifarendszerű, korszerű elektronikus díjszedés díjpolitikájáról és a rendszerbeszerzés feltételeiről, finanszírozásáról
- 1362/2012. (IX. 14.) Korm. határozat Az Európa Tanács 024. számú egyezményéhez fűzött harmadik és negyedik jegyzőkönyv szövegének végleges megállapítására adott felhatalmazásról
- 1363/2012. (IX. 14.) Korm. határozat A Gyógyító-megelőző ellátás jogcím-csoport Célelőirányzatának megemeléséről
- 1364/2012. (IX. 14.) Korm. határozat Egyes nem állami tulajdonban lévő egészségügyi intézmények által ellátott egészségügyi szakellátási feladatokról való gondoskodás állam általi átvételéről
- 1365/2012. (IX. 14.) Korm. határozat A Miniszterelnökségen, a minisztériumokban, az igazgatási és az igazgatás jellegű tevékenységet ellátó központi költségvetési szerveknél foglalkoztatottak létszámáról szóló 1166/2010. (VIII. 4.) Korm. határozat módosításáról szóló 1206/2012. (VI. 26.) Korm. határozatban foglaltak végrehajtásához kapcsolódó fejezetek közötti előirányzat-átcsoportosításról
- 1366/2012. (IX. 14.) Korm. határozat A Szolnoki Ipari Parkban létrehozásra kerülő citromsav gyár beruházási projekt megvalósításáról
- 1367/2012. (IX. 17.) Korm.határozat Magyarország Kormánya és a Bahreini Királyság Kormánya közötti légiközlekedési megállapodás szövegének végleges megállapítására adott felhatalmazásról
- 1368/2012. (IX. 17.) Korm.határozat A Magyarország Kormánya és Montenegró Kormánya közötti tudományos és technológiai együttműködési megállapodás szövegének végleges megállapítására adott felhatalmazásról
- 1369/2012. (IX. 17.) Korm.határozat A Magyar–Szerb Kisebbségi Vegyes Bizottság IV. ülésén elfogadott ajánlások jóváhagyásáról
- 1370/2012. (IX. 17.) Korm.határozat Magyarország Kormánya, Ukrajna Miniszteri Kabinetje és az Oroszországi Föderáció Kormánya között a Magyarország és Oroszországi Föderáció között Ukrajna területén keresztül történő nukleárisanyag-szállításról szóló megállapodás szövegének végleges megállapítására adott felhatalmazásról
- 1371/2012. (IX. 17.) Korm.határozat A közszolgálati ellenőrzések 2012. évi vizsgálati tárgyköreiről és a vizsgálat alá vont közigazgatási szervekről
- 1372/2012. (IX. 17.) Korm.határozat Az állami fenntartásba átvett, költségvetési szervként működő fekvőbeteg-szakellátó intézményekben foglalkoztatottak 2012. évi bérkompenzációjának kifizetéséhez szükséges előirányzat-átcsoportosításról
- 1373/2012. (IX. 17.) Korm.határozat A „Székelyföldi Eger Napok” elnevezésű programsorozat megvalósításához szükséges előirányzat-átcsoportosításról
- 1374/2012. (IX. 17.) Korm.határozat A Honvédelmi Minisztérium és a Külügyminisztérium közötti, új NATO székház finanszírozásához kapcsolódó előirányzat-átcsoportosításról
- 1375/2012. (IX. 17.) Korm.határozat A Közigazgatási és Igazságügyi Minisztérium és az Emberi Erőforrások Minisztériuma igazgatási szervezetei közötti előirányzat-átcsoportosításokról
- 1376/2012. (IX. 17.) Korm.határozat A Közigazgatási és Igazságügyi Minisztérium és a Külügyminisztérium fejezetek közötti, az EU Duna Régió Stratégiáért Felelős Kormánybiztos Titkársága működésének, szakmai feladatainak ellátásának biztosításához szükséges előirányzat-átcsoportosításról
- 1377/2012. (IX. 17.) Korm.határozat A rendkívüli kormányzati intézkedésekre szolgáló tartalékból történő előirányzat-átcsoportosításról
- 1378/2012. (IX. 18.) Korm.határozat A kulturális örökségvédelmi szervezetrendszer átalakításáról
- 1379/2012. (IX. 20.) Korm. határozat Az egészséges ivóvíz biztosításához szükséges intézkedésekről
- 1380/2012. (IX. 20.) Korm. határozat A rendkívüli kormányzati intézkedésekre szolgáló tartalékból történő előirányzat-átcsoportosításról
- 1381/2012. (IX. 20.) Korm. határozat Egyes ivóvízminőség-javító beruházások saját hatáskörben történő megvalósításáról
- 1382/2012. (IX. 20.) Korm. határozat A KEOP-7.1.3.0/09-2010-0017. számú ivóvízminőség-javító beruházás saját hatáskörben történő megvalósításáról
- 1383/2012. (IX. 20.) Korm. határozat A KEOP-1.3.0/2F/09-2010-0036. számú ivóvízminőség-javító beruházás saját hatáskörben történő megvalósításáról
- 1384/2012. (IX. 20.) Korm. határozat A KEOP-1.3.0/2F/09-2010-0032. számú ivóvízminőség-javító beruházás saját hatáskörben történő megvalósításáról
- 1385/2012. (IX. 20.) Korm. határozat A TÁMOP-5.4.2-12/1 azonosító számú („Központi szociális információs fejlesztések” című) és a TÁMOP-5.4.7-12/1 azonosító számú („Látássérült személyek elemi rehabilitációs szolgáltatásainak továbbfejlesztése” című) kiemelt projekt akciótervi nevesítéséről és támogatásának jóváhagyásáról
- 1386/2012. (IX. 20.) Korm. határozat A KEOP-2.1.1/2F/09-11-2011-0008 azonosító számú („Ronyvazugi, Bodrog jobb parti árvízvédelmi rendszer fejlesztése” című) projekt támogatásának jóváhagyásáról
- 1387/2012. (IX. 20.) Korm. határozat A KDOP-4.2.1/A-11-2012-0011 azonosító számú („Térségi elérhetőség javítása a 8202 j. úton” című) projekt támogatásának jóváhagyásáról
- 1388/2012. (IX. 20.) Korm. határozat A nemzetpolitikai tevékenység támogatásának finanszírozásához szükséges forrásigényről
- 1389/2012. (IX. 20.) Korm. határozat A startmunka mintaprogram keretén belül a biomassza kazánprogram megvalósításához szükséges többletforrás biztosításáról, továbbá a rendkívüli kormányzati intézkedésekre szolgáló tartalékból történő előirányzat-átcsoportosításról
- 1390/2012. (IX. 20.) Korm. határozat A rendkívüli kormányzati intézkedésekre szolgáló tartalékból történő előirányzat-átcsoportosításról
- 1391/2012. (IX. 20.) Korm. határozat A 2011. évi kötelezettségvállalással nem terhelt maradványok felhasználásáról
- 1392/2012. (IX. 20.) Korm. határozat A Sapientia Alapítvánnyal kötendő elvi megállapodásról, és a megállapodásban foglalt célok megvalósításához szükséges forrásigényről
- 1393/2012. (IX. 20.) Korm. határozat A rendkívüli kormányzati intézkedésekre szolgáló tartalékból történő előirányzat-átcsoportosításról
- 1394/2012. (IX. 20.) Korm. határozat A rendkívüli kormányzati intézkedésekre szolgáló tartalékból történő előirányzat-átcsoportosításról
- 1395/2012. (IX. 20.) Korm. határozat A rendkívüli kormányzati intézkedésekre szolgáló tartalékból történő előirányzat-átcsoportosításról, valamint a Miniszterelnökség fejezet címrendi módosításáról
- 1396/2012. (IX. 21.) Korm. határozat A 2011. évi kötelezettségvállalással nem terhelt maradványok felhasználásáról
- 1397/2012. (IX. 21.) Korm. határozat A 2012. évi határátlépéssel járó csapatmozgások engedélyezéséről szóló 1470/2011. (XII. 23.) Korm. határozat módosításáról
- 1398/2012. (IX. 25.) Korm. határozat A Belügyminisztérium és a Közigazgatási és Igazságügyi Minisztérium fejezetek címrendi módosításáról és igazgatási szervezetei közötti előirányzat-átcsoportosításról
- 1399/2012. (IX. 25.) Korm. határozat A Miniszterelnökségen, a minisztériumokban, az igazgatási és igazgatás jellegű tevékenységet ellátó központi költségvetési szerveknél foglalkoztatottak létszámáról szóló 1166/2010. (VIII. 4.) Korm. határozat módosításáról
- 1400/2012. (IX. 26.) Korm. határozat Magyarország Kormánya és Georgia Kormánya között a bűnözés megelőzésében és leküzdésében történő együttműködésről szóló Megállapodás szövegének végleges megállapítására adott felhatalmazásról
- 1401/2012. (IX. 26.) Korm. határozat A fővárosi és megyei kormányhivatalok rehabilitációs szakigazgatási szervei kialakításával összefüggésben az Emberi Erőforrások Minisztériuma és a Közigazgatási és Igazságügyi Minisztérium fejezetek közötti előirányzat-átcsoportosításról
- 1402/2012. (IX. 26.) Korm. határozat A Pesti Vigadó épületének rekonstrukciójához kapcsolódó forrás átadásáról
- 1403/2012. (IX. 26.) Korm. határozat A regionális operatív programok 2011–2013. évekre szóló akcióterveinek megállapításáról
- 1404/2012. (IX. 28.) Korm. határozat Az ENSZ Közgyűlésének 67. ülésszakán való magyar részvételről
- 1405/2012. (IX. 28.) Korm. határozat A Magyarország Kormánya és Georgia Kormánya között az Európai Unió és Georgia között az engedély nélkül tartózkodó személyek visszafogadásáról szóló, Brüsszelben, 2010. november 22-én aláírt Megállapodás végrehajtásáról szóló Jegyzőkönyv szövegének végleges megállapítására adott felhatalmazásról
- 1406/2012. (IX. 28.) Korm. határozat Az egy magyar vezetésű afganisztáni tartományi újjáépítési csoport létesítéséről és működésének előkészítéséről szóló 2115/2006. (VI. 29.) Korm. határozat módosításáról
- 1407/2012. (IX. 28.) Korm. határozat A 2012. évi paralimpiai állami jutalom kifizetéséhez szükséges előirányzat-átcsoportosításáról
- 1408/2012. (IX. 28.) Korm. határozat A 2011. évi kötelezettségvállalással terhelt maradványok felhasználásáról
- 1409/2012. (IX. 28.) Korm. határozat A Magyarság Háza épületének kialakításához kapcsolódó állami támogatásról
- 1410/2012. (IX. 28.) Korm. határozat A rendkívüli kormányzati intézkedésekre szolgáló tartalékból történő előirányzat-átcsoportosításról
- 1411/2012. (IX. 28.) Korm. határozat A Mezőgazdasági és Vidékfejlesztési Hivatal peres ügye kapcsán felmerült fizetési kötelezettség teljesítése érdekében szükséges, a rendkívüli kormányzati intézkedések előirányzatból történő átcsoportosításról
- 1412/2012. (IX. 28.) Korm. határozat A 2012. július 16. és 26. közötti konzultációs sorozat vonatkozásában vállalt feladatokról

##### Október (1413−1477)
- 1413/2012. (X. 1.) Korm. határozat A Bolgár Köztársaság, a Horvát Köztársaság, Magyarország és az Osztrák Köztársaság között a közúti közlekedésbiztonságot veszélyeztető közlekedési jogsértések miatt alkalmazott jogkövetkezmények határon átnyúló végrehajtásának elősegítéséről szóló Megállapodás szövegének végleges megállapítására adott felhatalmazásról
- 1414/2012. (X. 1.) Korm. határozat A Magyarország Kormánya és a Szlovák Köztársaság Kormánya között a két ország közös államhatárán, Komárom és Révkomárom (Komárno) városok közötti közúti híd Duna folyamon történő megépítéséről szóló Megállapodás szövegének végleges megállapítására adott felhatalmazásról
- 1415/2012. (X. 1.) Korm. határozat A Magyar Suzuki Zrt., az Alcoa-Köfém Kft., a HANKOOK TIRE Magyarország Kft., a Richter Gedeon Nyrt. magyarországi nagybefektetőkkel való stratégiai megállapodás megkötéséről
- 1416/2012. (X. 1.) Korm. határozat A vállalkozói adminisztratív költségek csökkentésére irányuló, Egyszerű Állam című középtávú kormányzati program egyes feladatainak módosításáról
- 1417/2012. (X. 1.) Korm. határozat A rendkívüli kormányzati intézkedésekre szolgáló tartalékból történő előirányzat-átcsoportosításról
- 1418/2012. (X. 4.) Korm. határozat Önkormányzatok adósságot keletkeztető ügyleteihez történő 2012. szeptemberi előzetes kormányzati hozzájárulásról
- 1419/2012. (X. 4.) Korm. határozat A központosított illetményszámfejtéshez kötelezően csatlakozók körének bővítéséhez szükséges intézkedésekről
- 1420/2012. (X. 4.) Korm. határozat A Miniszterelnökségen, a minisztériumokban, az igazgatási és az igazgatás jellegű tevékenységet ellátó központi költségvetési szerveknél foglalkoztatottak létszámáról szóló 1166/2010. (VIII. 4.) Korm. határozat módosításáról
- 1421/2012. (X. 4.) Korm. határozat Az Államreform Operatív Program akcióterveiben szereplő egyes kiemelt projektek nevesítéséről
- 1422/2012. (X. 4.) Korm. határozat Az Elektronikus Közigazgatás Operatív Program 2011–2013. közötti időszakra szóló akciótervének elfogadásáról, az Elektronikus Közigazgatás Operatív Program 2009–2010. közötti időszakra szóló akciótervében szereplő egyes konstrukciók törléséről, és egyes kiemelt projektek nevesítéséről
- 1423/2012. (X. 4.) Korm. határozat A Közlekedés Operatív Program 2011–2013. évekre szóló akciótervének megállapításáról
- 1424/2012. (X. 4.) Korm. határozat A „Célzottan közlekedésbiztonságot javító fejlesztések – A közlekedésbiztonság növelése terén kifejtett rendőrségi tevékenység komplex fejlesztése” című projektek megvalósítása érdekében a Közlekedés Operatív Program 2011–2013. évekre szóló akciótervében egyes kiemelt projektjavaslatok akciótervi nevesítéséről és támogatásuk jóváhagyásáról
- 1425/2012. (X. 4.) Korm. határozat A KEOP-1.2.0/09-11-2011-0019 azonosító számú („Marcali Város csatornahálózatának és szennyvíztisztító telepének fejlesztése” című) projekt támogatásának jóváhagyásáról
- 1426/2012. (X. 4.) Korm. határozat A TÁMOP 2.4.8-12/1 azonosító számú („A munkahelyi egészség és biztonság fejlesztése, a munkaügyi ellenőrzés fejlesztése”) kiemelt projekt akciótervi nevesítéséről és támogatásának jóváhagyásáról
- 1427/2012. (X. 4.) Korm. határozat A Kőbányai Zenei Stúdió Művészeti Szakképző Szakiskola és Szakközépiskola működésének támogatásához szükséges, rendkívüli kormányzati intézkedésekre szolgáló tartalékból történő előirányzat-átcsoportosításról
- 1428/2012. (X. 8.) Korm. határozat a 2012. évi költségvetési egyenleg tartását biztosító intézkedésekről
- 1429/2012 Korm. határozat nem került kiadásra
- 1430/2012. (X. 9.) Korm. határozat Az Egyesült Arab Emírségek Kormánya és Magyarország Kormánya között a jövedelemadók területén a kettős adóztatás elkerüléséről és az adóztatás kijátszásának megakadályozásáról szóló Egyezmény szövegének végleges megállapítására adott felhatalmazásról
- 1431/2012. (X. 9.) Korm. határozat A Magyarország Kormánya és az Ománi Szultánság Kormánya között a jövedelemadók területén a kettős adóztatás elkerüléséről és az adóztatás kijátszásának megakadályozásáról szóló Egyezmény szövegének végleges megállapítására adott felhatalmazásról
- 1432/2012. (X. 9.) Korm. határozat A Nemzeti vízgazdálkodási, öntözési és aszálystratégia kidolgozásának elrendeléséről
- 1433/2012. (X. 9.) Korm. határozat Az EU Önerő Alap költségvetési támogatási előirányzatának átcsoportosításáról
- 1434/2012. (X. 9.) Korm. határozat Az Egyetemes Postaegyesület XXV. Kongresszusán való magyar részvételről
- 1435/2012. (X. 11.) Korm. határozat A Magyarország Kormánya és a Horvát Köztársaság Kormánya között a Dunai Rendészeti Koordinációs Központ működtetéséről szóló Megállapodás szövegének végleges megállapítására adott felhatalmazásról
- 1436/2012. (X. 11.) Korm. határozat A Magyarország Kormánya és a Koreai Köztársaság Kormánya között azideiglenesen munkát vállaló turisták programjáról szóló Megállapodás szövegének végleges megállapítására adott felhatalmazásról
- 1437/2012. (X. 11.) Korm. határozat A Magyary Program Egyszerűsítési Programjának elfogadásáról szóló 1304/2011. (IX. 2.) Korm. határozat módosításáról
- 1438/2012. (X. 11.) Korm. határozat A Miniszterelnökség és aKözigazgatási és Igazságügyi Minisztérium fejezetek közötti előirányzat-átcsoportosításról
- 1439/2012. (X. 11.) Korm. határozat A rendkívüli kormányzati intézkedésekre szolgáló tartalékból történő előirányzat-átcsoportosításról
- 1440/2012. (X. 11.) Korm. határozat A MÁV vasúti dolgozóinak 2011–2013. években történő pénzügyi ösztönzéséről szóló 1447/2011.(XII. 21.) Korm. határozat előírásainak 2012.évi teljesítéséről
- 1441/2012. (X. 11.) Korm. határozat A Nemzeti Dohánykereskedelmi Nonprofit Zrt. alapításához, illetve működéséhez szükséges forrás biztosítása érdekében szükséges előirányzat-átcsoportosításról
- 1442/2012. (X. 11.) Korm. határozat Az ÉAOP-3.1.1-11-2012-0010 azonosító számú („Térségi elérhetőség javítása a 3401. jelű úton” című) és az ÉAOP-3.1.1-11-2012-0011 azonosító számú („Térségi elérhetőség javítása a 3831. jelű és4145. jelű utakon”) című projektek támogatásának jóváhagyásáról
- 1443/2012. (X. 11.) Korm. határozat A NYDOP-4.3.1/A-11-2012-0006 azonosító számú („Térségi elérhetőség javítása a 7343. j. és 6835. j. utakon” című) projekt támogatásának jóváhagyásáról
- 1444/2012. (X. 11.) Korm. határozat A KEOP-1.2.0/09-11-2012-0007 azonosító számú („A szécsényi agglomeráció szennyvíztisztításának fejlesztése” című) projekt támogatásának jóváhagyásáról
- 1445/2012. (X. 11.) Korm. határozat A KEOP-1.2.0/09-11-2012-0009 azonosító számú („Bucsa Község szennyvízcsatornázása” című) projekt támogatásának jóváhagyásáról
- 1446/2012. (X. 11.) Korm. határozat A KEOP-2.4.0/B/2F/10-11-2012-0004 azonosító számú („Nyíregyháza-Borbánya bezárt hulladéklerakó szennyezés lokalizálása, szennyezés csökkentése” című) projekt támogatásának jóváhagyásáról
- 1447/2012. (X. 11.) Korm. határozat Az EKOP-1.2.1-07-2008-0001 azonosító számú [Költségvetés Gazdálkodási Rendszer (KGR) című] projekt műszaki tartalmának módosításáról
- 1448/2012. (X. 11.) Korm. határozat A budapesti 4. számú metróvonal I. szakasz (Kelenföldi pályaudvar–Keleti pályaudvar) és kapcsolódó felszíni beruházásai című projekt befejezéséhez szükséges állami finanszírozás meghatározásáról
- 1449/2012. (X. 16.) Korm. határozat A Széchenyi Programiroda Nonprofit Korlátolt Felelősségű Társaság tulajdonosi joggyakorlójának és feladatainak megváltoztatásáról, összefüggésben az Európai Unió 2014–20 közötti költségvetési időszakára való felkészülés kormányzati feladatairól
- 1450/2012. (X. 16.) Korm. határozat A 2011. évi kötelezettségvállalással nem terhelt maradványok felhasználásáról
- 1451/2012. (X. 16.) Korm. határozat A rendkívüli kormányzati intézkedésekre szolgáló tartalékból történő előirányzat-átcsoportosításról
- 1452/2012. (X. 17.) Korm. határozat A magyar–orosz gazdasági kapcsolatokért és a magyar–kínai kétoldalú kapcsolatok összehangolásáért felelős kormánybiztos kinevezéséről és feladatairól szóló 1522/2011. (XII. 30.) Korm. határozat módosításáról
- 1453/2012. (X. 17.) Korm. határozat A Mátyás templommal kapcsolatos forrásigényről
- 1454/2012. (X. 17.) Korm. határozat A rendkívüli kormányzati intézkedésekre szolgáló tartalékból történő előirányzat-átcsoportosításról
- 1455/2012. (X. 17.) Korm. határozat Az új labdarúgó stadion létesítése a Ferencvárosban elnevezésű állami beruházás egyes kérdéseiről szóló 1259/2012. (VII. 26.) Korm. határozat módosításáról
- 1456/2012. (X. 17.) Korm. határozat A Tüskecsarnok projekt befejezéséhez kapcsolódó további feladatokról
- 1457/2012. (X. 19.) Korm. határozat A 2013. évi költségvetés egyenlegét javító intézkedésekkel kapcsolatos feladatokról
- 1458/2012. (X. 19.) Korm. határozat A rendkívüli kormányzati intézkedésekre szolgáló tartalékból történő előirányzat-átcsoportosításról
- 1459/2012. (X. 19.) Korm. határozat A Művészeti és Szabadművelődési Alapítvány megszüntetéséről
- 1460/2012. (X. 25.) Korm. határozat A 2011. évi kötelezettségvállalással nem terhelt előirányzat-maradványok felhasználásáról
- 1461/2012. (X. 26.) Korm. határozat A GOP-1.1.1/B konstrukció kódú [az „ELI lézer kutatóközpont megvalósítása (ELI-ALPS) nagyprojekt 1. fázis” című] projekt kiemelt projektként történő nevesítéséről, valamint az ELI (Extreme Light Infrastructure) integrált európai kutatási nagyberendezés magyarországi megvalósítása érdekében szükséges intézkedésekről
- 1462/2012. (X. 26.) Korm. határozat A TÁMOP-1.3.1-12-2012-0001 azonosító számú („A Nemzeti Foglalkoztatási Szolgálat fejlesztése II.” című) projekt kiemelt projektként történő nevesítéséről és támogatásának jóváhagyásáról
- 1463/2012. (X. 26.) Korm. határozat Az ÉAOP-3.1.1-11-2011-0009 azonosító számú („Térségi elérhetőség javítása a 3109. j. és 3121. j. utakon” című) projekt támogatásának jóváhagyásáról
- 1464/2012. (X. 26.) Korm. határozat Az Észak-Alföldi Operatív Program keretében gazdaságfejlesztési célú kiemelt projektek akciótervi nevesítéséről és támogatásuk jóváhagyásáról
- 1465/2012. (X. 26.) Korm. határozat A Közlekedés Operatív Program keretében finanszírozott „62. sz. főút M8 (Duna-híd) és Székesfehérvár között – 11,5 t burkolat-megerősítés és elkerülő utak kiépítése” című kiemelt projekt költségnövekményének jóváhagyásáról
- 1466/2012. (X. 26.) Korm. határozat Miskolc Hosszú távú Közlekedésfejlesztési Koncepciója megvalósítását célzó, a Közlekedés Operatív Program keretében finanszírozott, illetve finanszírozni tervezett, Miskolc Megyei Jogú Várost érintő egyes projektekről
- 1467/2012. (X. 26.) Korm. határozat A KÖZOP-3.5.0-09-11-2012-0022 azonosító számú („26. számú főút, Miskolc északi elkerülő II. ütem” című) kiemelt projekt akciótervi nevesítéséről és támogatásának jóváhagyásáról
- 1468/2012. (X. 26.) Korm. határozat A GSM-R nagyprojekt állami felügyelő mérnöki feladatairól
- 1469/2012. (X. 26.) Korm. határozat A Társadalmi Megújulás Operatív Program 2011–2013. évekre szóló akcióterv 2–6. prioritásának a megállapításáról
- 1470/2012. (X. 27.) Korm. határozat A Gazdasági Konzultáció eredményeiről történő tájékoztatásadással összefüggő feladatokról
- 1471/2012. (X. 29.) Korm. határozat Az ENSZ Európai Gazdasági Bizottsága keretében létrejött, az Ipari Balesetek Országhatáron Túli Hatásairól szóló Egyezmény Részes Feleinek Értekezletein való részvételről
- 1472/2012. (X. 29.) Korm. határozat Az Első Világháborús Centenáriumi Emlékbizottság létrehozásáról
- 1473/2012. (X. 29.) Korm. határozat A Nemzeti Fejlesztési Minisztérium és a Belügyminisztérium fejezetek közötti előirányzat-átcsoportosításról
- 1474/2012. (X. 29.) Korm. határozat A Nemzetgazdasági Minisztérium és a Nemzeti Fejlesztési Minisztérium közötti előirányzat-átcsoportosításról
- 1475/2012. (X. 29.) Korm. határozat A Vidékfejlesztési Minisztérium és az Emberi Erőforrások Minisztériuma fejezetek közötti előirányzat-átcsoportosításról az Országos Vadgazdálkodási Adattár 2012. évi működési költségeinek támogatása érdekében
- 1476/2012. (X. 29.) Korm. határozat A rendkívüli kormányzati intézkedésekre szolgáló tartalékból történő előirányzat-átcsoportosításról
- 1477/2012. (X. 29.) Korm. határozat A 2011. évi kötelezettségvállalással nem terhelt előirányzat-maradványok felhasználásáról

##### November (1478−1536)
- 1478/2012. (XI. 6.) Korm. határozat A Vidékfejlesztési Minisztérium és az Emberi Erőforrások Minisztériuma fejezetek közötti előirányzat-átcsoportosításról a FAO ösztöndíjas program 2012/2013. tanév I. félévi megvalósítása érdekében [1]
- 1479/2012. (XI. 6.) Korm. határozat A péri nyilvános kereskedelmi repülőtér fejlesztésével összefüggő intézkedésekről
- 1480/2012. (XI. 6.) Korm. határozat A rendkívüli kormányzati intézkedésekre szolgáló tartalékból történő előirányzat-átcsoportosításról
- 1481/2012. (XI. 6.) Korm. határozat Egyes, a nemzeti adatvagyon körébe tartozó kiemelt fontosságú állami nyilvántartások, valamint informatikai rendszerek működőképességének biztosításáról
- 1482/2012. (XI. 6.) Korm. határozat A budapesti Istvánmező rehabilitációs programja, kiemelten a Budapesti Olimpiai Központ integrált rekonstrukciója programhoz kapcsolódó egyes feladatokról
- 1483/2012. (XI. 7.) Korm. határozat A Társadalmi Megújulás Operatív Program 3.1.4-12/1-2 „Innovatív iskolák fejlesztése” című pályázati kiírásokra beérkezett pályázatok értékeléséről, a vonatkozó megoldási javaslatról és eljárásról [2]
- 1484/2012. (XI. 7.) Korm. határozat A KMOP-4.2.1/A_1-2008-0002 azonosító számú („Liszt Ferenc Zeneakadémiája, az európai felsőfokú zenei oktatás megújuló központja Budapesten” című) kiemelt projekt támogatásának növeléséről
- 1485/2012. (XI. 7.) Korm. határozat Egyes közlekedési projektek támogatásának jóváhagyásáról és a Közlekedés Operatív Program Akciótervében kiemelt projektként történő nevesítéséről
- 1486/2012. (XI. 7.) Korm. határozat A GSM-R rendszer kialakításával összefüggő egyes feladatokról
- 1487/2012. (XI. 8.) Korm. határozat A Magyar Nemzeti Vagyonkezelő Zártkörűen Működő Részvénytársaság egyes feladatai ellátásához szükséges költségvetési források biztosításáról [3]
- 1488/2012. (XI. 13.) Korm. határozat Magyarország és a Koszovói Köztársaság között a bűnözés megelőzésében és leküzdésében történő együttműködésről szóló Megállapodás szövegének végleges megállapítására adott felhatalmazásról
- 1489/2012. (XI. 13.) Korm. határozat A Szaúd-Arábiai Királyság Kormánya és Magyarország Kormánya között a jövedelem- és vagyonadók területén a kettős adóztatás elkerüléséről és az adóztatás kijátszásának megakadályozásáról szóló Egyezmény szövegének végleges megállapítására adott felhatalmazásról
- 1490/2012. (XI. 13.) Korm. határozat Az Emberi Jogi Munkacsoportról szóló 1039/2012. (II. 22.) Korm. határozat módosításáról
- 1491/2012. (XI. 13.) Korm. határozat Magyarország Megújuló Energia Hasznosítási Cselekvési Terv 2010–2020. felülvizsgálatáról
- 1492/2012. (XI. 13.) Korm. határozat A Nokia Siemens Networks Kft. magyarországi nagybefektetővel való stratégiai megállapodás megkötéséről
- 1493/2012. (XI. 13.) Korm. határozat A Bionikai Innovációs Központ létrehozásával kapcsolatos egyes feladatokról
- 1494/2012. (XI. 13.) Korm. határozat Az önkormányzatok adósságot keletkeztető ügyleteihez történő 2012. októberi előzetes kormányzati hozzájárulásról
- 1495/2012. (XI. 13.) Korm. határozat Az Egységes Szabadalmi Bíróság képzési központjának és egy budapesti központú regionális divízió egységes elhelyezéséről
- 1496/2012. (XI. 13.) Korm. határozat A Szociális és Gyermekvédelmi Főigazgatóság létrehozásáról és egyes szociális, gyermekvédelmi intézmények átvételéről
- 1497/2012. (XI. 13.) Korm. határozat A gyógyszertámogatás és a gyógyászati segédeszköz támogatás kiadásainak 2012. év végi finanszírozásához szükséges intézkedésekről
- 1498/2012. (XI. 13.) Korm. határozat A Hadigondozottak Közalapítvány Alapító Okiratának módosításáról
- 1499/2012. (XI. 13.) Korm. határozat A Belügyminisztérium és a Közigazgatási és Igazságügyi Minisztérium fejezetek közötti előirányzat-átcsoportosításokról
- 1500/2012. (XI. 13.) Korm. határozat A rendkívüli kormányzati intézkedésekre szolgáló tartalékból történő előirányzat-átcsoportosításról és egyes kormányhatározatok módosításáról
- 1501/2012. (XI. 16.) Korm. határozat A Nemzetbiztonsági Kabinetről szóló 1308/2011. (IX. 6.) Korm. határozat módosításáról
- 1502/2012. (XI. 16.) Korm. határozat A Liszt Ferenc Zeneművészeti Egyetem (Zeneakadémia) történeti orgonáinak restaurálásáról és rekonstrukciójáról
- 1503/2012. (XI. 16.) Korm. határozat A parlagfű elleni védekezést szolgáló intézkedések támogatása érdekében a Vidékfejlesztési Minisztérium és a Közigazgatási és Igazságügyi Minisztérium fejezetek közötti előirányzat-átcsoportosításról
- 1504/2012. (XI. 16.) Korm. határozat Az aszály elleni küzdelemben, valamint a korlátozottan forgalomképes és forgalomképes vízilétesítmények üzemeltetésében való állami felelősségvállalásról
- 1505/2012. (XI. 16.) Korm. határozat Az Elektronikus Közigazgatás Operatív Program abszorpciós célkitűzéseinek eléréséhez szükséges intézkedésekről
- 1506/2012. (XI. 16.) Korm. határozat A Dél-Dunántúli Operatív Program keretében környezetfejlesztési és a Közép-Dunántúli Operatív Program keretében városrehabilitációs célú kiemelt projektek akciótervi nevesítéséről
- 1507/2012. (XI. 16.) Korm. határozat A TIOP-3.2.1-12/1-2012-0001 azonosító számú („Az integrált rendszer kereteinek megteremtése a foglalkoztatási szolgálat infrastruktúrájának fejlesztésével” című) kiemelt projekt támogatásának jóváhagyásáról és akciótervi nevesítéséről
- 1508/2012. (XI. 16.) Korm. határozat A TÁMOP-6.1.4./12/1-2012-0001 azonosító számú [„Koragyermekkori (0–7 év) program” című] kiemelt projekt támogatásának jóváhagyásáról és akciótervi nevesítéséről
- 1509/2012. (XI. 16.) Korm. határozat A KEOP-2.1.1/2F-2008-0002 azonosító számú („Hanyi-Tiszasülyi árvízszintcsökkentő tározó” című) és a KEOP-2.5.0/B/10-2010-0001 azonosító számú („Előzetes árvízi kockázatértékelés és a veszélytérképezés adatainak előállítása” című) projektek megnövelt támogatási összegének jóváhagyásáról
- 1510/2012. (XI. 16.) Korm. határozat A KEOP-2.1.1/2F-2008-0002 azonosító számú („Hanyi-Tiszasülyi árvízszintcsökkentő tározó” című) és a KEOP-2.5.0/B/10-2010-0001 azonosító számú („Előzetes árvízi kockázatértékelés és a veszélytérképezés adatainak előállítása” című) projektek megnövelt támogatási összegének jóváhagyásáról
- 1511/2012. (XI. 16.) Korm. határozat A Környezet és Energia Operatív Program 2011–2013. közötti időszakra szóló akcióterv 7.9.0. számú konstrukciója keretében megvalósítandó egyes projektek támogatásáról
- 1512/2012. (XI. 16.) Korm. határozat A TIOP-2.2.7/07/2F („Infrastruktúra-fejlesztés támogatása az egészségpólusokban”) és a TIOP-2.2.4/09/1 („Struktúraváltoztatást támogató infrastruktúrafejlesztés a fekvőbeteg-szakellátásban”) kódszámú konstrukciók keretében megvalósuló projektek támogatásának növeléséről
- 1513/2012. (XI. 16.) Korm. határozat A Miniszterelnökség és a Nemzeti Fejlesztési Minisztérium fejezetek közötti előirányzat-átcsoportosításról
- 1514/2012. (XI. 16.) Korm. határozat A rendkívüli kormányzati intézkedésekre szolgáló tartalékból történő előirányzat-átcsoportosításról
- 1515/2012. (XI. 16.) Korm. határozat A rendkívüli kormányzati intézkedésekre szolgáló tartalékból történő előirányzat-átcsoportosításról
- 1516/2012. (XI. 22.) Korm. határozat A kötött segélyhitel projektek felülvizsgálatának végrehajtásáról és Magyarország kötött segélyhitelezési koncepciójáról
- 1517/2012. (XI. 22.) Korm. határozat A Széchenyi Programiroda Nonprofit Korlátolt Felelősségű Társaság tulajdonosi joggyakorlójának és feladatainak megváltoztatásáról, összefüggésben az Európai Unió 2014–20 közötti költségvetési időszakára való felkészülés kormányzati feladatairól szóló 1449/2012. (X. 16.) Korm. határozat módosításáról
- 1518/2012. (XI. 22.) Korm. határozat A 2014–2020-as programozási időszak előkészítéséért felelős uniós főtárgyaló feladat- és hatásköréről, valamint személyének kijelöléséről
- 1519/2012. (XI. 28.) Korm. határozat Az ENSZ Fenntartható Fejlődési Konferencián (Rio+20) vállalt Nemzetközi Víz Konferencia (Budapest, 2013) megszervezéséről, valamint a Fenntartható Fejlődési Célok 2015-ig történő kidolgozására létrehozandó ENSZ munkacsoportban való magyar részvételről
- 1520/2012. (XI. 28.) Korm. határozat Az Európai Területi Együttműködés célkitűzése keretében az Európai Unió 2014–2020-as költségvetési időszakában megvalósuló határ menti és transznacionális programok előkészítésével kapcsolatos feladatok meghatározásáról
- 1521/2012. (XI. 28.) Korm. határozat A Svájci Államszövetség és Magyarország között a jövedelem- és vagyonadók területén a kettős adóztatás elkerüléséről szóló Egyezmény szövegének végleges megállapítására adott felhatalmazásról
- 1522/2012. (XI. 28.) Korm. határozat Az Amerikai Egyesült Államokban bejegyzésre kerülő „Friends of Hungary” Alapítvány létrehozására irányuló koncepció elfogadásáról és működési feltételeinek megteremtéséről
- 1523/2012. (XI. 28.) Korm. határozat A Magyary Program Egyszerűsítési Programjának a nyugdíjigazgatási eljárásokkal kapcsolatos végrehajtásáról
- 1524/2012. (XI. 28.) Korm. határozat A Microsoft Magyarország Kft. magyarországi nagybefektetővel való stratégiai megállapodás megkötéséről
- 1525/2012. (XI. 28.) Korm. határozat A IX. Helyi önkormányzatok támogatásai és helyben maradó személyi jövedelemadója fejezeten belüli előirányzat-átcsoportosításáról
- 1526/2012. (XI. 28.) Korm. határozat A területfejlesztési politika megújításáról, az új Országos Területfejlesztési és az új Országos Fejlesztési Koncepció kidolgozásáról szóló 1254/2012. (VII. 19.) Korm. határozat módosításáról
- 1527/2012. (XI. 28.) Korm. határozat A Társadalmi Megújulás Operatív Program 1. prioritásának 2011–2013. évekre szóló akcióterv 1. prioritásának a megállapításáról, valamint egyes konstrukciók keretösszegének a módosításáról
- 1528/2012. (XI. 28.) Korm. határozat A Dél-Dunántúli Operatív Program keretében finanszírozott („Villányi elkerülő út építése” című) kiemelt projekt támogatási összeg növelésének jóváhagyásáról
- 1529/2012. (XI. 28.) Korm. határozat A Közlekedési Operatív Program keretében finanszírozott („Kecskemét város intermodális pályaudvar és közösségi közlekedés fejlesztése-tervezés engedélyezés” című) kiemelt projekt költségnövekményének jóváhagyásáról
- 1530/2012. (XI. 28.) Korm. határozat A TÁMOP-1.1.1-12/1-2012-0001 „Megváltozott munkaképességű emberek rehabilitációjának és foglalkoztatásának segítése” című kiemelt projekt támogatásának jóváhagyásáról és akciótervi nevesítéséről
- 1531/2012. (XI. 28.) Korm. határozat A TÁMOP-1.2.1-07/1-2007-0002 „Hátrányos helyzetűek foglalkoztatását ösztönző járulékkedvezmények” című kiemelt projekt támogatásának jóváhagyásáról
- 1532/2012. (XI. 28.) Korm. határozat A KEOP-2.3.0/2F/09-11-2012-0001 azonosító számú („Kelet-Nógrádi Hulladékrekultivációs program” című) projekt támogatásának jóváhagyásáról
- 1533/2012. (XI. 28.) Korm. határozat A KDOP-4.2.1/A-11-2012-0013 azonosító számú („Térségi elérhetőség javítása a 7312 j. úton” című), valamint a KDOP-4.2.1/A-11-2012-0012 azonosító számú („Térségi elérhetőség javítása a 8127 j. úton” című) projektek támogatásáról
- 1534/2012. (XI. 28.) Korm. határozat A KMOP-2.1.1/A-11-2012-0010 azonosító számú („Régión belüli közlekedési kapcsolatok fejlesztése a 3113. és 3105. j. utakon” című), valamint a KMOP-2.1.1/A-11-2012-0009 azonosító számú („Régión belüli közlekedési kapcsolatok fejlesztése a 3103. j. úton” című) projektek támogatásának jóváhagyásáról
- 1535/2012. (XI. 28.) Korm. határozat A rendkívüli kormányzati intézkedésekre szolgáló tartalékból történő előirányzat-átcsoportosításról, a címrend és egyes kormányhatározatok módosításáról, valamint a 2011. évi kötelezettségvállalással nem terhelt maradványok felhasználásáról szóló 1223/2012. (VII. 3.) Korm. határozat módosításáról
- 1536/2012. (XI. 28.) Korm. határozat A rendkívüli kormányzati intézkedésekre szolgáló tartalékból történő előirányzat-átcsoportosításról

##### December (1537−1705)
- 1537/2012. (XII. 4.) Korm. határozat A Magyarország Kormánya és a Francia Köztársaság Kormánya között a minősített adatok cseréjéről és kölcsönös védelméről szóló egyezmény szövegének végleges megállapításáról [5]
- 1538/2012. (XII. 4.) Korm. határozat A Magyar–Koreai Műszaki Együttműködési Központ Alapítvány alapító jogait gyakorló miniszter személyéről
- 1539/2012. (XII. 4.) Korm. határozat A Magyarország Kormánya és az Osztrák Szövetségi Kormány között a minősített adatok cseréjéről és kölcsönös védelméről szóló egyezmény szövegének végleges megállapításáról
- 1540/2012. (XII. 4.) Korm. határozat A helyi önkormányzatok adósságállományának részleges konszolidációjáról
- 1541/2012. (XII. 4.) Korm. határozat Az Ócsai Szociális Családiház-építési Program keretében épülő lakópark ingatlanai vagyonkezelésének egyes kérdéseiről
- 1542/2012. (XII. 4.) Korm. határozat A Közigazgatási és Igazságügyi Minisztérium és az Emberi Erőforrások Minisztériuma fejezetek között a megyei levéltárak Magyar Országos Levéltárba történő beolvadásával összefüggésben szükséges előirányzat- átcsoportosításról, valamint a Széll Kálmán Terv kiterjesztése keretében megvalósítandó egyes intézkedésekről szóló 1122/2012. (IV. 25.) Korm. határozat módosításáról
- 1543/2012. (XII. 4.) Korm. határozat A megyei múzeumi szervezetek állami fenntartásban maradó tagintézményeiről
- 1544/2012. (XII. 4.) Korm. határozat A Közép- és Kelet-európai Történelem és Társadalom Kutatásáért Közalapítvány Alapító Okiratának módosításáról
- 1545/2012. (XII. 4.) Korm. határozat A Kaposvári Nemzetközi Kamarazenei Fesztivál támogatásához a rendkívüli kormányzati intézkedésekre szolgáló tartalékból történő előirányzat-átcsoportosításról
- 1546/2012. (XII. 4.) Korm. határozat A MÁV Zrt. forrásbevonásához egyedi állami készfizető kezességvállalásra történő felhatalmazásról
- 1547/2012. (XII. 4.) Korm. határozat A 2011. évi maradványok felhasználásáról
- 1548/2012. (XII. 4.) Korm. határozat A rendkívüli kormányzati intézkedésekre szolgáló tartalékból történő előirányzat-átcsoportosításról
- 1549/2012. (XII. 4.) Korm. határozat A rendkívüli kormányzati intézkedésekre szolgáló tartalékból történő előirányzat-átcsoportosításról és egyes kormányhatározatok módosításáról
- 1550/2012. (XII. 4.) Korm. határozat A rendkívüli kormányzati intézkedésekre szolgáló tartalékból történő előirányzat-átcsoportosításról
- 1551/2012. (XII. 4.) Korm. határozat A Környezet és Energia Operatív Program 2011–2013. évekre szóló akciótervének megállapításáról
- 1552/2012. (XII. 5.) Korm. határozat A KEOP-2.1.1/2F/09-11-2011-0009 azonosító számú („Murai árvízvédelmi szakasz fejlesztése” című) projekt támogatásának jóváhagyásáról
- 1553/2012. (XII. 5.) Korm. határozat A KEOP-2.4.0/2F/09-11-2012-0003 azonosító számú („Berhida Ipartelep szennyezett területek kármentesítése” című) projekt támogatásának jóváhagyásáról
- 1554/2012. (XII. 5.) Korm. határozat A hazai, illetve szövetkezeti pénzügyi szolgáltatásokért felelős kormánybiztos kinevezéséről és feladatairól
- 1555/2012. (XII. 6.) Korm. határozat A 2012. november 26. és december 7. között Dohában megrendezendő ENSZ Éghajlatváltozási Keretegyezménye Részes Felek Konferenciája 18. ülésszakán való magyar részvételről
- 1556/2012. (XII. 6.) Korm. határozat A DDOP-5.1.3/A-11-2012-0014 azonosító számú („Térségi elérhetőség javítása az 5117. j. úton” című) projekt támogatásának jóváhagyásáról
- 1557/2012. (XII. 6.) Korm. határozat Az ÉMOP-5.1.1/C-11-2012-0002 azonosító számú („Térségi elérhetőség javítása a 2603 és 25119 j. utakon” című) projekt támogatásának jóváhagyásáról
- 1558/2012. (XII. 6.) Korm. határozat A 2013. évi költségvetés egyenlegét javító intézkedésekkel kapcsolatos feladatokról szóló 1457/2012. (X. 19.) Korm. határozat 15. pontjában előírt – a pénztárgépek állami adóhatósággal történő összeköttetése – feladat végrehajtásához szükséges forrásbiztosításról
- 1559/2012. (XII. 6.) Korm. határozat A Magyar Államkincstár kibővített központosított illetményszámfejtési feladatainak ellátásához szükséges forrásigényének kielégítéséről
- 1560/2012. (XII. 6.) Korm. határozat A MÁV vasúti dolgozóinak 2011–2013. években történő pénzügyi ösztönzéséről szóló 1447/2011. (XII. 21.) Korm. határozat előírásainak 2012. évi teljesítéséről szóló 1440/2012. (X. 11.) Korm. határozat módosításáról
- 1561/2012. (XII. 6.) Korm. határozat A rendkívüli kormányzati intézkedésekre szolgáló tartalékból történő előirányzat-átcsoportosításról és egyes kormányhatározatok módosításáról
- 1562/2012. (XII. 6.) Korm. határozat a rendkívüli kormányzati intézkedésekre szolgáló tartalékból történő előirányzat-átcsoportosításról
- 1563/2012. (XII. 6.) Korm. határozat A rendkívüli kormányzati intézkedésekre szolgáló tartalékból történő előirányzat-átcsoportosításról
- 1564/2012. (XII. 6.) Korm. határozat A rendkívüli kormányzati intézkedésekre szolgáló tartalékból történő előirányzat-átcsoportosításról
- 1565/2012. (XII. 6.) Korm. határozat A rendkívüli kormányzati intézkedésekre szolgáló tartalékból történő előirányzat-átcsoportosításról
- 1566/2012. (XII. 6.) Korm. határozat A rendkívüli kormányzati intézkedésekre szolgáló tartalékból történő előirányzat-átcsoportosításról
- 1567/2012. (XII. 6.) Korm. határozat A rendkívüli kormányzati intézkedésekre szolgáló tartalékból történő előirányzat-átcsoportosításról
- 1568/2012. (XII. 6.) Korm. határozat A rendkívüli kormányzati intézkedésekre szolgáló tartalékból történő előirányzat-átcsoportosításról
- 1569/2012. (XII. 6.) Korm. határozat Az AUDI HUNGARIA MOTOR Kft. magyarországi beruházásához kapcsolódó képzéseinek, valamint a Kft. tanműhely létrehozását, felszerelését célzó fejlesztési tevékenységének kormányzati támogatásáról
- 1570/2012. (XII. 10.) Korm. határozat A IX. Helyi önkormányzatok támogatásai és helyben maradó személyi jövedelemadója fejezeten belüli előirányzat átcsoportosításáról
- 1571/2012. (XII. 11.) Korm. határozat A Nemzetstratégiai Kutatóintézet létrehozásával kapcsolatos intézkedésekről
- 1572/2012. (XII. 11.) Korm. határozat A Nemzetgazdasági Minisztérium és a Nemzeti Fejlesztési Minisztérium közötti előirányzat-átcsoportosításról
- 1573/2012. (XII. 12.) Korm. határozat Magyarország és a Nemzetközi Bűnügyi Rendőrség Szervezete között a Magyarországon megrendezésre kerülő 42. Európai Regionális Konferencia kapcsán a Nemzetközi Bűnügyi Rendőrség Szervezete (Interpol) kiváltságairól és mentességeiről szóló Megállapodás szövegének végleges megállapítására adott felhatalmazásról
- 1574/2012. (XII. 12.) Korm. határozat A TESCO-GLOBAL Zrt. magyarországi nagybefektetővel való stratégiai megállapodás megkötéséről
- 1575/2012. (XII. 12.) Korm. határozat Az IBM Magyarországi Kft. és a Stadler Trains Magyarország Kft. magyarországi nagybefektetőkkel való stratégiai megállapodás megkötéséről
- 1576/2012. (XII. 12.) Korm. határozat A GE Hungary Kft. és a National Instruments Hungary Kft. magyarországi nagybefektetőkkel való stratégiai megállapodás megkötéséről
- 1577/2012. (XII. 12.) Korm. határozat A 2011. évi kötelezettségvállalással nem terhelt maradványok felhasználásáról
- 1578/2012. (XII. 12.) Korm. határozat A 2011. évi előirányzat-maradványok felhasználásáról
- 1579/2012. (XII. 12.) Korm. határozat Az egyrészről az Európai Unió és tagállamai, másrészről Izrael Állam közötti euromediterrán légiközlekedési megállapodás szövegének végleges megállapítására adott felhatalmazásról
- 1580/2012. (XII. 13.) Korm. határozat A nemzetbiztonsági védelem alá eső szervek és létesítmények köréről szóló 1232/2009. (XII. 30.) Korm. határozat módosításáról
- 1581/2012. (XII. 13.) Korm. határozat A rendkívüli kormányzati intézkedésekre szolgáló tartalékból történő előirányzat-átcsoportosításról
- 1582/2012. (XII. 13.) Korm. határozat Magyarország Kormánya és Georgia Kormánya közötti gazdasági együttműködési megállapodás létrehozására adott felhatalmazásról
- 1583/2012. (XII. 15.) Korm. határozat Az MVM Magyar Villamos Művek Zártkörűen Működő Részvénytársaság és az E.ON SE közötti, az E.ON SE hazai földgázipari érdekeltségei, nevezetesen az E.ON Földgáz Trade Földgázkereskedő Zártkörűen Működő Részvénytársaság és az E.ON Földgáz Storage Földgáztároló Zártkörűen Működő Részvénytársaság által kibocsátott részvények megszerzése érdekében szükséges intézkedésekről
- 1584/2012. (XII. 15.) Korm. határozat Az Egészségbiztosítási Alap Gyógyító-megelőző ellátás jogcím-csoport Összevont szakellátás jogcíme 2012. évi előirányzatának megemeléséről
- 1585/2012. (XII. 15.) Korm. határozat A rendkívüli kormányzati intézkedésekre szolgáló tartalékból történő előirányzat-átcsoportosításról
- 1586/2012. (XII. 15.) Korm. határozat A lakossági villamos energia, földgáz és távhő végfogyasztói árak csökkentéséről
- 1587/2012. (XII. 17.) Korm. határozat A NATO műveleti alárendeltségű légvédelmi készenléti elfogó légijárművek alkalmazásáról
- 1588/2012. (XII. 17.) Korm. határozat A 2012. július 16. és 26. közötti konzultációs sorozat vonatkozásában vállalt feladatokról szóló 1412/2012. (IX. 28.) Korm. határozat 2. b) pont ba) és bc) alpontjának (patika alap megteremtése, gyógyszertári szolgáltatási díj bevezetése) végrehajtására szolgáló intézkedésekről
- 1589/2012. (XII. 17.) Korm. határozat A képesítési követelmények ésszerű csökkentéséről
- 1590/2012. (XII. 17.) Korm. határozat A Nemzeti Ifjúsági Stratégia 2012–2013. évekre vonatkozó cselekvési tervéről
- 1591/2012. (XII. 17.) Korm. határozat A TATA Consultancy Services Limited Magyarországi Fióktelepe magyarországi nagybefektetővel való stratégiai megállapodás megkötéséről
- 1592/2012. (XII. 17.) Korm. határozat Az egészséges ivóvíz biztosításához szükséges intézkedésekről szóló 1379/2012. (IX. 20.) Korm. határozatban foglalt feladatok megvalósításához szükséges előirányzat-átcsoportosításról
- 1593/2012. (XII. 17.) Korm. határozat A lánctartozás megakadályozását elősegítő intézkedésekről
- 1594/2012. (XII. 17.) Korm. határozat A költségvetési szerveknél és az egyházak közcélú tevékenységet folytató intézményeinél foglalkoztatottak 2012. évi kompenzációjához nyújtott támogatás, valamint a foglalkoztatáspolitikai szervezetrendszer átalakításához kapcsolódó létszámleépítés támogatásának elszámolásáról
- 1595/2012. (XII. 17.) Korm. határozat Az önkormányzatok adósságot keletkeztető ügyleteihez történő 2012. novemberi előzetes kormányzati hozzájárulásról
- 1596/2012. (XII. 17.) Korm. határozat A települési önkormányzattól állami fenntartásba átvett sárvári Szent László Kórház Simasági Telephelyén és a celldömölki Kemenesaljai Egyesített Kórház Intaházai Telephelyén működő, pszichiátriai betegek tartós bentlakásos intézményi ellátását nyújtó szociális részlegek 2012. évi finanszírozásához szükséges központi költségvetési forrás átcsoportosításáról
- 1597/2012. (XII. 17.) Korm. határozat A Miniszterelnökség és az Emberi Erőforrások Minisztériuma fejezetek közötti előirányzat-átcsoportosításról
- 1598/2012. (XII. 17.) Korm. határozat Az egyházak tevékenységének támogatásához szükséges előirányzat-átcsoportosításról
- 1599/2012. (XII. 17.) Korm. határozat' A rendkívüli kormányzati intézkedésekre szolgáló tartalékból történő előirányzat-átcsoportosításról
- 1600/2012. (XII. 17.) Korm. határozat A 2014–2020 közötti európai uniós fejlesztési források felhasználásának tervezésével és intézményrendszerének kialakításával összefüggő aktuális feladatokról
- 1601/2012. (XII. 17.) Korm. határozat A budapesti 4-es metróvonal és kapcsolódó felszíni beruházásai megvalósításához kapcsolódóan kötött Támogatási Szerződés, Finanszírozási Szerződés és Finanszírozási Szerződés Kiegészítő Megállapodás módosításáról és egységes szerkezetbe foglalásáról szóló szerződés jóváhagyásáról
- 1602/2012. (XII. 17.) Korm. határozat Az Államreform Operatív Program abszorpciós célkitűzéseinek eléréséhez szükséges intézkedésekről
- 1603/2012. (XII. 17.) Korm. határozat A Társadalmi Megújulás Operatív Program 2011–2013. közötti időszakra szóló akciótervében szereplő egyes kiemelt projektek nevesítéséről
- 1604/2012. (XII. 17.) Korm. határozat A DDOP-5.1.3/A-11-2012-0015 azonosító számú („Térségi elérhetőség javítása a 6233. j. úton” című) projekt támogatásának jóváhagyásáról
- 1605/2012. (XII. 17.) Korm. határozat Az ÉMOP-5.1.1/A-11-2012-0008 azonosító számú („Térségi elérhetőség javítása a 3835 j. úton” című) projekt támogatásának jóváhagyásáról
- 1606/2012. (XII. 17.) Korm. határozat Az ÉAOP-3.1.1-11-2012-0012 azonosító számú („Térségi elérhetőség javítása a 4814 j. úton” című) projekt támogatásának jóváhagyásáról
- 1607/2012. (XII. 17.) Korm. határozat A TIOP 3.4.3/11/1-2012-0001 azonosító számú („Javítóintézeti ellátás biztosítása fiúk részére a Dunántúlon” című) és a TÁMOP 5.6.3-12/1-2012-0001 azonosító számú („A fogvatartottak többszakaszos, társadalmi és munkaerő-piaci reintegrációja és az intenzív utógondozás modellje” című) kiemelt projektek akciótervi nevesítéséről és támogatásának jóváhagyásáról
- 1608/2012. (XII. 17.) Korm. határozat A nemzetbiztonsági védelem alá eső szervek és létesítmények köréről szóló 1232/2009. (XII. 30.) Korm. határozat módosításáról
- 1609/2012. (XII. 18.) Korm. határozat A Steindl Imre Program bővítéséről szóló 1185/2012. (VI. 5.) Korm. határozat módosításáról
- 1610/2012. (XII. 18.) Korm. határozat A vízkárelhárítási kiadások finanszírozásáról
- 1611/2012. (XII. 18.) Korm. határozat A 2011. évi kötelezettségvállalással terhelt, de pénzügyileg 2012. június 30-ig nem teljesült, valamint a meghiúsult, továbbá a kötelezettségvállalással nem terhelt előirányzat-maradványok felhasználásáról
- 1612/2012. (XII. 18.) Korm. határozat A IX. Helyi önkormányzatok támogatásai és helyben maradó személyi jövedelemadója fejezeten belüli előirányzat átcsoportosításáról
- 1613/2012. (XII. 18.) Korm. határozat A IX. Helyi önkormányzatok támogatásai és helyben maradó személyi jövedelemadója fejezeten belüli előirányzat átcsoportosításáról
- 1614/2012. (XII. 18.) Korm. határozat A fővárosi közösségi közlekedés finanszírozásához szükséges kiegészítő intézkedésről
- 1615/2012. (XII. 18.) Korm. határozat A Zágrábi Magyar Intézet alapítása érdekében a rendkívüli kormányzati intézkedésekre szolgáló tartalékból történő előirányzat-átcsoportosításról
- 1616/2012. (XII. 18.) Korm. határozat A rendkívüli kormányzati intézkedésekre szolgáló tartalékból történő előirányzat-átcsoportosításról
- 1617/2012. (XII. 18.) Korm. határozat A rendkívüli kormányzati intézkedésekre szolgáló tartalékból történő előirányzat-átcsoportosításról
- 1618/2012. (XII. 18.) Korm. határozat A rendkívüli kormányzati intézkedésekre szolgáló tartalékból történő előirányzat-átcsoportosításról
- 1619/2012. (XII. 18.) Korm. határozat A rendkívüli kormányzati intézkedésekre szolgáló tartalékból történő előirányzat-átcsoportosításról
- 1620/2012. (XII. 18.) Korm. határozat A rendkívüli kormányzati intézkedésekre szolgáló tartalékból történő előirányzat-átcsoportosításról
- 1621/2012. (XII. 18.) Korm. határozat A rendkívüli kormányzati intézkedésekre szolgáló tartalékból történő előirányzat-átcsoportosításról
- 1622/2012. (XII. 18.) Korm. határozat A rendkívüli kormányzati intézkedésekre szolgáló tartalékból történő előirányzat-átcsoportosításról
- 1623/2012. (XII. 18.) Korm. határozat A rendkívüli kormányzati intézkedésekre szolgáló tartalékból történő előirányzat-átcsoportosításról
- 1624/2012. (XII. 18.) Korm. határozat A rendkívüli kormányzati intézkedésekre szolgáló tartalékból történő előirányzat-átcsoportosításról
- 1625/2012. (XII. 18.) Korm. határozat A rendkívüli kormányzati intézkedésekre szolgáló tartalékból történő előirányzat-átcsoportosításról
- 1626/2012. (XII. 18.) Korm. határozat A rendkívüli kormányzati intézkedésekre szolgáló tartalékból történő előirányzat-átcsoportosításról
- 1627/2012. (XII. 18.) Korm. határozat A rendkívüli kormányzati intézkedésekre szolgáló tartalékból történő előirányzat-átcsoportosításról
- 1628/2012. (XII. 18.) Korm. határozat A rendkívüli kormányzati intézkedésekre szolgáló tartalékból történő előirányzat-átcsoportosításról
- 1629/2012. (XII. 18.) Korm. határozat A rendkívüli kormányzati intézkedésekre szolgáló tartalékból történő előirányzat-átcsoportosításról
- 1630/2012. (XII. 18.) Korm. határozat A rendkívüli kormányzati intézkedésekre szolgáló tartalékból történő előirányzat-átcsoportosításról
- 1631/2012. (XII. 18.) Korm. határozat A rendkívüli kormányzati intézkedésekre szolgáló tartalékból történő előirányzat-átcsoportosításról
- 1632/2012. (XII. 18.) Korm. határozat A rendkívüli kormányzati intézkedésekre szolgáló tartalékból történő előirányzat-átcsoportosításról
- 1633/2012. (XII. 18.) Korm. határozat A rendkívüli kormányzati intézkedésekre szolgáló tartalékból történő előirányzat-átcsoportosításról
- 1634/2012. (XII. 18.) Korm. határozat Az Egészségbiztosítási Alap Gyógyító-megelőző ellátás jogcím-csoport Összevont szakellátás jogcíme 2012. évi előirányzatának év végi megemeléséről
- 1635/2012. (XII. 18.) Korm. határozat Egyes kormányhatározatok módosításáról
- 1636/2012. (XII. 19.) Korm. határozat A Kormány 2013. I. félévi munkatervéről
- 1637/2012. (XII. 19.) Korm. határozat A Széchenyi Kártya Program egyes konstrukciói támogatásának folytatásáról
- 1638/2012. (XII. 19.) Korm. határozat A „Széchenyi Zsigmond Kárpát-medencei Magyar Vadászati Múzeum létrehozása – a hatvani Grassalkovich-kastély rekonstrukciója és turisztikai célú hasznosítása” című projekttel összefüggésben nyújtandó biztosítékról
- 1639/2012. (XII. 19.) Korm. határozat A határátkelőhelyek fejlesztésének 2013-ban időszerű feladatairól
- 1640/2012. (XII. 19.) Korm. határozat A 2013. évi határátlépéssel járó csapatmozgások engedélyezéséről
- 1641/2012. (XII. 19.) Korm. határozat A Nemzeti Eszközkezelő működésével kapcsolatos egyes feladatokról
- 1642/2012. (XII. 19.) Korm. határozat Európai uniós fejlesztési források biztosításáról a Nemzeti Közszolgálati Egyetem elhelyezése a Ludovika Campusban állami beruházás megvalósításához és egyéb kapcsolódó feladatokról
- 1643/2012. (XII. 19.) Korm. határozat A Belügyminisztérium és a Miniszterelnökség fejezetek közötti előirányzat-átcsoportosításról
- 1644/2012. (XII. 19.) Korm. határozat Az Emberi Erőforrások Minisztériuma és a Honvédelmi Minisztérium fejezetek között az egészségügyi felsőfokú szakirányú szakképzéshez kapcsolódó állami támogatások érdekében történő előirányzat-átcsoportosításról
- 1645/2012. (XII. 19.) Korm. határozat A rendkívüli kormányzati intézkedésekre szolgáló tartalékból történő előirányzat-átcsoportosításról szóló 1355/2012. (IX. 11.) Korm. határozat módosításáról
- 1646/2012. (XII. 19.) Korm. határozat A rendkívüli kormányzati intézkedésekre szolgáló tartalékból történő előirányzat-átcsoportosításról és kormányhatározat módosításról
- 1647/2012. (XII. 19.) Korm. határozat A Gazdaságfejlesztési Operatív Program 2011–2013. évekre szóló akciótervének megállapításáról
- 1648/2012. (XII. 19.) Korm. határozat A regionális operatív programok 2011–2013. évekre szóló akcióterveinek megállapításáról és egyes prioritásai keretének növeléséről
- 1649/2012. (XII. 19.) Korm. határozat Az Észak-Alföldi, a Közép-Dunántúli és a Közép-Magyarországi Operatív Program keretében városrehabilitációs célú kiemelt projektek akciótervi nevesítéséről
- 1650/2012. (XII. 19.) Korm. határozat A Környezet és Energia Operatív Program keretében megvalósítani tervezett Közép-Duna Vidéke, Duna-Vértes Köze és Délkelet-Alföld regionális hulladékgazdálkodási rendszerek megvalósítására irányuló projektek önerő finanszírozásának megoldásáról, valamint a KEOP-1.1.1/2F/09-11-2012-0007 azonosító számú („Települési szilárdhulladék-gazdálkodási rendszer fejlesztése a Délkelet-Alföld Regionális Hulladékgazdálkodási Rendszer Létrehozását Célzó Önkormányzati Társulás területén” című) projekt támogatásáról
- 1651/2012. (XII. 19.) Korm. határozat A Közlekedés Operatív Program keretében finanszírozott („MÁV Zrt. állomásfejlesztési és integrált ügyfélszolgálat fejlesztési program 26 helyszínen” című) kiemelt projekt támogatásának jóváhagyásáról és akciótervi nevesítéséről
- 1652/2012. (XII. 19.) Korm. határozat A Közlekedés Operatív Program keretében finanszírozott („M4 gyorsforgalmi út Abony–Fegyvernek közötti szakasz, új Tisza híddal területszerzési, régészeti és tervezési költségei” című) kiemelt projekt támogatásának jóváhagyásáról
- 1653/2012. (XII. 19.) Korm. határozat A KÖZOP-3.1.1.-07-2008-0016 azonosító számú [„M9 autóút 51. és 54. számú főutak (19+000-31+300 kmsz.) közötti szakasz” című] projekt támogatási szerződésétől történő elállásról
- 1654/2012. (XII. 19.) Korm. határozat A TIOP-1.1.1-12/1 azonosító számú („Neumann Program – Intézményi informatikai infrastruktúra fejlesztés a közoktatásban” című) projekt kiemelt projektként történő nevesítésről és támogatásának jóváhagyásáról
- 1655/2012. (XII. 20.) Korm. határozat A 2013 és 2014 során a közép-európai regionális együttműködési szervezetekben betöltendő magyar elnökségek összehangolásáról, lebonyolításukból eredő feladatokról, valamint a végrehajtás feltételeinek megteremtéséről szóló 1031/2012. (II. 21.) Korm. határozat módosításáról
- 1656/2012. (XII. 20.) Korm. határozat Magyarország Nemzeti Katonai stratégiájának elfogadásáról
- 1657/2012. (XII. 20.) Korm. határozat A kormányzati stratégiai dokumentumok felülvizsgálatával kapcsolatos feladatokról
- 1658/2012. (XII. 20.) Korm. határozat A Balatonvilágos község Veszprém megyétől Somogy megyéhez történő megyeváltásával összefüggő jogalkotási feladatokról
- 1659/2012. (XII. 20.) Korm. határozat Egyes állami vagyontárgyak ingyenes önkormányzati tulajdonba adásáról
- 1660/2012. (XII. 20.) Korm. határozat A IX. Helyi önkormányzatok támogatásai és helyben maradó személyi jövedelemadója fejezeten belüli előirányzat átcsoportosításáról
- 1661/2012. (XII. 20.) Korm. határozat Az Emberi Erőforrások Minisztériuma és a Közigazgatási és Igazságügyi Minisztérium fejezetek közötti előirányzat-átcsoportosításról
- 1662/2012. (XII. 20.) Korm. határozat A Nemzetgazdasági Minisztérium fejezet 2011. évi kötelezettségvállalással nem terhelt, valamint a kötelezettségvállalással terhelt, de meghiúsult előirányzat-maradványai felhasználásáról
- 1663/2012. (XII. 20.) Korm. határozat A Vidékfejlesztési Minisztérium és a Nemzeti Fejlesztési Minisztérium, valamint a Belügyminisztérium fejezetek közötti előirányzat-átcsoportosításról
- 1664/2012. (XII. 20.) Korm. határozat A rendkívüli kormányzati intézkedésekre szolgáló tartalékból történő előirányzat-átcsoportosításról
- 1665/2012. (XII. 20.) Korm. határozat Egyes MÁV Magyar Államvasutak Zrt. és a magyar állam közötti vagyonrendezés által érintett ingatlanok ingyenes önkormányzati tulajdonba adásáról
- 1666/2012. (XII. 20.) Korm. határozat A megtett úttal arányos elektronikus díjszedési rendszer tervezésének, kiépítésének és üzemeltetésének, valamint a 2012. és 2013. évben a gyorsforgalmi úthálózat üzemeltetési és karbantartási feladatainak fedezetéről
- 1667/2012. (XII. 20.) Korm. határozat A Nyugat-Pannon Járműipari és Mechatronikai Központ kiemelt járműipari központtá nyilvánításáról
- 1668/2012. (XII. 21.) Korm. határozat A magyar felsőoktatás megújításáról
- 1669/2012. (XII. 21.) Korm. határozat A rendkívüli kormányzati intézkedésekre szolgáló tartalékból történő előirányzat-átcsoportosításról
- 1670/2012. (XII. 21.) Korm. határozat A rendkívüli kormányzati intézkedésekre szolgáló tartalékból történő előirányzat-átcsoportosításáról
- 1671/2012. (XII. 27.) Korm. határozat A 2013-ban a közigazgatási, rendészeti, katonai és nemzetbiztonsági felsőoktatásban felvehető, államilag támogatott és önköltséges hallgatói létszámról
- 1672/2012. (XII. 27.) Korm. határozat A 2012. évi költségvetési egyenleg tartását biztosító intézkedésekről szóló 1428/2012. (X. 8.) Korm. határozat módosításáról, valamint a Várkert Bazár rekonstrukciója projekt finanszírozása érdekében történő előirányzat-átcsoportosításról
- 1673/2012. (XII. 28.) Korm. határozat A Nemzetközi Víz Konferencia (Budapesti Víz Világtalálkozó – Budapest Water Summit) szakmai koncepciójáról és költségvetéséről, valamint az azzal összefüggő feladatokról
- 1674/2012. (XII. 28.) Korm. határozat Egyes csökkentett mértékű törlesztési célú támogatásban részesülő 5000 fő lakosságszám alatti települések meghatározásáról
- 1675/2012. (XII. 28.) Korm. határozat A nemzeti park igazgatóságok számára az ún. „zsebszerződések” felszámolásának folytatása és a védettségi szint helyreállítása érdekében szükséges fedezet biztosításáról
- 1676/2012. (XII. 28.) Korm. határozat Az önkormányzatok adósságot keletkeztető ügyleteihez történő 2012. decemberi előzetes kormányzati hozzájárulásról
- 1677/2012. (XII. 28.) Korm. határozat A Belügyminisztérium és a Miniszterelnökség fejezetek közötti előirányzat-átcsoportosításról
- 1678/2012. (XII. 28.) Korm. határozat A Nemzetgazdasági Minisztérium és a Közigazgatási és Igazságügyi Minisztérium fejezetek között a fogyasztói érdekek képviseletét ellátó egyesületek támogatására kiírt pályázat kezelése céljából történő előirányzat-átcsoportosításról
- 1679/2012. (XII. 28.) Korm. határozat A kulturális örökségvédelmi szervezetrendszer átalakításához kapcsolódóan az Emberi Erőforrások Minisztériuma, a Belügyminisztérium, valamint a Közigazgatási és Igazságügyi Minisztérium fejezetek közötti előirányzat-átcsoportosításról
- 1680/2012. (XII. 28.) Korm. határozat A Szegedi Tudományegyetem szervezeti keretein belül létrejövő Francia Egyetem fokozatos kialakításához szükséges támogatásról
- 1681/2012. (XII. 28.) Korm. határozat A törökbálinti Bálint Márton Iskola és Sportközpont beruházással és egyéb, PPP konstrukcióban létesült sportlétesítményekkel, valamint egyes egyházi ingatlanokkal összefüggő fejezetek közötti előirányzat-átcsoportosításokról
- 1682/2012. (XII. 29.) Korm. határozat A magyar állampolgárság megállapítására irányuló eljárás további eljárási egyszerűsítéséről
- 1683/2012. (XII. 29.) Korm. határozat A társadalmi felzárkózással összefüggő egyes testületek működésével kapcsolatos kormányhatározatok módosításáról
- 1685/2012. (XII. 29.) Korm. határozat A Kémiai Biztonságot Koordináló Tanács szervezetéről és működésének részletes szabályai
- 1686/2012. (XII. 29.) Korm. határozat Az egységes európai segélyhívó számra (112) alapozott Egységes Segélyhívó Rendszerhez (ESR) kapcsolódó feladatokról szóló 1312/2011. (IX. 12.) Korm. határozat módosításáról
- 1687/2012. (XII. 29.) Korm. határozat Az értesítési címek nyilvántartásával összefüggésben egyes eljárások felülvizsgálatáról
- 1688/2012. (XII. 29.) Korm. határozat A Miniszterelnökségen, a minisztériumokban, az igazgatási és igazgatási jellegű tevékenységet ellátó központi költségvetési szerveknél foglalkoztatottak létszámáról szóló 1166/2010. (VIII. 4.) Korm. határozat módosításáról
- 1690/2012. (XII. 29.) Korm. határozat A Magyar Művészeti Akadémia kultúrstratégiai szerepének megerősítéséről
- 1691/2012. (XII. 29.) Korm. határozat A Művészetek Palotája PPP projektről
- 1692/2012. (XII. 29.) Korm. határozat A Kormány által alapított közalapítványokkal és alapítványokkal kapcsolatos időszerű intézkedésekről szóló 1159/2010. (VII. 30.) Korm. határozat által előírt felülvizsgálati eljárás megállapításai alapján szükséges intézkedésekről szóló 1316/2010. (XII. 27.) Korm. határozat módosításáról és egyéb feladatokról
- 1693/2012. (XII. 29.) Korm. határozat Az Épület- és Lakásgazdálkodási Fenntartási Innovációs K+F Alapítvány megszüntetéséről szóló 1019/2012. (II. 1.) Korm. határozat módosításáról
- 1694/2012. (XII. 29.) Korm. határozat Az Összefogás a Budapesti Lakástalanokért és Hajléktalan Emberekért Közalapítvány megszüntetéséről
- 1695/2012. (XII. 29.) Korm. határozat A Magyarország Kormánya és az Orosz Ortodox Egyház Magyar Egyházmegyéje (Moszkvai Patriarchátus) közötti Megállapodásról
- 1698/2012. (XII. 29.) Korm. határozat A magyarországi zsidó közösségek vagyoni igényeinek rendezésével, valamint kulturális, hagyományőrző, oktatási és történelmi tényfeltáró tevékenységükkel kapcsolatos közigazgatási és szakmai előkészítéssel és koordinációval összefüggő feladatok ellátásáról
- 1699/2012. (XII. 29.) Korm. határozat A Holokauszt túlélők részére a Párizsi Békeszerződésről szóló 1947. évi XVIII. törvény 27. Cikke 2. pontjában foglaltak végrehajtásáról szóló 1997. évi X. törvény alapján folyósított életjáradék összegének megemeléséről
- 1700/2012. (XII. 29.) Korm. határozat a közszférában alkalmazandó nyugdíjpolitikai elvekről
- 1701/2012. (XII. 29.) Korm. határozat A Társadalmi Megújulás Operatív Program keretében megvalósuló egyes kiemelt projektek kedvezményezettjének módosításáról
- 1702/2012. (XII. 29.) Korm. határozat A Környezet és Energia Operatív Program 2011–2013. évekre szóló akcióterv 1–3. prioritásának megállapításáról
- 1703/2012. (XII. 29.) Korm. határozat A KEOP-1.2.0/2F-2008-0005 azonosító számú („Nyíregyháza és Térsége szennyvízelvezetési és szennyvíztisztítási programja” című) nagyprojekt támogatásának növeléséről
- 1704/2012. (XII. 29.) Korm. határozat Az ÉAOP-1.1.1/C-12-k1-2012-0005 azonosító számú („A Nyíregyházi Ipari Park 2. ütemének komplex terület előkészítése” című) kiemelt projekt nevesítésének visszavonásáról
- 1705/2012. (XII. 29.) Korm. határozat A NYDOP-5.3.1/A-12-k1-2012-0001 azonosító számú („24 tantermes iskola és óvoda építése Szombathelyen” című) projekt Nyugat-Dunántúli Operatív Program 2011–2013-as Akciótervében történő nevesítéséről

## A köztársasági elnök határozatai
- 18/2012. (I. 11.) KE határozat A Költségvetési Tanács elnökének kinevezéséről
- 19/2012. (I. 11.) KE határozat A Magyar Művészeti Akadémia elnöki tisztségében való megerősítésről
- 23/2012. (I. 16.) KE határozat Magyarország Köztársasági Elnökének Érdemérme és Magyarország Köztársasági Elnökének Díszoklevele Éremmel kitüntetések alapításáról

## Európai Unió

### A Bizottság rendeletei
- A Bizottság 109/2012/EU rendelete (2012. február 9.) a vegyi anyagok regisztrálásáról, értékeléséről, engedélyezéséről és korlátozásáról (REACH) szóló 1907/2006/EK európai parlamenti és tanácsi rendelet XVII. mellékletének (CMR anyagok) módosításáról
- A Bizottság 432/2012/EU rendelete (2012. május 16.) a nem a betegségek kockázatának csökkentését, illetve a gyermekek fejlődését és egészségét érintő, élelmiszerekkel kapcsolatos, egészségre vonatkozó, engedélyezett állítások jegyzékének megállapításáról

### A Bizottság végrehajtási rendeletei
- A Bizottság 27/2012/EU végrehajtási rendelete (2012. január 19.) az 1239/2011/EU végrehajtási rendelettel megnyitott pályázati eljárás keretében kibocsátottnegyedik részleges pályázati felhívás tekintetében a cukorra vonatkozó minimális vámtételmeghatározásáról
- A Bizottság 48/2012/EU végrehajtási rendelete (2012. január 19.) a baromfihús-ágazatban alkalmazandó export-visszatérítések megállapításáról
- A Bizottság 51/2012/EU végrehajtási rendelete (2012. január 19.) a Szerződés I. mellékletében nem szereplő áruk formájában exportált tojásra és tojássárgájára vonatkozó visszatérítési ráták rögzítéséről